# Liste der Spiele des FA Community Shield

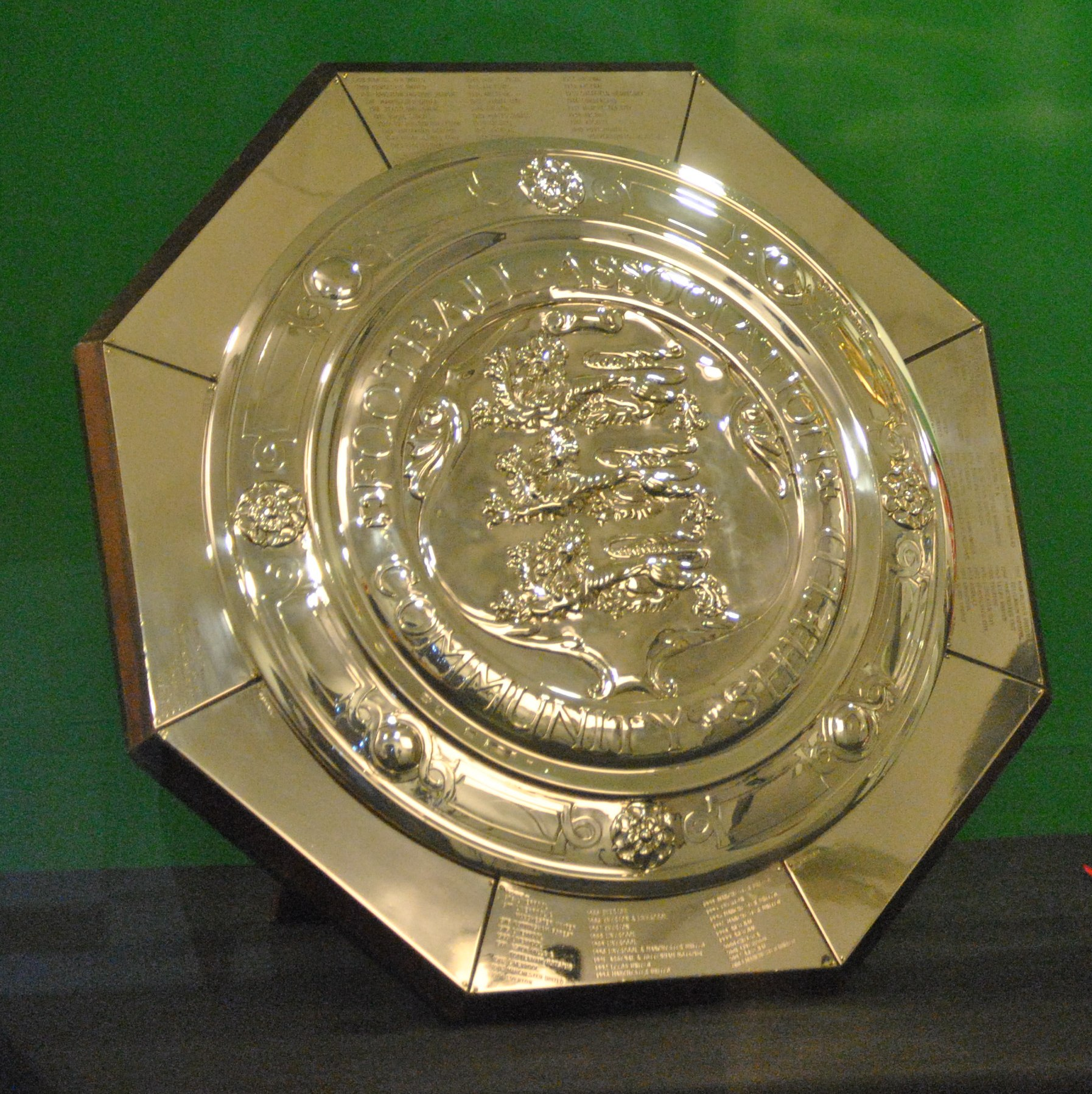
Der FA Community Shield

Die Liste enthält die Spiele um den FA Community Shield, die ab 1908 ausgetragen wurden, bzw. dessen Vorgänger Charity Shield mit allen statistischen Details.

## Jahre 1908 bis 1919
1908 
Die 1. Ausspielung des Wettbewerbs fand im April 1908 zwischen dem Meister der First Division 1907/08, Manchester United, und dem Meister der Southern League 1907/08, den Queens Park Rangers, statt. Nachdem die Partie unentschieden ausgegangen war, wurde zum einzigen Mal in der Geschichte des Wettbewerbs ein Wiederholungsspiel ausgetragen.
| Manchester United                          | Manchester United | Queens Park Rangers | Queens Park Rangers |
| ------------------------------------------ | --- | --- | ------------------- |
| Manchester United                          | \| 27. April 1908 in London (Stamford Bridge) \| \| Ergebnis: 1:1 (0:1) \| \| Zuschauer: 6.000 \| | \| 27. April 1908 in London (Stamford Bridge) \| \| Ergebnis: 1:1 (0:1) \| \| Zuschauer: 6.000 \| | Queens Park Rangers |
| Manchester United                          | Harry Moger – George Stacey, Herbert Burgess – Dick Duckworth, Charlie Roberts, Alex Bell – Billy Meredith, Jimmy Bannister, Jimmy Turnbull, Sandy Turnbull, George Wall Cheftrainer: Ernest Mangnall | Charlie Shaw – John MacDonald, Joe Fidler – Evelyn Lintott, J. McLean, Samuel Downing – Fred Pentland, Frank Cannon, P. Skilton, Alfred Gittins, Billy Barnes Cheftrainer: James Cowan ( Schottland) | Queens Park Rangers |
| Manchester United                          | 1:1 Billy Meredith (2. HZ) | 0:1 Frank Cannon (1. HZ) | Queens Park Rangers |
| 27. April 1908 in London (Stamford Bridge) | | |                     |
| Ergebnis: 1:1 (0:1)                        | | |                     |
| Zuschauer: 6.000                           | | |                     |

 Wiederholungsspiel
| Manchester United                           | Manchester United | Queens Park Rangers | Queens Park Rangers |
| ------------------------------------------- | --- | --- | ------------------- |
| Manchester United                           | \| 29. August 1908 in London (Stamford Bridge) \| \| Ergebnis: 4:0 (2:0) \| \| Zuschauer: 50.000 \| \| Schiedsrichter: Jack Howcroft \|                                                            | \| 29. August 1908 in London (Stamford Bridge) \| \| Ergebnis: 4:0 (2:0) \| \| Zuschauer: 50.000 \| \| Schiedsrichter: Jack Howcroft \|                                                             | Queens Park Rangers |
| Manchester United                           | Harry Moger – George Stacey, Herbert Burgess – Dick Duckworth, Charlie Roberts, Alex Bell – Billy Meredith, Jimmy Bannister, Jimmy Turnbull, Jack Picken, George Wall Cheftrainer: Ernest Mangnall | Charlie Shaw – John MacDonald, Joe Fidler – Evelyn Lintott, J. McLean, Samuel Downing – J. MacNaught, Frank Cannon, P. Skilton, Alfred Gittins, Billy Barnes Cheftrainer: James Cowan ( Schottland) | Queens Park Rangers |
| Manchester United                           | 1:0 Jimmy Turnbull (1. HZ) 2:0 Jimmy Turnbull (1. HZ) 3:0 George Wall (2. HZ) 4:0 Jimmy Turnbull (2. HZ)                                                                                           | | Queens Park Rangers |
| 29. August 1908 in London (Stamford Bridge) | | |                     |
| Ergebnis: 4:0 (2:0)                         | | |                     |
| Zuschauer: 50.000                           | | |                     |
| Schiedsrichter: Jack Howcroft               | | |                     |

 1909 
Die 2. Ausspielung des Wettbewerbs fand zwischen dem Meister der First Division 1908/09, Newcastle United, und dem Meister der Southern League 1908/09, Northampton Town, statt.
| Newcastle United                           | Newcastle United | Northampton Town | Northampton Town |
| ------------------------------------------ | --- | --- | ---------------- |
| Newcastle United                           | \| 28. April 1909 in London (Stamford Bridge) \| \| Ergebnis: 2:0 (1:0) \| \| Zuschauer: 7.000 \| \| Schiedsrichter: Dicky Schumacher \|                                | \| 28. April 1909 in London (Stamford Bridge) \| \| Ergebnis: 2:0 (1:0) \| \| Zuschauer: 7.000 \| \| Schiedsrichter: Dicky Schumacher \|                                                     | Northampton Town |
| Newcastle United                           | Jimmy Lawrence – Billy McCracken, Tony Whitson – David Willis, Colin Veitch, Peter McWilliam – Jock Rutherford, James Howie, Stan Allan, George Wilson, Andrew Anderson | George Cooch – Bob Bonthron, Lloyd Davies – Jock Manning, Dave McCartney, F. Dunkley – Fred McDiarmid, Bobbie Walker, Fred Lessons, Albert Lewis, Edwin Freeman Cheftrainer: Herbert Chapman | Northampton Town |
| Newcastle United                           | 1:0 Stan Allan 2:0 Jock Rutherford | | Northampton Town |
| 28. April 1909 in London (Stamford Bridge) | | |                  |
| Ergebnis: 2:0 (1:0)                        | | |                  |
| Zuschauer: 7.000                           | | |                  |
| Schiedsrichter: Dicky Schumacher           | | |                  |

 1910 
Die 3. Ausspielung des Wettbewerbs fand zwischen dem Meister der First Division 1909/10, Aston Villa, und dem Meister der Southern League 1909/10, Brighton & Hove Albion, statt.
| Aston Villa                                   | Aston Villa | Brighton & Hove Albion | Brighton & Hove Albion |
| --------------------------------------------- | --- | --- | ---------------------- |
| Aston Villa                                   | \| 5. September 1910 in London (Stamford Bridge) \| \| Ergebnis: 0:1 (0:0) \| \| Zuschauer: 13.000 \| | \| 5. September 1910 in London (Stamford Bridge) \| \| Ergebnis: 0:1 (0:0) \| \| Zuschauer: 13.000 \|                                                                                  | Brighton & Hove Albion |
| Aston Villa                                   | Arthur Cartlidge – Tommy Lyons, Freddie Miles – George Tranter, Chris Buckley, George Hunter – Charle Wallace, Joe Walters, Walter Gerrish, Joe Bache, Albert Hall Cheftrainer: George Ramsay ( Schottland) | Bob Whiting – Fred Blackman, Joe Leeming – Billy Booth, Joe McGhie, Jack Haworth – Bertie Longstaff, Jimmy Coleman, Bullet Jones, Charlie Webb, Bill Hastings Cheftrainer: Jack Robson | Brighton & Hove Albion |
| Aston Villa                                   | 0:1 Charlie Webb (72.) | | Brighton & Hove Albion |
| 5. September 1910 in London (Stamford Bridge) | | |                        |
| Ergebnis: 0:1 (0:0)                           | | |                        |
| Zuschauer: 13.000                             | | |                        |

 1911 
Die 4. Ausspielung des Wettbewerbs fand zwischen dem Meister der Football League 1910/11, Manchester United, und dem Meister der Southern League 1910/11, Swindon Town, statt.
| Manchester United                              | Manchester United | Swindon Town | Swindon Town |
| ---------------------------------------------- | --- | --- | ------------ |
| Manchester United                              | \| 25. September 1911 in London (Stamford Bridge) \| \| Ergebnis: 8:4 (4:3) \| \| Zuschauer: 12.000 \|                                                                                           | \| 25. September 1911 in London (Stamford Bridge) \| \| Ergebnis: 8:4 (4:3) \| \| Zuschauer: 12.000 \|                                                                                 | Swindon Town |
| Manchester United                              | Hugh Edmonds – Leslie Hofton, George Stacey – Dick Duckworth, Charlie Roberts, Alex Bell – Billy Meredith, Mickey Hamill, Harold Halse, Sandy Turnbull, George Wall Cheftrainer: Ernest Mangnall | Len Skiller – Harry Kay, Billy Tout – Frank Handley, Charlie Bannister, Billy Silto – Bob Jefferson, Harold Fleming, Freddy Wheatcroft, Archie Bown, Sammy Lamb Cheftrainer: Sam Allen | Swindon Town |
| Manchester United                              | Harold Halse (6 Tore) Sandy Turnbull George Wall | Harold Fleming Freddy Wheatcroft Billy Tout Bob Jefferson | Swindon Town |
| 25. September 1911 in London (Stamford Bridge) | | |              |
| Ergebnis: 8:4 (4:3)                            | | |              |
| Zuschauer: 12.000                              | | |              |

 1912 
Die 5. Ausspielung des Wettbewerbs fand zwischen dem Meister der First Division 1911/12, Blackburn Rovers, und dem Meister der Southern League 1911/12, den Queens Park Rangers, statt.
| Blackburn Rovers                          | Blackburn Rovers | Queens Park Rangers | Queens Park Rangers |
| ----------------------------------------- | --- | --- | ------------------- |
| Blackburn Rovers                          | \| 4. Mai 1912 in London (White Hart Lane) \| \| Ergebnis: 2:1 (1:1) \| \| Zuschauer: 7.100 \| \| Schiedsrichter: C.C. Fallowfield (London) \|                                                          | \| 4. Mai 1912 in London (White Hart Lane) \| \| Ergebnis: 2:1 (1:1) \| \| Zuschauer: 7.100 \| \| Schiedsrichter: C.C. Fallowfield (London) \|                                                    | Queens Park Rangers |
| Blackburn Rovers                          | Alf Robinson – Bob Crompton, Arthur Cowell – Albert Walmsley, Percy Smith, Billy Bradshaw – Jock Simpson, Eddie Latheron, Walter Aitkenhead, Joe Clennell, Walter Anthony Cheftrainer: Robert Middleton | Charlie Shaw – John MacDonald, Harry Pullen – Alf Whyman, Archie Mitchell, Bill Wake – Arthur Smith, Eddie Revill, Dan McKie, Harry Thornton, Billy Barnes Cheftrainer: James Cowan ( Schottland) | Queens Park Rangers |
| Blackburn Rovers                          | Walter Aitkenhead | Eddie Revill | Queens Park Rangers |
| 4. Mai 1912 in London (White Hart Lane)   | | |                     |
| Ergebnis: 2:1 (1:1)                       | | |                     |
| Zuschauer: 7.100                          | | |                     |
| Schiedsrichter: C.C. Fallowfield (London) | | |                     |

 1913 
Bei der 6. Austragung des Wettbewerbs trafen erstmals nicht die Meister der Football League bzw. Southern League aufeinander. Stattdessen entschied der englische Fußballverband, eine Profiauswahl gegen eine Amateurauswahl spielen zu lassen. Die Mannschaft der Profis umfasste jene Spieler, welche England bei der letzten British Home Championship repräsentiert hatten. Für die Amateurauswahl spielten einige Akteure, die 1912 die Gold-Medaille bei der Olympiade in Stockholm errungen hatten.
| Profis                                         | Profis | Amateure | Amateure |
| ---------------------------------------------- | --- | --- | -------- |
| Profis                                         | \| 6. Oktober 1913 in London (The Den) \| \| Ergebnis: 7:2 (4:0) \| \| Zuschauer: 20.000 \| \| Schiedsrichter: George Harvey Muir (Hampshire) \|                                            | \| 6. Oktober 1913 in London (The Den) \| \| Ergebnis: 7:2 (4:0) \| \| Zuschauer: 20.000 \| \| Schiedsrichter: George Harvey Muir (Hampshire) \|                 | Amateure |
| Profis                                         | Sam Hardy – Bob Crompton , Frank Womack – Frank Cuggy, Joe McCall, Billy Watson – Fanny Walden, Harold Fleming, Harry Hampton, George Holley, Joe Hodkinson                                 | Ronald Brebner – Thomas Burn, Arthur Knight – G.H. How, Ernest Peacock, Joe Dines – Ivan Sharpe, Dick Healey, Vivian Woodward , Herbert Farnfield, George Barlow | Amateure |
| Profis                                         | 1:0 George Holley (1. HZ) 2:0 Harold Fleming (1. HZ) 3:0 Harry Hampton (1. HZ) 4:0 Harry Hampton (1. HZ, Elfm.) 5:0 Harry Hampton (50.) 6:2 Harry Hampton (2. HZ) 7:2 George Holley (2. HZ) | 5:1 George Barlow (2. HZ) 5:2 Herbert Farnfield (2. HZ) | Amateure |
| 6. Oktober 1913 in London (The Den)            | | |          |
| Ergebnis: 7:2 (4:0)                            | | |          |
| Zuschauer: 20.000                              | | |          |
| Schiedsrichter: George Harvey Muir (Hampshire) | | |          |

## Jahre 1920 bis 1929
1920 
Die 7. Ausspielung des Wettbewerbs fand aufgrund des Ersten Weltkrieges erst 1920 statt. Dabei trafen der Meister der First Division 1919/20, West Bromwich Albion, und der Meister der Second Division 1919/20, Tottenham Hotspur, aufeinander.
| West Bromwich Albion                     | West Bromwich Albion | Tottenham Hotspur | Tottenham Hotspur |
| ---------------------------------------- | --- | --- | ----------------- |
| West Bromwich Albion                     | \| 15. Mai 1920 in London (White Hart Lane) \| \| Ergebnis: 2:0 (1:0) \| \| Zuschauer: 38.168 \|                                                                                     | \| 15. Mai 1920 in London (White Hart Lane) \| \| Ergebnis: 2:0 (1:0) \| \| Zuschauer: 38.168 \| | Tottenham Hotspur |
| West Bromwich Albion                     | Hubert Pearson – Joe Smith, Jesse Pennington – Sam Richardson, Sid Bowser, Bobby McNeal – Jack Crisp, Andy Smith, Alf Bentley, Fred Morris, Howard Gregory Cheftrainer: Fred Everiss | Bill Jaques – Thomas Clay, Bob Brown – Jimmy Archibald, Bert Smith, Arthur Grimsdell – Jimmy Banks, Jimmy Seed, Jimmy Cantrell, Bert Bliss, Jimmy Dimmock Cheftrainer: Peter McWilliam ( Schottland) | Tottenham Hotspur |
| West Bromwich Albion                     | 1:0 Andy Smith 2:0 Andy Smith | | Tottenham Hotspur |
| 15. Mai 1920 in London (White Hart Lane) | | |                   |
| Ergebnis: 2:0 (1:0)                      | | |                   |
| Zuschauer: 38.168                        | | |                   |

 1921 
Die 8. Ausspielung des Wettbewerbs fand erstmals zwischen dem englischen Meister und dem englischen Pokalsieger statt, also zwischen dem Sieger der First Division 1920/21, FC Burnley, und dem Gewinner des FA Cup 1920/21, Tottenham Hotspur.
| FC Burnley                               | FC Burnley | Tottenham Hotspur | Tottenham Hotspur |
| ---------------------------------------- | --- | --- | ----------------- |
| FC Burnley                               | \| 16. Mai 1921 in London (White Hart Lane) \| \| Ergebnis: 0:2 (0:2) \| \| Zuschauer: 18.000 \|                                                                                   | \| 16. Mai 1921 in London (White Hart Lane) \| \| Ergebnis: 0:2 (0:2) \| \| Zuschauer: 18.000 \| | Tottenham Hotspur |
| FC Burnley                               | Jerry Dawson – Len Smelt, David Taylor – Alf Basnett, Tommy Boyle, Billy Watson – Billy Nesbitt, Robert Kelly, Joe Anderson, Benny Cross, Eddie Mosscrop Cheftrainer: John Haworth | Alex Hunter – Thomas Clay, Bob McDonald – Charlie Walters, Bert Smith, Arthur Grimsdell – Jimmy Banks, Jimmy Seed, Jimmy Cantrell, Bert Bliss, Jimmy Dimmock Cheftrainer: Peter McWilliam ( Schottland) | Tottenham Hotspur |
| FC Burnley                               | 0:1 Bert Bliss 0:2 Jimmy Cantrell | | Tottenham Hotspur |
| 16. Mai 1921 in London (White Hart Lane) | | |                   |
| Ergebnis: 0:2 (0:2)                      | | |                   |
| Zuschauer: 18.000                        | | |                   |

 1922 
Die 9. Ausspielung des Wettbewerbs fand zwischen dem Meister der First Division 1921/22, FC Liverpool, und dem Gewinner des FA Cup 1921/22, Huddersfield Town, statt.
| FC Liverpool                              | FC Liverpool | Huddersfield Town | Huddersfield Town |
| ----------------------------------------- | --- | --- | ----------------- |
| FC Liverpool                              | \| 10. Mai 1922 in Manchester (Old Trafford) \| \| Ergebnis: 0:1 (0:0) \| \| Zuschauer: 20.000 \|                                                                                                 | \| 10. Mai 1922 in Manchester (Old Trafford) \| \| Ergebnis: 0:1 (0:0) \| \| Zuschauer: 20.000 \|                                                                                         | Huddersfield Town |
| FC Liverpool                              | Elisha Scott – Ephraim Longworth, Donald McKinlay – Jock McNab, Walter Wadsworth, Tom Bromilow – Bill Lacey, Dick Forshaw, Harry Chambers, Harry Beadles, Fred Hopkin Cheftrainer: David Ashworth | Sandy Mutch – James Wood, Sam Wadsworth – Charlie Slade, Tom Wilson, Billy Watson – George Richardson, Frank Mann, Ernie Islip, Clem Stephenson, Billy Smith Cheftrainer: Herbert Chapman | Huddersfield Town |
| FC Liverpool                              | 0:1 Tom Wilson | | Huddersfield Town |
| 10. Mai 1922 in Manchester (Old Trafford) | | |                   |
| Ergebnis: 0:1 (0:0)                       | | |                   |
| Zuschauer: 20.000                         | | |                   |

 1923 
Bei der 10. Ausspielung des Wettbewerbs traf zum zweiten Mal eine Profiauswahl auf eine Amateurauswahl.
| Profis                                      | Profis | Amateure | Amateure |
| ------------------------------------------- | --- | --- | -------- |
| Profis                                      | \| 8. Oktober 1923 in London (Stamford Bridge) \| \| Ergebnis: 2:0 (0:0) \| \| Zuschauer: 12.000 \|                                                                | \| 8. Oktober 1923 in London (Stamford Bridge) \| \| Ergebnis: 2:0 (0:0) \| \| Zuschauer: 12.000 \|                                                    | Amateure |
| Profis                                      | Edward Taylor – Sam Wadsworth, Warney Cresswell – Syd Bishop, George Wilson, Tommy Meehan – Frank Osborne, David Jack, Joe Bradford, Harry Chambers, Fred Tunstall | Bert Coleman – Frank Twine, Alfred Bower – Basil Patchitt, George Armitage, Fred Ewer – Lt K. Hegan, Stan Earle, Frank Macey, Graham Doggart, L. Barry | Amateure |
| Profis                                      | Joe Bradford (2. HZ) Harry Chambers (2. HZ) | | Amateure |
| 8. Oktober 1923 in London (Stamford Bridge) | | |          |
| Ergebnis: 2:0 (0:0)                         | | |          |
| Zuschauer: 12.000                           | | |          |

 1924 
Bei der 11. Ausspielung des Wettbewerbs traf zum dritten Mal eine Profiauswahl auf eine Amateurauswahl.
| Profis                               | Profis | Amateure | Amateure |
| ------------------------------------ | --- | --- | -------- |
| Profis                               | \| 6. Oktober 1924 in London (Highbury) \| \| Ergebnis: 3:1 (0:0) \| \| Zuschauer: 10.000 \|                                                                 | \| 6. Oktober 1924 in London (Highbury) \| \| Ergebnis: 3:1 (0:0) \| \| Zuschauer: 10.000 \|                                                              | Amateure |
| Profis                               | Edward Taylor – Sam Wadsworth, Alf Baker – Frank Moss, Henry Healless, George Green – J. Spencer, Charlie Buchan, Harry Bedford, Billy Walker, Fred Tunstall | James Mitchell – E. Spencer, Alfred Bower – Albert Barrett, Claude Ashton, Fred Ewer – R. Jenkins, Edgar Kail, Vivian Gibbins, Frank Hartley, Lt K. Hegan | Amateure |
| Profis                               | Billy Walker Charlie Buchan | Edgar Kail | Amateure |
| 6. Oktober 1924 in London (Highbury) | | |          |
| Ergebnis: 3:1 (0:0)                  | | |          |
| Zuschauer: 10.000                    | | |          |

 1925 
Bei der 12. Ausspielung des Wettbewerbs traf zum vierten Mal eine Profiauswahl auf eine Amateurauswahl.
| Profis                                      | Profis | Amateure | Amateure |
| ------------------------------------------- | --- | --- | -------- |
| Profis                                      | \| 5. Oktober 1925 in London (White Hart Lane) \| \| Ergebnis: 1:6 (0:2) \| \| Zuschauer: 5.000 \|                                                                    | \| 5. Oktober 1925 in London (White Hart Lane) \| \| Ergebnis: 1:6 (0:2) \| \| Zuschauer: 5.000 \|                                                                      | Amateure |
| Profis                                      | Harry Hardy – Stan Charlton, Cecil Poynton – Jimmy Hamilton, Charlie Spencer , Leonard Graham – Charlie Hannaford, Jimmy Walsh, Ernie Simms, Jack Elkes, Stan Seymour | Benjamin Howard Baker – Frank Twine, E.H. Gates – Bill Caesar, George Armitage, Billy Bryant – Reginald Morgan, Edgar Kail, Claude Ashton , Frank Macey, Walter Bellamy | Amateure |
| Profis                                      | 1:6 Charlie Hannaford (85.) | 0:1 Claude Ashton (5.) 0:2 Claude Ashton (35.) 0:3 Claude Ashton (2. HZ) 0:4 Frank Macey (2. HZ) 0:5 Claude Ashton (2. HZ) 0:6 Frank Macey (2. HZ)                      | Amateure |
| Profis                                      | Simms konnte nicht an der zweiten Halbzeit teilnehmen. Baker hält Foulelfmeter von Seymour (47.)                                                                      | | Amateure |
| 5. Oktober 1925 in London (White Hart Lane) | | |          |
| Ergebnis: 1:6 (0:2)                         | | |          |
| Zuschauer: 5.000                            | | |          |

 1926 
Bei der 13. Ausspielung des Wettbewerbs traf zum fünften Mal eine Profiauswahl auf eine Amateurauswahl.
| Profis                                     | Profis | Amateure | Amateure |
| ------------------------------------------ | --- | --- | -------- |
| Profis                                     | \| 6. Oktober 1926 in Manchester (Maine Road) \| \| Ergebnis: 3:6 (2:2) \| \| Zuschauer: 1.500 \|                                                           | \| 6. Oktober 1926 in Manchester (Maine Road) \| \| Ergebnis: 3:6 (2:2) \| \| Zuschauer: 1.500 \|                                                            | Amateure |
| Profis                                     | Tommy Gale – George Clifford, Michael Keeping – Tommy Magee, Jimmy Waugh, George Harkus – Wally Harris, David Jack, Bill Rawlings, Joe Smith, Fred Tunstall | A. Russell – Frank Twine, E.H. Gates – Cartlidge, Billy Bryant, Fred Ewer – Clifford Tarr, Edgar Kail, Wilfred Minter, Frank Macey, Walter Bellamy           | Amateure |
| Profis                                     | 1:0 Bill Rawlings (6.) 2:0 Bill Rawlings (24.) 3:6 Fred Tunstall (90.)                                                                                      | 2:1 Edgar Kail (1. HZ) 2:2 Wilfred Minter (1. HZ) 2:3 Frank Macey (2. HZ) 2:4 Frank Macey (2. HZ) 2:5 Wilfred Minter (2. HZ) 2:6 Michael Keeping (2. HZ, ET) | Amateure |
| 6. Oktober 1926 in Manchester (Maine Road) | | |          |
| Ergebnis: 3:6 (2:2)                        | | |          |
| Zuschauer: 1.500                           | | |          |

 1927 
Bei der 14. Ausspielung des Wettbewerbs traf der Gewinner des FA Cup 1926/27, Cardiff City, auf den Amateurverein Corinthian FC.
| Cardiff City                                 | Cardiff City | Corinthian FC | Corinthian FC |
| -------------------------------------------- | --- | --- | ------------- |
| Cardiff City                                 | \| 12. Oktober 1927 in London (Stamford Bridge) \| \| Ergebnis: 2:1 (0:0) \| \| Zuschauer: 16.500 \|                                                                                             | \| 12. Oktober 1927 in London (Stamford Bridge) \| \| Ergebnis: 2:1 (0:0) \| \| Zuschauer: 16.500 \|                                                   | Corinthian FC |
| Cardiff City                                 | Tom Farquharson – James Nelson, Billy Hardy – Sam Irving, Fred Keenor, George Blackburn – Billy Thirlaway, Len Davies, Hughie Ferguson, Ernie Curtis, George McLachlan Cheftrainer: Fred Stewart | A. Russell – Arthur Knight, Alfred Bower – W. Whewell, A. Chadder, Fred Ewer – R. Jenkins, Gilbert Ashton, Claude Ashton, Frank Hartley, Kenneth Hegan | Corinthian FC |
| Cardiff City                                 | Len Davies Hughie Ferguson | Claude Ashton | Corinthian FC |
| 12. Oktober 1927 in London (Stamford Bridge) | | |               |
| Ergebnis: 2:1 (0:0)                          | | |               |
| Zuschauer: 16.500                            | | |               |

 1928 
Die 15. Ausspielung des Wettbewerbs fand zwischen dem Meister der First Division 1927/28, FC Everton, und dem Gewinner des FA Cup 1927/28, Blackburn Rovers, statt.
| FC Everton                                    | FC Everton | Blackburn Rovers | Blackburn Rovers |
| --------------------------------------------- | --- | --- | ---------------- |
| FC Everton                                    | \| 24. Oktober 1928 in Manchester (Old Trafford) \| \| Ergebnis: 2:1 (1:0) \| \| Zuschauer: 4.000 \|                                                                                             | \| 24. Oktober 1928 in Manchester (Old Trafford) \| \| Ergebnis: 2:1 (1:0) \| \| Zuschauer: 4.000 \|                                                                                                | Blackburn Rovers |
| FC Everton                                    | Arthur Davies – Warney Cresswell, Jack O’Donnell – Tom Griffiths, Hunter Hart, Albert Virr – Henry Ritchie, Dick Forshaw, Dixie Dean, Anthony Weldon, Alec Troup Cheftrainer: Thomas H. McIntosh | Jock Crawford – Robert Roxburgh, Herbert Jones – Harry Healless, Thomas Baxter, Peter O’Dowd – George Thornewell, Syd Puddefoot, Jack Roscamp, Tommy McLean, Arthur Rigby Cheftrainer: Bob Crompton | Blackburn Rovers |
| FC Everton                                    | Dixie Dean (1. HZ) Dixie Dean (2. HZ) | George Thornewell (2. HZ) | Blackburn Rovers |
| 24. Oktober 1928 in Manchester (Old Trafford) | | |                  |
| Ergebnis: 2:1 (1:0)                           | | |                  |
| Zuschauer: 4.000                              | | |                  |

 1929 
Bei der 16. Ausspielung des Wettbewerbs traf zum sechsten Mal eine Profiauswahl auf eine Amateurauswahl.
| Profis                              | Profis | Amateure | Amateure |
| ----------------------------------- | --- | --- | -------- |
| Profis                              | \| 7. Oktober 1929 in London (The Den) \| \| Ergebnis: 3:0 (1:0) \| \| Zuschauer: 6.000 \|                                                                    | \| 7. Oktober 1929 in London (The Den) \| \| Ergebnis: 3:0 (1:0) \| \| Zuschauer: 6.000 \|                                                                 | Amateure |
| Profis                              | Ben Olney – Bill Thompson, Michael Keeping – Len Armitage, Ernie Hart, Albert Barrett – Billy Pease, Jimmy Seed, Arthur Chandler, Harry Davies, Joey Williams | Benjamin Howard Baker – F. Gregory, E. H. Gates – C. Glenister, A. Chadder, John Knight – F. Sherman, Edgar Kail, R. Dellow, Graham Doggart, Kenneth Hegan | Amateure |
| Profis                              | Jimmy Seed Arthur Chandler Billy Pease | | Amateure |
| 7. Oktober 1929 in London (The Den) | | |          |
| Ergebnis: 3:0 (1:0)                 | | |          |
| Zuschauer: 6.000                    | | |          |

## Jahre 1930 bis 1938
1930 
Die 17. Ausspielung des Wettbewerbs fand zwischen dem Meister der First Division 1929/30, Sheffield Wednesday, und dem Gewinner des FA Cup 1929/30, FC Arsenal, statt.
| Sheffield Wednesday                         | Sheffield Wednesday | FC Arsenal | FC Arsenal |
| ------------------------------------------- | --- | --- | ---------- |
| Sheffield Wednesday                         | \| 8. Oktober 1930 in London (Stamford Bridge) \| \| Ergebnis: 1:2 (0:2) \| \| Zuschauer: 18.000 \|                                                                               | \| 8. Oktober 1930 in London (Stamford Bridge) \| \| Ergebnis: 1:2 (0:2) \| \| Zuschauer: 18.000 \|                                                                            | FC Arsenal |
| Sheffield Wednesday                         | Jack Brown – Tommy Walker, Ernie Blenkinsop – Alf Strange, Tony Leach, Charlie Wilson – Mark Hooper, Jimmy Seed, Jack Ball, Harry Burgess, Ellis Rimmer Cheftrainer: Robert Brown | Gerry Keyser – Tom Parker, Eddie Hapgood – Bill Seddon, Herbie Roberts, Bob John – Joe Hulme, Jimmy Brain, Jack Lambert, David Jack, Cliff Bastin Cheftrainer: Herbert Chapman | FC Arsenal |
| Sheffield Wednesday                         | 1:2 Harry Burgess (2. HZ, Elfm.) | 0:1 Joe Hulme (1. HZ) 0:2 David Jack (1. HZ) | FC Arsenal |
| 8. Oktober 1930 in London (Stamford Bridge) | | |            |
| Ergebnis: 1:2 (0:2)                         | | |            |
| Zuschauer: 18.000                           | | |            |

 1931 
Die 18. Ausspielung des Wettbewerbs fand zwischen dem Meister der First Division 1930/31, FC Arsenal, und dem Gewinner des FA Cup 1930/31, West Bromwich Albion, statt.
| FC Arsenal                                 | FC Arsenal | West Bromwich Albion | West Bromwich Albion |
| ------------------------------------------ | --- | --- | -------------------- |
| FC Arsenal                                 | \| 7. Oktober 1931 in Birmingham (Villa Park) \| \| Ergebnis: 1:0 (0:0) \| \| Zuschauer: 21.276 \|                                                                                  | \| 7. Oktober 1931 in Birmingham (Villa Park) \| \| Ergebnis: 1:0 (0:0) \| \| Zuschauer: 21.276 \|                                                                                            | West Bromwich Albion |
| FC Arsenal                                 | Charlie Preedy – Tom Parker, Eddie Hapgood – Alf Haynes, Herbie Roberts, Charlie Jones – Joe Hulme, Alex James, Jack Lambert, David Jack, Cliff Bastin Cheftrainer: Herbert Chapman | Harold Pearson – George Shaw, Bert Trentham – Jimmy Edwards, Tommy Magee, Bill Richardson – Tommy Glidden, Harry Raw, William Richardson, Teddy Sandford, Stan Wood Cheftrainer: Fred Everiss | West Bromwich Albion |
| FC Arsenal                                 | 1:0 Cliff Bastin (2. HZ) | | West Bromwich Albion |
| 7. Oktober 1931 in Birmingham (Villa Park) | | |                      |
| Ergebnis: 1:0 (0:0)                        | | |                      |
| Zuschauer: 21.276                          | | |                      |

 1932 
Die 19. Ausspielung des Wettbewerbs fand zwischen dem Meister der First Division 1931/32, FC Everton, und dem Gewinner des FA Cup 1931/32, Newcastle United, statt.
| FC Everton                                                | FC Everton | Newcastle United | Newcastle United |
| --------------------------------------------------------- | --- | --- | ---------------- |
| FC Everton                                                | \| 12. Oktober 1932 in Newcastle upon Tyne (St. James’ Park) \| \| Ergebnis: 5:3 (3:1) \| \| Zuschauer: 15.000 \|                                                                               | \| 12. Oktober 1932 in Newcastle upon Tyne (St. James’ Park) \| \| Ergebnis: 5:3 (3:1) \| \| Zuschauer: 15.000 \|                                                                     | Newcastle United |
| FC Everton                                                | Ted Sagar – Ben Williams, Warney Cresswell – Cliff Britton, Tommy White, Jock Thomson – Edward Critchley, John McGourty, Dixie Dean, Tommy Johnson, Jimmy Stein Cheftrainer: Thomas H. McIntosh | Mick Burns – Jimmy Nelson, David Fairhurst – Dave Bell, Dave Davidson, Sam Weaver – Jimmy Boyd, Jimmy Richardson, Jack Allen, Harry McMenemy, Tommy Lang Cheftrainer: Andy Cunningham | Newcastle United |
| FC Everton                                                | Dixie Dean (22.) Dixie Dean (45.) Dixie Dean (47.) Dixie Dean (88.) Tommy Johnson | Harry McMenemy Jimmy Boyd | Newcastle United |
| 12. Oktober 1932 in Newcastle upon Tyne (St. James’ Park) | | |                  |
| Ergebnis: 5:3 (3:1)                                       | | |                  |
| Zuschauer: 15.000                                         | | |                  |

 1933 
Die 20. Ausspielung des Wettbewerbs fand zwischen dem Meister der First Division 1932/33, FC Arsenal, und dem Gewinner des FA Cup 1932/33, FC Everton, statt.
| FC Arsenal                                    | FC Arsenal | FC Everton | FC Everton |
| --------------------------------------------- | --- | --- | ---------- |
| FC Arsenal                                    | \| 18. Oktober 1933 in Liverpool (Goodison Park) \| \| Ergebnis: 3:0 (1:0) \| \| Zuschauer: 20.000 \|                                                                           | \| 18. Oktober 1933 in Liverpool (Goodison Park) \| \| Ergebnis: 3:0 (1:0) \| \| Zuschauer: 20.000 \|                                                                                    | FC Everton |
| FC Arsenal                                    | Frank Moss – George Male, Eddie Hapgood – Norman Sidey, Bob John, Charlie Jones – Ralph Birkett, Alex James, Ernie Coleman, Ray Bowden, Frank Hill Cheftrainer: Herbert Chapman | Ted Sagar – Billy Cook, William Bocking – Cliff Britton, Charlie Gee, Jock Thomson – Albert Geldard, James Dunn, Tommy White, Tommy Johnson, Jimmy Stein Cheftrainer: Thomas H. McIntosh | FC Everton |
| FC Arsenal                                    | Ralph Birkett Ray Bowden | | FC Everton |
| 18. Oktober 1933 in Liverpool (Goodison Park) | | |            |
| Ergebnis: 3:0 (1:0)                           | | |            |
| Zuschauer: 20.000                             | | |            |

 1934 
Die 21. Ausspielung des Wettbewerbs fand zwischen dem Meister der First Division 1933/34, FC Arsenal, und dem Gewinner des FA Cup 1933/34, Manchester City, statt.
| FC Arsenal                             | FC Arsenal | Manchester City | Manchester City |
| -------------------------------------- | --- | --- | --------------- |
| FC Arsenal                             | \| 28. November 1934 in London (Highbury) \| \| Ergebnis: 4:0 (2:0) \| \| Zuschauer: 10.888 \|                                                                                   | \| 28. November 1934 in London (Highbury) \| \| Ergebnis: 4:0 (2:0) \| \| Zuschauer: 10.888 \|                                                                             | Manchester City |
| FC Arsenal                             | Frank Moss – George Male, Eddie Hapgood – Norman Sidey, Frank Hill, Wilf Copping – Ralph Birkett, James Marshall, Ted Drake, Bob John, Cliff Bastin Cheftrainer: Herbert Chapman | Frank Swift – Bill Dale, Laurie Barnett – Matt Busby, Sam Cowan, Jackie Bray – Ernie Toseland, Jimmy McLuckie, Fred Tilson, Jimmy Heale, Eric Brook Cheftrainer: Wilf Wild | Manchester City |
| FC Arsenal                             | Ralph Birkett James Marshall Ted Drake Cliff Bastin | | Manchester City |
| 28. November 1934 in London (Highbury) | | |                 |
| Ergebnis: 4:0 (2:0)                    | | |                 |
| Zuschauer: 10.888                      | | |                 |

 1935 
Die 22. Ausspielung des Wettbewerbs fand zwischen dem Meister der First Division 1934/35, FC Arsenal, und dem Gewinner des FA Cup 1934/35, Sheffield Wednesday, statt.
| FC Arsenal                            | FC Arsenal | Sheffield Wednesday | Sheffield Wednesday |
| ------------------------------------- | --- | --- | ------------------- |
| FC Arsenal                            | \| 23. Oktober 1935 in London (Highbury) \| \| Ergebnis: 0:1 (0:0) \| \| Zuschauer: 13.500 \|                                                                                         | \| 23. Oktober 1935 in London (Highbury) \| \| Ergebnis: 0:1 (0:0) \| \| Zuschauer: 13.500 \|                                                                                        | Sheffield Wednesday |
| FC Arsenal                            | Alex Wilson – George Male, Eddie Hapgood – Bernard Joy, Frank Hill, Wilf Copping – Jackie Milne, Jack Crayston, Jimmy Dunne, Roger Davidson, Cliff Bastin Cheftrainer: George Allison | Jack Brown – Joe Nibloe, Ted Catlin – Dickie Rhodes, Walter Millership, Horace Burrows – Mark Hooper, Ronnie Starling, Neil Dewar, Bob Bruce, Ellis Rimmer Cheftrainer: Billy Walker | Sheffield Wednesday |
| FC Arsenal                            | 0:1 Neil Dewar (2. HZ) | | Sheffield Wednesday |
| 23. Oktober 1935 in London (Highbury) | | |                     |
| Ergebnis: 0:1 (0:0)                   | | |                     |
| Zuschauer: 13.500                     | | |                     |

 1936 
Die 23. Ausspielung des Wettbewerbs fand zwischen dem Meister der First Division 1935/36, AFC Sunderland, und dem Gewinner des FA Cup 1935/36, FC Arsenal, statt.
| AFC Sunderland                              | AFC Sunderland | FC Arsenal | FC Arsenal |
| ------------------------------------------- | --- | --- | ---------- |
| AFC Sunderland                              | \| 28. Oktober 1936 in Sunderland (Roker Park) \| \| Ergebnis: 2:1 (0:0) \| \| Zuschauer: 30.000 \| | \| 28. Oktober 1936 in Sunderland (Roker Park) \| \| Ergebnis: 2:1 (0:0) \| \| Zuschauer: 30.000 \|                                                                                          | FC Arsenal |
| AFC Sunderland                              | Johnny Mapson – Alex Hall, George Collin – Charlie Thomson, Bert Johnston, Sandy McNab – Len Duns, Raich Carter, Bobby Gurney, Patsy Gallacher, Eddie Burbanks Cheftrainer: Johnny Cochrane ( Schottland) | George Swindin – Leslie Compton, Eddie Hapgood – Bernard Joy, Jack Crayston, Wilf Copping – Jackie Milne, Ray Bowden, Alf Kirchen, Roger Davidson, Denis Compton Cheftrainer: George Allison | FC Arsenal |
| AFC Sunderland                              | Eddie Burbanks Raich Carter | Alf Kirchen | FC Arsenal |
| 28. Oktober 1936 in Sunderland (Roker Park) | | |            |
| Ergebnis: 2:1 (0:0)                         | | |            |
| Zuschauer: 30.000                           | | |            |

 1937 
Die 24. Ausspielung des Wettbewerbs fand zwischen dem Meister der First Division 1936/37, Manchester City, und dem Gewinner des FA Cup 1936/37, AFC Sunderland, statt.
| Manchester City                             | Manchester City | AFC Sunderland | AFC Sunderland |
| ------------------------------------------- | --- | --- | -------------- |
| Manchester City                             | \| 3. November 1937 in Manchester (Maine Road) \| \| Ergebnis: 2:0 (0:0) \| \| Zuschauer: 14.000 \|                                                                         | \| 3. November 1937 in Manchester (Maine Road) \| \| Ergebnis: 2:0 (0:0) \| \| Zuschauer: 14.000 \| | AFC Sunderland |
| Manchester City                             | Frank Swift – Bill Dale, Sam Barkas – Jack Percival, Bobby Marshall, Jackie Bray – Ernie Toseland, Alec Herd, Fred Tilson, Peter Doherty, Eric Brook Cheftrainer: Wilf Wild | Johnny Mapson – Alex Hall, George Collin – Charlie Thomson, Bert Johnston, Sandy McNab – Len Duns, Raich Carter, Bobby Gurney, Patsy Gallacher, Eddie Burbanks Cheftrainer: Johnny Cochrane ( Schottland) | AFC Sunderland |
| Manchester City                             | Alec Herd Peter Doherty | | AFC Sunderland |
| 3. November 1937 in Manchester (Maine Road) | | |                |
| Ergebnis: 2:0 (0:0)                         | | |                |
| Zuschauer: 14.000                           | | |                |

 1938 
Die 25. Ausspielung des Wettbewerbs fand zwischen dem Meister der First Division 1937/38, FC Arsenal, und dem Gewinner des FA Cup 1937/38, Preston North End, statt.
| FC Arsenal                              | FC Arsenal | Preston North End | Preston North End |
| --------------------------------------- | --- | --- | ----------------- |
| FC Arsenal                              | \| 26. September 1938 in London (Highbury) \| \| Ergebnis: 2:1 (2:0) \| \| Zuschauer: 35.000 \|                                                                                       | \| 26. September 1938 in London (Highbury) \| \| Ergebnis: 2:1 (2:0) \| \| Zuschauer: 35.000 \|                                                                  | Preston North End |
| FC Arsenal                              | George Swindin – George Male, Leslie Compton – Bernard Joy, Jack Crayston, Wilf Copping – Alf Kirchen, Leslie Jones, Ted Drake, Bryn Jones, Horace Cumner Cheftrainer: George Allison | George Holdcroft – Len Gallimore, Andy Beattie – Bill Shankly, Bob Batey, Jimmy Milne – Terry McGibbon, George Mutch, Jimmy Dougal, Bobby Beattie, Jimmy Maxwell | Preston North End |
| FC Arsenal                              | 1:0 Ted Drake (1. HZ) 2:0 Ted Drake (1. HZ) | 2:1 Bobby Beattie (2. HZ) | Preston North End |
| 26. September 1938 in London (Highbury) | | |                   |
| Ergebnis: 2:1 (2:0)                     | | |                   |
| Zuschauer: 35.000                       | | |                   |

## Jahre 1948 bis 1959
1948 
Die 26. Ausspielung des Wettbewerbs fand aufgrund des Zweiten Weltkrieges erst 1948 statt. Dabei traf der Meister der First Division 1947/48, FC Arsenal, auf den Gewinner des FA Cup 1947/48, Manchester United.
| FC Arsenal                           | FC Arsenal | Manchester United | Manchester United |
| ------------------------------------ | --- | --- | ----------------- |
| FC Arsenal                           | \| 6. Oktober 1948 in London (Highbury) \| \| Ergebnis: 4:3 (4:2) \| \| Zuschauer: 31.000 \|                                                                                        | \| 6. Oktober 1948 in London (Highbury) \| \| Ergebnis: 4:3 (4:2) \| \| Zuschauer: 31.000 \| | Manchester United |
| FC Arsenal                           | George Swindin – Walley Barnes, Lionel Smith – Archie Macaulay, Leslie Compton, Joe Mercer – Don Roper, Jimmy Logie, Reg Lewis, Ronnie Rooke, Bryn Jones Cheftrainer: Tom Whittaker | Jack Crompton – Johnny Carey, John Aston – Johnny Anderson, Allenby Chilton, Jack Warner – Jimmy Delaney, Johnny Morris, Ronnie Burke, Jack Rowley, Charlie Mitten Cheftrainer: Matt Busby ( Schottland) | Manchester United |
| FC Arsenal                           | Reg Lewis Bryn Jones Ronnie Rooke | Jack Rowley Ronnie Burke Lionel Smith (ET) | Manchester United |
| 6. Oktober 1948 in London (Highbury) | | |                   |
| Ergebnis: 4:3 (4:2)                  | | |                   |
| Zuschauer: 31.000                    | | |                   |

 1949 
Die 27. Ausspielung des Wettbewerbs fand zwischen dem Meister der First Division 1948/49, FC Portsmouth, und dem Gewinner des FA Cup 1948/49, Wolverhampton Wanderers, statt. Als Resultat des Unentschiedens wurde der Shield erstmals in der Geschichte des Wettbewerbs geteilt: Beide Vereine erhielten ihn für jeweils sechs Monate. Diese Regelung hatte bis zur Einführung des Elfmeterschießens Bestand.
| FC Portsmouth                         | FC Portsmouth | Wolverhampton Wanderers | Wolverhampton Wanderers |
| ------------------------------------- | --- | --- | ----------------------- |
| FC Portsmouth                         | \| 19. Oktober 1949 in London (Highbury) \| \| Ergebnis: 1:1 (1:0) \| \| Zuschauer: 35.140 \| \| Schiedsrichter: Arthur Blythe \|                                                          | \| 19. Oktober 1949 in London (Highbury) \| \| Ergebnis: 1:1 (1:0) \| \| Zuschauer: 35.140 \| \| Schiedsrichter: Arthur Blythe \|                                                            | Wolverhampton Wanderers |
| FC Portsmouth                         | Ernie Butler – Billy Hindmarsh, Harry Ferrier – Jimmy Scoular, Bill Thompson, Jimmy Dickinson – Peter Harris, Duggie Reid, Ike Clarke, Bert Barlow, Jack Froggatt Cheftrainer: Bob Jackson | Dennis Parsons – Laurie Kelly, Terry Springthorpe – Eddie Russell, Bill Shorthouse, Billy Crook – Johnny Hancocks, Sammy Smyth, Jesse Pye, Jimmy Dunn, Jimmy Mullen Cheftrainer: Stan Cullis | Wolverhampton Wanderers |
| FC Portsmouth                         | 1:0 Duggie Reid (30.) | 1:1 Johnny Hancocks (2. HZ, Elfm.) | Wolverhampton Wanderers |
| 19. Oktober 1949 in London (Highbury) | | |                         |
| Ergebnis: 1:1 (1:0)                   | | |                         |
| Zuschauer: 35.140                     | | |                         |
| Schiedsrichter: Arthur Blythe         | | |                         |

 1950 
Die 28. Ausspielung des Wettbewerbs fand einmalig zwischen einer aus englischen Nationalspielern, die an der WM 1950 teilgenommen hatten, bestehenden Elf und einer von der FA zusammengestellten Auswahl, die gerade von einer Sommertour durch Kanada zurückgekommen war, statt.
| England World Cup XI                           | England World Cup XI | FA Canadian Touring Team | FA Canadian Touring Team |
| ---------------------------------------------- | --- | --- | ------------------------ |
| England World Cup XI                           | \| 20. September 1950 in London (Stamford Bridge) \| \| Ergebnis: 4:2 (1:0) \| \| Zuschauer: 38.468 \| \| Schiedsrichter: Arthur Ellis \|                                    | \| 20. September 1950 in London (Stamford Bridge) \| \| Ergebnis: 4:2 (1:0) \| \| Zuschauer: 38.468 \| \| Schiedsrichter: Arthur Ellis \|                        | FA Canadian Touring Team |
| England World Cup XI                           | Bert Williams – Alf Ramsey, Bill Eckersley – Billy Wright, Laurie Hughes (Jim Taylor), Jimmy Dickinson – Tom Finney, Wilf Mannion, Stan Mortensen, Eddie Baily, Jimmy Mullen | Stan Hanson – Bert Mozley, Stanley Milburn – Harry Johnston, Reg Flewin, Tim Ward – Stanley Matthews, Jackie Sewell, Nat Lofthouse, Jimmy Hagan, Johnny Hancocks | FA Canadian Touring Team |
| England World Cup XI                           | Wilf Mannion Stan Mortensen Eddie Baily Jimmy Mullen | Harry Johnston Nat Lofthouse | FA Canadian Touring Team |
| 20. September 1950 in London (Stamford Bridge) | | |                          |
| Ergebnis: 4:2 (1:0)                            | | |                          |
| Zuschauer: 38.468                              | | |                          |
| Schiedsrichter: Arthur Ellis                   | | |                          |

 1951 
Die 29. Ausspielung des Wettbewerbs fand zwischen dem Meister der First Division 1950/51, Tottenham Hotspur, und dem Gewinner des FA Cup 1950/51, Newcastle United, statt.
| Tottenham Hotspur                              | Tottenham Hotspur | Newcastle United | Newcastle United |
| ---------------------------------------------- | --- | --- | ---------------- |
| Tottenham Hotspur                              | \| 24. September 1951 in London (White Hart Lane) \| \| Ergebnis: 2:1 (1:1) \| \| Zuschauer: 27.760 \|                                                                                   | \| 24. September 1951 in London (White Hart Lane) \| \| Ergebnis: 2:1 (1:1) \| \| Zuschauer: 27.760 \|                                                                                       | Newcastle United |
| Tottenham Hotspur                              | Ted Ditchburn – Charlie Withers, Arthur Willis – Bill Nicholson, Harry Clarke, Ron Burgess – Sonny Walters, Les Bennett, Len Duquemin, Peter Murphy, Les Medley Cheftrainer: Arthur Rowe | Ronnie Simpson – John Duncan, Alf McMichael – Joe Harvey, Frank Brennan, Ted Robledo – Tommy Walker, George Robledo, Jackie Milburn, George Hannah, Bobby Mitchell Cheftrainer: Stan Seymour | Newcastle United |
| Tottenham Hotspur                              | Peter Murphy Les Bennett | Jackie Milburn | Newcastle United |
| 24. September 1951 in London (White Hart Lane) | | |                  |
| Ergebnis: 2:1 (1:1)                            | | |                  |
| Zuschauer: 27.760                              | | |                  |

 1952 
Die 30. Ausspielung des Wettbewerbs fand zwischen dem Meister der First Division 1951/52, Manchester United, und dem Gewinner des FA Cup 1951/52, Newcastle United, statt.
| Manchester United                               | Manchester United | Newcastle United | Newcastle United |
| ----------------------------------------------- | --- | --- | ---------------- |
| Manchester United                               | \| 24. September 1952 in Manchester (Old Trafford) \| \| Ergebnis: 4:2 (0:1) \| \| Zuschauer: 11.381 \| \| Schiedsrichter: Archer Luty (Leeds) \|                                          | \| 24. September 1952 in Manchester (Old Trafford) \| \| Ergebnis: 4:2 (0:1) \| \| Zuschauer: 11.381 \| \| Schiedsrichter: Archer Luty (Leeds) \|                                   | Newcastle United |
| Manchester United                               | Ray Wood – Tom McNulty, John Aston – Johnny Carey, Allenby Chilton, Don Gibson – Johnny Berry, Johnny Downie, Stan Pearson, Jack Rowley, Roger Byrne Cheftrainer: Matt Busby ( Schottland) | Ronnie Simpson – Bobby Cowell, Ron Batty – Bob Stokoe, Tommy Casey, Ted Robledo – Tommy Walker, George Robledo, Vic Keeble, Neville Black, Bobby Mitchell Cheftrainer: Stan Seymour | Newcastle United |
| Manchester United                               | Jack Rowley Roger Byrne Johnny Downie | 0:1 Vic Keeble Vic Keeble | Newcastle United |
| 24. September 1952 in Manchester (Old Trafford) | | |                  |
| Ergebnis: 4:2 (0:1)                             | | |                  |
| Zuschauer: 11.381                               | | |                  |
| Schiedsrichter: Archer Luty (Leeds)             | | |                  |

 1953 
Die 31. Ausspielung des Wettbewerbs fand zwischen dem Meister der First Division 1952/53, FC Arsenal, und dem Gewinner des FA Cup 1952/53, FC Blackpool, statt.
| FC Arsenal                            | FC Arsenal | FC Blackpool | FC Blackpool |
| ------------------------------------- | --- | --- | ------------ |
| FC Arsenal                            | \| 12. Oktober 1953 in London (Highbury) \| \| Ergebnis: 3:1 (1:1) \| \| Zuschauer: 39.853 \|                                                                               | \| 12. Oktober 1953 in London (Highbury) \| \| Ergebnis: 3:1 (1:1) \| \| Zuschauer: 39.853 \|                                                                                               | FC Blackpool |
| FC Arsenal                            | Jack Kelsey – Len Wills, Walley Barnes – Alex Forbes, Bill Dodgin, Joe Mercer – Cliff Holton, Jimmy Logie, Tommy Lawton, Doug Lishman, Don Roper Cheftrainer: Tom Whittaker | George Farm – Eddie Shimwell, Tommy Garrett – Ewan Fenton, Harry Johnston, Cyril Robinson – Stanley Matthews, Ernie Taylor, Stan Mortensen, Jackie Mudie, Bill Perry Cheftrainer: Joe Smith | FC Blackpool |
| FC Arsenal                            | Doug Lishman Tommy Lawton | Stan Mortensen | FC Blackpool |
| 12. Oktober 1953 in London (Highbury) | | |              |
| Ergebnis: 3:1 (1:1)                   | | |              |
| Zuschauer: 39.853                     | | |              |

 1954 
Die 32. Ausspielung des Wettbewerbs fand zwischen dem Meister der First Division 1953/54, Wolverhampton Wanderers, und dem Gewinner des FA Cup 1953/54, West Bromwich Albion, statt.
| Wolverhampton Wanderers                                | Wolverhampton Wanderers | West Bromwich Albion | West Bromwich Albion |
| ------------------------------------------------------ | --- | --- | -------------------- |
| Wolverhampton Wanderers                                | \| 29. September 1954 in Wolverhampton (Molineux Stadium) \| \| Ergebnis: 4:4 (1:0) \| \| Zuschauer: 45.035 \| \| Schiedsrichter: George Gibson \|                                                   | \| 29. September 1954 in Wolverhampton (Molineux Stadium) \| \| Ergebnis: 4:4 (1:0) \| \| Zuschauer: 45.035 \| \| Schiedsrichter: George Gibson \|                                                               | West Bromwich Albion |
| Wolverhampton Wanderers                                | Bert Williams – Bill Guttridge, Bill Shorthouse – Ron Flowers, Eddie Russell, Eddie Clamp – Johnny Hancocks, Peter Broadbent, Roy Swinbourne, Norman Deeley, Dennis Wilshaw Cheftrainer: Stan Cullis | Jim Sanders – Stan Rickaby, Len Millard – Jimmy Dudley (Jimmy Dugdale), Joe Kennedy, Billy Brookes – Frank Griffin, Reg Ryan, Ronnie Allen, Wilf Carter, George Lee (Ken Hodgkisson) Cheftrainer: Vic Buckingham | West Bromwich Albion |
| Wolverhampton Wanderers                                | 1:0 Roy Swinbourne (12.) 2:0 Norman Deeley (46.) 3:2 Roy Swinbourne (62.) 4:2 Johnny Hancocks (73.)                                                                                                  | 2:1 Ronnie Allen (56.) 2:2 Ronnie Allen (57.) 4:3 Reg Ryan (77.) 4:4 Ronnie Allen (79.) | West Bromwich Albion |
| 29. September 1954 in Wolverhampton (Molineux Stadium) | | |                      |
| Ergebnis: 4:4 (1:0)                                    | | |                      |
| Zuschauer: 45.035                                      | | |                      |
| Schiedsrichter: George Gibson                          | | |                      |

 1955 
Die 33. Ausspielung des Wettbewerbs fand zwischen dem Meister der First Division 1954/55, FC Chelsea, und dem Gewinner des FA Cup 1954/55, Newcastle United, statt.
 1956 
Die 34. Ausspielung des Wettbewerbs fand zwischen dem Meister der First Division 1955/56, Manchester United, und dem Gewinner des FA Cup 1955/56, Manchester City, statt.
| Manchester United                           | Manchester United | Manchester City | Manchester City |
| ------------------------------------------- | --- | --- | --------------- |
| Manchester United                           | \| 24. Oktober 1956 in Manchester (Maine Road) \| \| Ergebnis: 1:0 (0:0) \| \| Zuschauer: 30.495 \| \| Schiedsrichter: Jack Clough \|                                                                        | \| 24. Oktober 1956 in Manchester (Maine Road) \| \| Ergebnis: 1:0 (0:0) \| \| Zuschauer: 30.495 \| \| Schiedsrichter: Jack Clough \|                                                | Manchester City |
| Manchester United                           | Ray Wood (David Gaskell) – Bill Foulkes, Roger Byrne – Eddie Colman, Mark Jones, Duncan Edwards – Johnny Berry, Billy Whelan, Tommy Taylor, Dennis Viollet, David Pegg Cheftrainer: Matt Busby ( Schottland) | Bert Trautmann – Bill Leivers, Roy Little – Ken Barnes, Dave Ewing, Roy Paul – Bobby Johnstone, Joe Hayes, Don Revie, Jack Dyson, Roy Clarke Cheftrainer: Les McDowall ( Schottland) | Manchester City |
| Manchester United                           | 1:0 Dennis Viollet (75.) | | Manchester City |
| 24. Oktober 1956 in Manchester (Maine Road) | | |                 |
| Ergebnis: 1:0 (0:0)                         | | |                 |
| Zuschauer: 30.495                           | | |                 |
| Schiedsrichter: Jack Clough                 | | |                 |

 1957 
Die 35. Ausspielung des Wettbewerbs fand zwischen dem Meister der First Division 1956/57, Manchester United, und dem Gewinner des FA Cup 1956/57, Aston Villa, statt.
| Manchester United                             | Manchester United | Aston Villa | Aston Villa |
| --------------------------------------------- | --- | --- | ----------- |
| Manchester United                             | \| 22. Oktober 1957 in Manchester (Old Trafford) \| \| Ergebnis: 4:0 (0:0) \| \| Zuschauer: 27.923 \| \| Schiedsrichter: Kevin Howley (Middlesbrough) \|                                                 | \| 22. Oktober 1957 in Manchester (Old Trafford) \| \| Ergebnis: 4:0 (0:0) \| \| Zuschauer: 27.923 \| \| Schiedsrichter: Kevin Howley (Middlesbrough) \|                           | Aston Villa |
| Manchester United                             | Ray Wood – Bill Foulkes, Roger Byrne – Freddie Goodwin, Jackie Blanchflower, Duncan Edwards – Johnny Berry, Billy Whelan, Tommy Taylor, Dennis Viollet, David Pegg Cheftrainer: Matt Busby ( Schottland) | Nigel Sims – Stan Lynn, Peter Aldis – Stan Crowther, Jimmy Dugdale, Pat Saward – Les Smith, Jackie Sewell, Derek Pace, Bill Myerscough, Peter McParland Cheftrainer: Eric Houghton | Aston Villa |
| Manchester United                             | Tommy Taylor Johnny Berry | | Aston Villa |
| 22. Oktober 1957 in Manchester (Old Trafford) | | |             |
| Ergebnis: 4:0 (0:0)                           | | |             |
| Zuschauer: 27.923                             | | |             |
| Schiedsrichter: Kevin Howley (Middlesbrough)  | | |             |

 1958 
Die 36. Ausspielung des Wettbewerbs fand zwischen dem Meister der First Division 1957/58, Wolverhampton Wanderers, und dem Gewinner des FA Cup 1957/58, Bolton Wanderers, statt.
| Wolverhampton Wanderers                  | Wolverhampton Wanderers | Bolton Wanderers | Bolton Wanderers |
| ---------------------------------------- | --- | --- | ---------------- |
| Wolverhampton Wanderers                  | \| 6. Oktober 1958 in Bolton (Burnden Park) \| \| Ergebnis: 1:4 (0:2) \| \| Zuschauer: 15.596 \| \| Schiedsrichter: Arthur Holland \|                                                 | \| 6. Oktober 1958 in Bolton (Burnden Park) \| \| Ergebnis: 1:4 (0:2) \| \| Zuschauer: 15.596 \| \| Schiedsrichter: Arthur Holland \|                                                    | Bolton Wanderers |
| Wolverhampton Wanderers                  | Malcolm Finlayson – Eddie Stuart, Gerry Harris – Ron Flowers, Billy Wright, Eddie Clamp – Gerry Mannion, Cliff Durandt, Jimmy Murray, Bobby Mason, Des Horne Cheftrainer: Stan Cullis | Joe Dean – Roy Hartle, Gordon Edwards – Derek Hennin, John Higgins, Malcolm Edwards – Neville Bannister, Dennis Stevens, Nat Lofthouse, Fred Hill, Doug Holden Cheftrainer: Bill Ridding | Bolton Wanderers |
| Wolverhampton Wanderers                  | 1:4 Cliff Durandt (90.) | 0:1 Fred Hill (42.) 0:2 Neville Bannister (44.) 0:3 Nat Lofthouse (60.) 0:4 Nat Lofthouse (70.)                                                                                          | Bolton Wanderers |
| 6. Oktober 1958 in Bolton (Burnden Park) | | |                  |
| Ergebnis: 1:4 (0:2)                      | | |                  |
| Zuschauer: 15.596                        | | |                  |
| Schiedsrichter: Arthur Holland           | | |                  |

 1959 
Die 37. Ausspielung des Wettbewerbs fand zwischen dem Meister der First Division 1958/59, Wolverhampton Wanderers, und dem Gewinner des FA Cup 1958/59, Nottingham Forest, statt.
| Wolverhampton Wanderers                             | Wolverhampton Wanderers | Nottingham Forest | Nottingham Forest |
| --------------------------------------------------- | --- | --- | ----------------- |
| Wolverhampton Wanderers                             | \| 15. August 1959 in Wolverhampton (Molineux Stadium) \| \| Ergebnis: 3:1 (1:1) \| \| Zuschauer: 39.834 \| \| Schiedsrichter: John Mitchell \|                                           | \| 15. August 1959 in Wolverhampton (Molineux Stadium) \| \| Ergebnis: 3:1 (1:1) \| \| Zuschauer: 39.834 \| \| Schiedsrichter: John Mitchell \|                                                     | Nottingham Forest |
| Wolverhampton Wanderers                             | Malcolm Finlayson – Eddie Stuart, Gwyn Jones – Ron Flowers, George Showell, Eddie Clamp – Mickey Lill, Bobby Mason, Jimmy Murray, Peter Broadbent, Norman Deeley Cheftrainer: Stan Cullis | Chic Thomson – Billy Whare, Joe McDonald – Jeff Whitefoot, Bob McKinlay, Jim Iley – Billy Gray, Bernie Kelly, Tommy Wilson (Peter Knight), Johnny Quigley, Stewart Imlach Cheftrainer: Billy Walker | Nottingham Forest |
| Wolverhampton Wanderers                             | Peter Broadbent Mickey Lill Jimmy Murray | Tommy Wilson | Nottingham Forest |
| 15. August 1959 in Wolverhampton (Molineux Stadium) | | |                   |
| Ergebnis: 3:1 (1:1)                                 | | |                   |
| Zuschauer: 39.834                                   | | |                   |
| Schiedsrichter: John Mitchell                       | | |                   |

## Jahre 1960 bis 1969
1960 
Die 38. Ausspielung des Wettbewerbs fand zwischen dem Meister der First Division 1959/60, FC Burnley, und dem Gewinner des FA Cup 1959/60, Wolverhampton Wanderers, statt.
| FC Burnley                             | FC Burnley | Wolverhampton Wanderers | Wolverhampton Wanderers |
| -------------------------------------- | --- | --- | ----------------------- |
| FC Burnley                             | \| 13. August 1960 in Burnley (Turf Moor) \| \| Ergebnis: 2:2 (1:0) \| \| Zuschauer: 19.873 \| \| Schiedsrichter: George McCabe \|                                                        | \| 13. August 1960 in Burnley (Turf Moor) \| \| Ergebnis: 2:2 (1:0) \| \| Zuschauer: 19.873 \| \| Schiedsrichter: George McCabe \|                                                              | Wolverhampton Wanderers |
| FC Burnley                             | Adam Blacklaw – John Angus, Alex Elder – Jimmy Adamson, Tommy Cummings, Brian Miller – John Connelly, Jimmy McIlroy, Ray Pointer, Jimmy Robson, Brian Pilkington Cheftrainer: Harry Potts | Geoff Sidebottom – George Showell, Gerry Harris – John Kirkham, Eddie Stuart, Eddie Clamp – Gerry Mannion, Barry Stobart, Jimmy Murray, Peter Broadbent, Norman Deeley Cheftrainer: Stan Cullis | Wolverhampton Wanderers |
| FC Burnley                             | Brian Miller John Connelly | Norman Deeley Jimmy Murray | Wolverhampton Wanderers |
| 13. August 1960 in Burnley (Turf Moor) | | |                         |
| Ergebnis: 2:2 (1:0)                    | | |                         |
| Zuschauer: 19.873                      | | |                         |
| Schiedsrichter: George McCabe          | | |                         |

 1961 
Die 39. Ausspielung des Wettbewerbs fand im August 1961 statt. Da Tottenham Hotspur das Double, also sowohl die First Division 1960/61 als auch den FA Cup 1960/61 gewonnen hatte, trat der Verein gegen eine von der FA zusammengestellte Mannschaft an, die im Wesentlichen aus englischen Nationalspielern bestand.
| Tottenham Hotspur                           | Tottenham Hotspur | F.A. XI | F.A. XI |
| ------------------------------------------- | --- | --- | ------- |
| Tottenham Hotspur                           | \| 12. August 1961 in London (White Hart Lane) \| \| Ergebnis: 3:2 (1:1) \| \| Zuschauer: 36.593 \| \| Schiedsrichter: Dick Windle \|                                            | \| 12. August 1961 in London (White Hart Lane) \| \| Ergebnis: 3:2 (1:1) \| \| Zuschauer: 36.593 \| \| Schiedsrichter: Dick Windle \|                                                              | F.A. XI |
| Tottenham Hotspur                           | Bill Brown – Peter Baker, Ron Henry – Danny Blanchflower, Maurice Norman, Dave Mackay – Cliff Jones, John White, Bobby Smith, Les Allen, Terry Dyson Cheftrainer: Bill Nicholson | Ron Springett – Jimmy Armfield, Michael McNeil – Bobby Robson, Peter Swan, Ron Flowers – Bryan Douglas, Jimmy Robson, Johnny Byrne, Johnny Haynes, Bobby Charlton Cheftrainer: Walter Winterbottom | F.A. XI |
| Tottenham Hotspur                           | 1:1 Bobby Smith (40.) 2:1 Les Allen 3:1 Les Allen | 0:1 Johnny Haynes (10.) 3:2 Johnny Byrne | F.A. XI |
| 12. August 1961 in London (White Hart Lane) | | |         |
| Ergebnis: 3:2 (1:1)                         | | |         |
| Zuschauer: 36.593                           | | |         |
| Schiedsrichter: Dick Windle                 | | |         |

 1962 
Die 40. Ausspielung des Wettbewerbs fand zwischen dem Meister der First Division 1961/62, Ipswich Town, und dem Gewinner des FA Cup 1961/62, Tottenham Hotspur, statt.
| Ipswich Town                              | Ipswich Town | Tottenham Hotspur | Tottenham Hotspur |
| ----------------------------------------- | --- | --- | ----------------- |
| Ipswich Town                              | \| 11. August 1962 in Ipswich (Portman Road) \| \| Ergebnis: 1:5 (0:2) \| \| Zuschauer: 20.067 \| \| Schiedsrichter: Ken Dagnall \|                                                      | \| 11. August 1962 in Ipswich (Portman Road) \| \| Ergebnis: 1:5 (0:2) \| \| Zuschauer: 20.067 \| \| Schiedsrichter: Ken Dagnall \|                                                   | Tottenham Hotspur |
| Ipswich Town                              | Roy Bailey – Larry Carberry, John Compton – Billy Baxter, Andy Nelson, John Elsworthy – Roy Stephenson, Doug Moran, Ray Crawford, Ted Phillips, Jimmy Leadbetter Cheftrainer: Alf Ramsey | Bill Brown – Peter Baker, Ron Henry – Danny Blanchflower, Maurice Norman, Dave Mackay – Terry Medwin, John White, Bobby Smith, Jimmy Greaves, Cliff Jones Cheftrainer: Bill Nicholson | Tottenham Hotspur |
| Ipswich Town                              | 1:4 Roy Stephenson (84.) | 0:1 Jimmy Greaves (37.) 0:2 Bobby Smith (42.) 0:3 Jimmy Greaves (58.) 0:4 John White (81.) 1:5 Terry Medwin (87.)                                                                     | Tottenham Hotspur |
| 11. August 1962 in Ipswich (Portman Road) | | |                   |
| Ergebnis: 1:5 (0:2)                       | | |                   |
| Zuschauer: 20.067                         | | |                   |
| Schiedsrichter: Ken Dagnall               | | |                   |

 1963 
Die 41. Ausspielung des Wettbewerbs fand zwischen dem Meister der First Division 1962/63, FC Everton, und dem Gewinner des FA Cup 1962/63, Manchester United, statt.
| FC Everton                                   | FC Everton | Manchester United | Manchester United |
| -------------------------------------------- | --- | --- | ----------------- |
| FC Everton                                   | \| 17. August 1963 in Liverpool (Goodison Park) \| \| Ergebnis: 4:0 (1:0) \| \| Zuschauer: 54.840 \| \| Schiedsrichter: Kevin Howley \|                                        | \| 17. August 1963 in Liverpool (Goodison Park) \| \| Ergebnis: 4:0 (1:0) \| \| Zuschauer: 54.840 \| \| Schiedsrichter: Kevin Howley \|                                                            | Manchester United |
| FC Everton                                   | Gordon West – Alex Parker, Brian Labone, Mick Meagan – Jimmy Gabriel, Tony Kay, Alex Scott, Dennis Stevens, Derek Temple – Alex Young, Roy Vernon Cheftrainer: Harry Catterick | David Gaskell – Tony Dunne, Bill Foulkes, Noel Cantwell – Pat Crerand, Maurice Setters, Johnny Giles, Albert Quixall, Bobby Charlton – David Herd, Denis Law Cheftrainer: Matt Busby ( Schottland) | Manchester United |
| FC Everton                                   | 1:0 Jimmy Gabriel 2:0 Dennis Stevens 3:0 Roy Vernon (Elfm.) 4:0 Derek Temple                                                                                                   | | Manchester United |
| 17. August 1963 in Liverpool (Goodison Park) | | |                   |
| Ergebnis: 4:0 (1:0)                          | | |                   |
| Zuschauer: 54.840                            | | |                   |
| Schiedsrichter: Kevin Howley                 | | |                   |

 1964 
Die 42. Ausspielung des Wettbewerbs fand zwischen dem Meister der First Division 1963/64, FC Liverpool, und dem Gewinner des FA Cup 1963/64, West Ham United, statt.
| FC Liverpool                                | FC Liverpool | West Ham United | West Ham United |
| ------------------------------------------- | --- | --- | --------------- |
| FC Liverpool                                | \| 15. August 1964 in Liverpool (Anfield Road) \| \| Ergebnis: 2:2 (1:1) \| \| Zuschauer: 38.858 \| \| Schiedsrichter: Ken Stokes \|                                                                                            | \| 15. August 1964 in Liverpool (Anfield Road) \| \| Ergebnis: 2:2 (1:1) \| \| Zuschauer: 38.858 \| \| Schiedsrichter: Ken Stokes \|                                               | West Ham United |
| FC Liverpool                                | Tommy Lawrence – Gerry Byrne, Ronnie Moran – Gordon Milne, Ron Yeats , Willie Stevenson – Ian Callaghan, Roger Hunt, Alf Arrowsmith (15. Phil Chisnall), Gordon Wallace, Peter Thompson Cheftrainer: Bill Shankly ( Schottland) | Jim Standen – John Bond, Jack Burkett – Eddie Bovington, Ken Brown, Bobby Moore – Peter Brabrook, Ronnie Boyce, Johnny Byrne, Geoff Hurst, John Sissons Cheftrainer: Ron Greenwood | West Ham United |
| FC Liverpool                                | 1:0 Gordon Wallace (29.) 2:1 Gerry Byrne (49.) | 1:1 Johnny Byrne (41.) 2:2 Geoff Hurst (84.) | West Ham United |
| 15. August 1964 in Liverpool (Anfield Road) | | |                 |
| Ergebnis: 2:2 (1:1)                         | | |                 |
| Zuschauer: 38.858                           | | |                 |
| Schiedsrichter: Ken Stokes                  | | |                 |

 1965 
Die 43. Ausspielung des Wettbewerbs fand zwischen dem Meister der First Division 1964/65, Manchester United, und dem Gewinner des FA Cup 1964/65, FC Liverpool, statt.
| Manchester United                            | Manchester United | FC Liverpool | FC Liverpool |
| -------------------------------------------- | --- | --- | ------------ |
| Manchester United                            | \| 14. August 1965 in Manchester (Old Trafford) \| \| Ergebnis: 2:2 (1:1) \| \| Zuschauer: 48.502 \| \| Schiedsrichter: Jim Finney \|                                                   | \| 14. August 1965 in Manchester (Old Trafford) \| \| Ergebnis: 2:2 (1:1) \| \| Zuschauer: 48.502 \| \| Schiedsrichter: Jim Finney \|                                                                | FC Liverpool |
| Manchester United                            | Pat Dunne – Shay Brennan, Tony Dunne – Pat Crerand, Noel Cantwell , Nobby Stiles – George Best, Bobby Charlton, David Herd, Denis Law, John Aston Cheftrainer: Matt Busby ( Schottland) | Tommy Lawrence – Chris Lawler, Gerry Byrne – Gordon Milne, Ron Yeats , Willie Stevenson – Ian Callaghan, Roger Hunt, Ian St. John, Tommy Smith, Geoff Strong Cheftrainer: Bill Shankly ( Schottland) | FC Liverpool |
| Manchester United                            | 1:0 George Best (28.) 2:1 David Herd (81.) | 1:1 Willie Stevenson (38.) 2:2 Ron Yeats (86.) | FC Liverpool |
| 14. August 1965 in Manchester (Old Trafford) | | |              |
| Ergebnis: 2:2 (1:1)                          | | |              |
| Zuschauer: 48.502                            | | |              |
| Schiedsrichter: Jim Finney                   | | |              |

 1966 
Die 44. Ausspielung des Wettbewerbs fand zwischen dem Meister der First Division 1965/66, FC Liverpool, und dem Gewinner des FA Cup 1965/66, FC Everton, statt.
| FC Liverpool                               | FC Liverpool | FC Everton | FC Everton |
| ------------------------------------------ | --- | --- | ---------- |
| FC Liverpool                               | \| 13. August 1966 in Everton (Goodison Park) \| \| Ergebnis: 1:0 (1:0) \| \| Zuschauer: 63.329 \| \| Schiedsrichter: Jack Taylor \|                                                                  | \| 13. August 1966 in Everton (Goodison Park) \| \| Ergebnis: 1:0 (1:0) \| \| Zuschauer: 63.329 \| \| Schiedsrichter: Jack Taylor \|                                                  | FC Everton |
| FC Liverpool                               | Tommy Lawrence – Chris Lawler, Tommy Smith, Ron Yeats, Gerry Byrne – Ian Callaghan, Willie Stevenson, Geoff Strong, Peter Thompson – Roger Hunt, Ian St. John Cheftrainer: Bill Shankly ( Schottland) | Gordon West – Tommy Wright, Brian Labone, Ray Wilson – Jimmy Gabriel, Gerry Glover, Alex Scott, Colin Harvey, Mike Trebilcock – Alex Young, Derek Temple Cheftrainer: Harry Catterick | FC Everton |
| FC Liverpool                               | 1:0 Roger Hunt (9.) | | FC Everton |
| 13. August 1966 in Everton (Goodison Park) | | |            |
| Ergebnis: 1:0 (1:0)                        | | |            |
| Zuschauer: 63.329                          | | |            |
| Schiedsrichter: Jack Taylor                | | |            |

 1967 
Die 45. Ausspielung des Wettbewerbs fand zwischen dem Meister der First Division 1966/67, Manchester United, und dem Gewinner des FA Cup 1966/67, Tottenham Hotspur, statt.
| Manchester United                            | Manchester United | Tottenham Hotspur | Tottenham Hotspur |
| -------------------------------------------- | --- | --- | ----------------- |
| Manchester United                            | \| 12. August 1967 in Manchester (Old Trafford) \| \| Ergebnis: 3:3 (2:2) \| \| Zuschauer: 54.106 \| \| Schiedsrichter: Eric Jennings \|                                                 | \| 12. August 1967 in Manchester (Old Trafford) \| \| Ergebnis: 3:3 (2:2) \| \| Zuschauer: 54.106 \| \| Schiedsrichter: Eric Jennings \|                                                   | Tottenham Hotspur |
| Manchester United                            | Alex Stepney – Shay Brennan, Bill Foulkes, Tony Dunne – Nobby Stiles, Pat Crerand, George Best, Bobby Charlton, John Aston – Brian Kidd, Denis Law Cheftrainer: Matt Busby ( Schottland) | Pat Jennings – Joe Kinnear, Mike England, Cyril Knowles – Alan Mullery, Dave Mackay, Jimmy Robertson, Terry Venables, Frank Saul – Jimmy Greaves, Alan Gilzean Cheftrainer: Bill Nicholson | Tottenham Hotspur |
| Manchester United                            | Bobby Charlton Denis Law | Jimmy Robertson Pat Jennings Frank Saul | Tottenham Hotspur |
| 12. August 1967 in Manchester (Old Trafford) | | |                   |
| Ergebnis: 3:3 (2:2)                          | | |                   |
| Zuschauer: 54.106                            | | |                   |
| Schiedsrichter: Eric Jennings                | | |                   |

 1968 
Die 46. Ausspielung des Wettbewerbs fand zwischen dem Meister der First Division 1967/68, Manchester City, und dem Gewinner des FA Cup 1967/68, West Bromwich Albion, statt.
| Manchester City                           | Manchester City | West Bromwich Albion | West Bromwich Albion |
| ----------------------------------------- | --- | --- | -------------------- |
| Manchester City                           | \| 3. August 1968 in Manchester (Maine Road) \| \| Ergebnis: 6:1 (3:1) \| \| Zuschauer: 35.510 \| \| Schiedsrichter: Harry New \|                                         | \| 3. August 1968 in Manchester (Maine Road) \| \| Ergebnis: 6:1 (3:1) \| \| Zuschauer: 35.510 \| \| Schiedsrichter: Harry New \|                                                                   | West Bromwich Albion |
| Manchester City                           | Ken Mulhearn – Dave Connor, Mike Doyle, George Heslop, Glyn Pardoe – Mike Summerbee, Alan Oakes, Colin Bell, Neil Young – Francis Lee, Bobby Owen Cheftrainer: Joe Mercer | John Osborne (Alan Merrick) – Doug Fraser, John Talbut, John Kaye, Graham Williams – Graham Lovett, Ian Collard, Asa Hartford, Dick Krzywicki – Kenny Stephens, Tony Brown Cheftrainer: Alan Ashman | West Bromwich Albion |
| Manchester City                           | Bobby Owen Francis Lee Graham Lovett (ET) Neil Young | Dick Krzywicki | West Bromwich Albion |
| 3. August 1968 in Manchester (Maine Road) | | |                      |
| Ergebnis: 6:1 (3:1)                       | | |                      |
| Zuschauer: 35.510                         | | |                      |
| Schiedsrichter: Harry New                 | | |                      |

 1969 
Die 47. Ausspielung des Wettbewerbs fand zwischen dem Meister der First Division 1968/69, Leeds United, und dem Gewinner des FA Cup 1968/69, Manchester City, statt.
| Leeds United                          | Leeds United | Manchester City | Manchester City |
| ------------------------------------- | --- | --- | --------------- |
| Leeds United                          | \| 2. August 1969 in Leeds (Elland Road) \| \| Ergebnis: 2:1 (0:0) \| \| Zuschauer: 39.835 \| \| Schiedsrichter: Ken Burns \|                                                                   | \| 2. August 1969 in Leeds (Elland Road) \| \| Ergebnis: 2:1 (0:0) \| \| Zuschauer: 39.835 \| \| Schiedsrichter: Ken Burns \|                                                         | Manchester City |
| Leeds United                          | Gary Sprake – Paul Reaney, Jack Charlton, Norman Hunter, Terry Cooper – Paul Madeley, Billy Bremner, Johnny Giles, Eddie Gray – Allan Clarke, Mick Jones (Peter Lorimer) Cheftrainer: Don Revie | Joe Corrigan – Tony Book, Mike Doyle, Tommy Booth, Glyn Pardoe – Mike Summerbee, Alan Oakes, Colin Bell, Tony Coleman – Francis Lee (Dave Connor), Neil Young Cheftrainer: Joe Mercer | Manchester City |
| Leeds United                          | 1:0 Eddie Gray (55.) 2:0 Jack Charlton (58.) | 2:1 Colin Bell (90.) | Manchester City |
| 2. August 1969 in Leeds (Elland Road) | | |                 |
| Ergebnis: 2:1 (0:0)                   | | |                 |
| Zuschauer: 39.835                     | | |                 |
| Schiedsrichter: Ken Burns             | | |                 |

## Jahre 1970 bis 1979
1970 
Die 48. Ausspielung des Wettbewerbs fand zwischen dem Meister der First Division 1969/70, FC Everton, und dem Gewinner des FA Cup 1969/70, FC Chelsea, statt.
| FC Everton                                 | FC Everton | FC Chelsea | FC Chelsea |
| ------------------------------------------ | --- | --- | ---------- |
| FC Everton                                 | \| 8. August 1970 in London (Stamford Bridge) \| \| Ergebnis: 2:1 (1:0) \| \| Zuschauer: 43.547 \| \| Schiedsrichter: David Smith \|                                               | \| 8. August 1970 in London (Stamford Bridge) \| \| Ergebnis: 2:1 (1:0) \| \| Zuschauer: 43.547 \| \| Schiedsrichter: David Smith \|                                                     | FC Chelsea |
| FC Everton                                 | Gordon West – Tommy Wright, Brian Labone, John Hurst, Keith Newton – Howard Kendall, Colin Harvey, Alan Ball, Alan Whittle – Jimmy Husband, Joe Royle Cheftrainer: Harry Catterick | Peter Bonetti – David Webb, Ron Harris , Paddy Mulligan, Marvin Hinton – Keith Weller, John Hollins, Alan Hudson, Peter Houseman – Peter Osgood, Ian Hutchinson Cheftrainer: Dave Sexton | FC Chelsea |
| FC Everton                                 | Alan Whittle Howard Kendall | Ian Hutchinson | FC Chelsea |
| 8. August 1970 in London (Stamford Bridge) | | |            |
| Ergebnis: 2:1 (1:0)                        | | |            |
| Zuschauer: 43.547                          | | |            |
| Schiedsrichter: David Smith                | | |            |

 1971 
Die 49. Ausspielung des Wettbewerbs fand zwischen dem Meister der Second Division 1970/71, Leicester City, und dem Finalisten des FA Cup 1970/71, FC Liverpool, statt. Der Double-Gewinner FC Arsenal hatte die Teilnahme am Charity Shield aufgrund von Terminproblemen abgesagt.
| Leicester City                               | Leicester City | FC Liverpool | FC Liverpool |
| -------------------------------------------- | --- | --- | ------------ |
| Leicester City                               | \| 7. August 1971 in Leicester (Filbert Street) \| \| Ergebnis: 1:0 (1:0) \| \| Zuschauer: 25.104 \| \| Schiedsrichter: Pat Partridge \|                                                                         | \| 7. August 1971 in Leicester (Filbert Street) \| \| Ergebnis: 1:0 (1:0) \| \| Zuschauer: 25.104 \| \| Schiedsrichter: Pat Partridge \|                                                                                                 | FC Liverpool |
| Leicester City                               | Peter Shilton – Steve Whitworth, John Sjoberg, Graham Cross, David Nish – John Farrington, Bobby Kellard, Jon Sammels, Lenny Glover (Malcolm Manley) – Alistair Brown, Rodney Fern Cheftrainer: Jimmy Bloomfield | Ray Clemence – Chris Lawler, Tommy Smith, Larry Lloyd, Alec Lindsay – Ian Callaghan, Emlyn Hughes, Steve Heighway, Brian Hall (46. Peter Thompson) – Alun Evans (60. John Toshack), Bobby Graham Cheftrainer: Bill Shankly ( Schottland) | FC Liverpool |
| Leicester City                               | 1:0 Steve Whitworth (15.) | | FC Liverpool |
| 7. August 1971 in Leicester (Filbert Street) | | |              |
| Ergebnis: 1:0 (1:0)                          | | |              |
| Zuschauer: 25.104                            | | |              |
| Schiedsrichter: Pat Partridge                | | |              |

 1972 
Die 50. Ausspielung des Wettbewerbs fand zwischen dem Meister der Third Division 1971/72, Aston Villa, und dem Viertplatzierten der First Division 1971/72, Manchester City, statt. Sowohl der Erstligameister, Derby County, als auch der Pokalsieger, Leeds United, hatten auf ihre Teilnahme verzichtet.
| Aston Villa                               | Aston Villa | Manchester City | Manchester City |
| ----------------------------------------- | --- | --- | --------------- |
| Aston Villa                               | \| 5. August 1972 in Birmingham (Villa Park) \| \| Ergebnis: 0:1 (0:1) \| \| Zuschauer: 34.859 \| \| Schiedsrichter: Norman Burtenshaw \|                                                    | \| 5. August 1972 in Birmingham (Villa Park) \| \| Ergebnis: 0:1 (0:1) \| \| Zuschauer: 34.859 \| \| Schiedsrichter: Norman Burtenshaw \|                                                                       | Manchester City |
| Aston Villa                               | Jim Cumbes – Mick Wright, Chris Nicholl, Ian Ross, Charlie Aitken – Ray Graydon, Bruce Rioch, Pat McMahon, Willie Anderson – Andy Lochhead (Alun Evans), Geoff Vowden Cheftrainer: Vic Crowe | Joe Corrigan – Tony Book, Mike Doyle, Tommy Booth, Willie Donachie (Derek Jeffries) – Mike Summerbee, Colin Bell, Tony Towers – Francis Lee, Wyn Davies (Ian Mellor), Rodney Marsh Cheftrainer: Malcolm Allison | Manchester City |
| Aston Villa                               | 0:1 Francis Lee (Elfm.) | | Manchester City |
| 5. August 1972 in Birmingham (Villa Park) | | |                 |
| Ergebnis: 0:1 (0:1)                       | | |                 |
| Zuschauer: 34.859                         | | |                 |
| Schiedsrichter: Norman Burtenshaw         | | |                 |

 1973 
Die 51. Ausspielung des Wettbewerbs fand zwischen dem Meister der Second Division 1972/73, FC Burnley, und dem Elftplatzierten der First Division 1972/73, Manchester City, statt. Die eigentlichen Qualifikanten, der Erstligameister FC Liverpool und der Pokalsieger AFC Sunderland, hatten zum dritten Mal in Folge auf ihre Teilnahme verzichtet.
| FC Burnley                                 | FC Burnley | Manchester City | Manchester City |
| ------------------------------------------ | --- | --- | --------------- |
| FC Burnley                                 | \| 18. August 1973 in Manchester (Maine Road) \| \| Ergebnis: 1:0 (0:0) \| \| Zuschauer: 23.988 \| \| Schiedsrichter: Gordon Hill \|                                                         | \| 18. August 1973 in Manchester (Maine Road) \| \| Ergebnis: 1:0 (0:0) \| \| Zuschauer: 23.988 \| \| Schiedsrichter: Gordon Hill \|                                        | Manchester City |
| FC Burnley                                 | Alan Stevenson – Mick Docherty, Keith Newton, Colin Waldron, Jim Thomson – Geoff Nulty, Martin Dobson, Doug Collins, Leighton James – Frank Casper, Paul Fletcher Cheftrainer: Jimmy Adamson | Joe Corrigan – Tony Book, Mike Doyle, Tommy Booth, Willie Donachie – Mike Summerbee, Alan Oakes, Colin Bell, Rodney Marsh – Denis Law, Francis Lee Cheftrainer: Johnny Hart | Manchester City |
| FC Burnley                                 | 1:0 Colin Waldron | | Manchester City |
| 18. August 1973 in Manchester (Maine Road) | | |                 |
| Ergebnis: 1:0 (0:0)                        | | |                 |
| Zuschauer: 23.988                          | | |                 |
| Schiedsrichter: Gordon Hill                | | |                 |

 1974 
Um die deutlich gesunkene Attraktivität des Charity Shield wieder zu steigern, fand die 52. Ausspielung des Wettbewerbs erstmals im ehrwürdigen und neutralen Wembley-Stadion statt. Ferner wurden vorerst einmalig neue Regeln eingeführt, so dass ein Unentschieden nach 90 Minuten nicht länger die Teilung des Shields, sondern ein Elfmeterschießen nach sich zog, um einen eindeutigen Sieger zu ermitteln. Daraufhin nahmen erstmals seit 1970 wieder der Meister der First Division, Leeds United, und der Gewinner des FA Cup, FC Liverpool, am Spiel teil.
| Leeds United                                | Leeds United | FC Liverpool | FC Liverpool |
| ------------------------------------------- | --- | --- | ------------ |
| Leeds United                                | \| 10. August 1974 in London (Wembley Stadium) \| \| Ergebnis: 1:1 (1:0), 5:6 i. E. \| \| Zuschauer: 25.104 \| \| Schiedsrichter: Bob Matthewson \|                                                      | \| 10. August 1974 in London (Wembley Stadium) \| \| Ergebnis: 1:1 (1:0), 5:6 i. E. \| \| Zuschauer: 25.104 \| \| Schiedsrichter: Bob Matthewson \|                                    | FC Liverpool |
| Leeds United                                | David Harvey – Paul Reaney, Gordon McQueen, Norman Hunter, Trevor Cherry – Johnny Giles, Billy Bremner, Peter Lorimer, Eddie Gray – Allan Clarke (Duncan McKenzie), Joe Jordan Cheftrainer: Brian Clough | Ray Clemence – Phil Thompson, Tommy Smith, Emlyn Hughes, Alec Lindsay – Ian Callaghan, Peter Cormack, Steve Heighway, Brian Hall – Kevin Keegan, Phil Boersma Cheftrainer: Bob Paisley | FC Liverpool |
| Leeds United                                | 1:1 Trevor Cherry (70.) | 0:1 Phil Boersma (19.) | FC Liverpool |
| Leeds United                                | Elfmeterschießen | | FC Liverpool |
| Leeds United                                | 1:1 Peter Lorimer 2:2 Johnny Giles 3:3 Eddie Gray 4:4 Norman Hunter 5:5 Trevor Cherry David Harvey | 0:1 Alec Lindsay 1:2 Emlyn Hughes 2:3 Brian Hall 3:4 Tommy Smith 4:5 Peter Cormack 5:6 Ian Callaghan                                                                                   | FC Liverpool |
| Leeds United                                | Billy Bremner (60.) | Kevin Keegan (60.) | FC Liverpool |
| 10. August 1974 in London (Wembley Stadium) | | |              |
| Ergebnis: 1:1 (1:0), 5:6 i. E.              | | |              |
| Zuschauer: 25.104                           | | |              |
| Schiedsrichter: Bob Matthewson              | | |              |

 1975 
Die 53. Ausspielung des Wettbewerbs fand zwischen dem Meister der First Division 1974/75, Derby County, und dem Gewinner des FA Cup 1974/75, West Ham United, statt.
| Derby County                               | Derby County | West Ham United | West Ham United |
| ------------------------------------------ | --- | --- | --------------- |
| Derby County                               | \| 9. August 1975 in London (Wembley Stadium) \| \| Ergebnis: 2:0 (2:0) \| \| Zuschauer: 59.000 \| \| Schiedsrichter: Gordon Kew \|                                                              | \| 9. August 1975 in London (Wembley Stadium) \| \| Ergebnis: 2:0 (2:0) \| \| Zuschauer: 59.000 \| \| Schiedsrichter: Gordon Kew \|                                                                                         | West Ham United |
| Derby County                               | Colin Boulton – Rod Thomas, David Nish, Bruce Rioch, Colin Todd – Roy McFarland, Archie Gemmill, Kevin Hector, Charlie George – Henry Newton, Francis Lee Cheftrainer: Dave Mackay ( Schottland) | Mervyn Day – John McDowell, Frank Lampard, Tommy Taylor, Kevin Lock – Pat Holland, Alan Taylor, Graham Paddon, Bobby Gould (63. Keith Robson) – Billy Jennings (72. Keith Coleman), Trevor Brooking Cheftrainer: John Lyall | West Ham United |
| Derby County                               | 1:0 Kevin Hector (20.) 2:0 Roy McFarland (43.) | | West Ham United |
| 9. August 1975 in London (Wembley Stadium) | | |                 |
| Ergebnis: 2:0 (2:0)                        | | |                 |
| Zuschauer: 59.000                          | | |                 |
| Schiedsrichter: Gordon Kew                 | | |                 |

 1976 
Die 54. Ausspielung des Wettbewerbs fand zwischen dem Meister der First Division 1975/76, FC Liverpool, und dem Gewinner des FA Cup 1975/76, FC Southampton, statt.
| FC Liverpool                                | FC Liverpool | FC Southampton | FC Southampton |
| ------------------------------------------- | --- | --- | -------------- |
| FC Liverpool                                | \| 14. August 1976 in London (Wembley Stadium) \| \| Ergebnis: 1:0 (0:0) \| \| Zuschauer: 76.500 \| \| Schiedsrichter: John Homewood \|                                          | \| 14. August 1976 in London (Wembley Stadium) \| \| Ergebnis: 1:0 (0:0) \| \| Zuschauer: 76.500 \| \| Schiedsrichter: John Homewood \|                                                             | FC Southampton |
| FC Liverpool                                | Ray Clemence – Phil Neal, Phil Thompson, Emlyn Hughes, Joey Jones – Ray Kennedy, Jimmy Case, John Toshack, Ian Callaghan – Kevin Keegan, Steve Heighway Cheftrainer: Bob Paisley | Ian Turner – Peter Rodrigues, David Peach, Mel Blyth (Hugh Fisher), Jim Steele – Paul Gilchrist, Nick Holmes, Bobby Stokes – Mick Channon, Peter Osgood, Jim McCalliog Cheftrainer: Lawrie McMenemy | FC Southampton |
| FC Liverpool                                | 1:0 John Toshack (50.) | | FC Southampton |
| 14. August 1976 in London (Wembley Stadium) | | |                |
| Ergebnis: 1:0 (0:0)                         | | |                |
| Zuschauer: 76.500                           | | |                |
| Schiedsrichter: John Homewood               | | |                |

 1977 
Die 55. Ausspielung des Wettbewerbs fand zwischen dem Meister der First Division 1976/77, FC Liverpool, und dem Gewinner des FA Cup 1976/77, Manchester United, statt.
| FC Liverpool                                | FC Liverpool | Manchester United | Manchester United |
| ------------------------------------------- | --- | --- | ----------------- |
| FC Liverpool                                | \| 13. August 1977 in London (Wembley Stadium) \| \| Ergebnis: 0:0 \| \| Zuschauer: 82.000 \| \| Schiedsrichter: Keith Styles (Barnsley) \|                                             | \| 13. August 1977 in London (Wembley Stadium) \| \| Ergebnis: 0:0 \| \| Zuschauer: 82.000 \| \| Schiedsrichter: Keith Styles (Barnsley) \|                                                                       | Manchester United |
| FC Liverpool                                | Ray Clemence – Phil Neal, Phil Thompson, Emlyn Hughes, Joey Jones – Ray Kennedy, Jimmy Case, Terry McDermott, Ian Callaghan – Kenny Dalglish, David Fairclough Cheftrainer: Bob Paisley | Alex Stepney – Jimmy Nicholl, Arthur Albiston, Brian Greenhoff, Martin Buchan – Sammy McIlroy, Steve Coppell, Jimmy Greenhoff (David McCreery), Gordon Hill – Stuart Pearson, Lou Macari Cheftrainer: Dave Sexton | Manchester United |
| 13. August 1977 in London (Wembley Stadium) | | |                   |
| Ergebnis: 0:0                               | | |                   |
| Zuschauer: 82.000                           | | |                   |
| Schiedsrichter: Keith Styles (Barnsley)     | | |                   |

 1978 
Die 56. Ausspielung des Wettbewerbs fand zwischen dem Meister der First Division 1977/78, Nottingham Forest, und dem Gewinner des FA Cup 1977/78, Ipswich Town, statt.
| Nottingham Forest                           | Nottingham Forest | Ipswich Town | Ipswich Town |
| ------------------------------------------- | --- | --- | ------------ |
| Nottingham Forest                           | \| 12. August 1978 in London (Wembley Stadium) \| \| Ergebnis: 5:0 (2:0) \| \| Zuschauer: 68.000 \| \| Schiedsrichter: Peter Reeves (Leicester) \|                                                           | \| 12. August 1978 in London (Wembley Stadium) \| \| Ergebnis: 5:0 (2:0) \| \| Zuschauer: 68.000 \| \| Schiedsrichter: Peter Reeves (Leicester) \|                                              | Ipswich Town |
| Nottingham Forest                           | Peter Shilton – Viv Anderson, Colin Barrett, Larry Lloyd, Kenny Burns – John McGovern, Martin O’Neill, Archie Gemmill, John Robertson – Peter Withe (David Needham), Tony Woodcock Cheftrainer: Brian Clough | Paul Cooper – George Burley, Mick Mills, Russell Osman, Tommy Parkin – Brian Talbot, John Wark, Clive Woods – Eric Gates, Paul Mariner, Trevor Whymark (Robin Turner) Cheftrainer: Bobby Robson | Ipswich Town |
| Nottingham Forest                           | 1:0 Martin O’Neill (10.) 2:0 Peter Withe (27.) 3:0 Larry Lloyd 4:0 Martin O’Neill 5:0 John Robertson (87.)                                                                                                   | | Ipswich Town |
| 12. August 1978 in London (Wembley Stadium) | | |              |
| Ergebnis: 5:0 (2:0)                         | | |              |
| Zuschauer: 68.000                           | | |              |
| Schiedsrichter: Peter Reeves (Leicester)    | | |              |

 1979 
Die 57. Ausspielung des Wettbewerbs fand zwischen dem Meister der First Division 1978/79, FC Liverpool, und dem Gewinner des FA Cup 1978/79, FC Arsenal, statt.
| FC Liverpool                                | FC Liverpool | FC Arsenal | FC Arsenal |
| ------------------------------------------- | --- | --- | ---------- |
| FC Liverpool                                | \| 11. August 1979 in London (Wembley Stadium) \| \| Ergebnis: 3:1 (1:0) \| \| Zuschauer: 92.000 \| \| Schiedsrichter: George Courtney \|                                              | \| 11. August 1979 in London (Wembley Stadium) \| \| Ergebnis: 3:1 (1:0) \| \| Zuschauer: 92.000 \| \| Schiedsrichter: George Courtney \|                                                                         | FC Arsenal |
| FC Liverpool                                | Ray Clemence – Phil Neal, Phil Thompson, Alan Kennedy, Alan Hansen – Ray Kennedy, Jimmy Case, Terry McDermott, Graeme Souness – Kenny Dalglish, David Johnson Cheftrainer: Bob Paisley | Pat Jennings – Pat Rice, Sammy Nelson (Willie Young), David O’Leary, Steve Walford – Brian Talbot, Liam Brady, David Price (John Hollins), Graham Rix – Alan Sunderland, Frank Stapleton Cheftrainer: Terry Neill | FC Arsenal |
| FC Liverpool                                | 1:0 Terry McDermott (38.) 2:0 Kenny Dalglish (63.) 3:0 Terry McDermott (65.) | Alan Sunderland | FC Arsenal |
| 11. August 1979 in London (Wembley Stadium) | | |            |
| Ergebnis: 3:1 (1:0)                         | | |            |
| Zuschauer: 92.000                           | | |            |
| Schiedsrichter: George Courtney             | | |            |

## Jahre 1980 bis 1989
1980 
Die 58. Ausspielung des Wettbewerbs fand zwischen dem Meister der First Division 1979/80, FC Liverpool, und dem Gewinner des FA Cup 1979/80, West Ham United, statt.
| FC Liverpool                               | FC Liverpool | West Ham United | West Ham United |
| ------------------------------------------ | --- | --- | --------------- |
| FC Liverpool                               | \| 9. August 1980 in London (Wembley Stadium) \| \| Ergebnis: 1:0 (1:0) \| \| Zuschauer: 90.000 \| \| Schiedsrichter: John Hunting (Leicester) \|                                       | \| 9. August 1980 in London (Wembley Stadium) \| \| Ergebnis: 1:0 (1:0) \| \| Zuschauer: 90.000 \| \| Schiedsrichter: John Hunting (Leicester) \|                                             | West Ham United |
| FC Liverpool                               | Ray Clemence – Phil Neal, Phil Thompson , Alan Kennedy, Alan Hansen – Ray Kennedy, Jimmy Case, Terry McDermott, Graeme Souness – Kenny Dalglish, David Johnson Cheftrainer: Bob Paisley | Phil Parkes – Ray Stewart, Paul Brush, Billy Bonds, Alvin Martin – Alan Devonshire, Paul Allen, Geoff Pike (Nicky Morgan) – Pat Holland, David Cross, Trevor Brooking Cheftrainer: John Lyall | West Ham United |
| FC Liverpool                               | 1:0 Terry McDermott (17.) | | West Ham United |
| 9. August 1980 in London (Wembley Stadium) | | |                 |
| Ergebnis: 1:0 (1:0)                        | | |                 |
| Zuschauer: 90.000                          | | |                 |
| Schiedsrichter: John Hunting (Leicester)   | | |                 |

 1981 
Die 59. Ausspielung des Wettbewerbs fand zwischen dem Meister der First Division 1980/81, Aston Villa, und dem Gewinner des FA Cup 1980/81, Tottenham Hotspur, statt.
| Aston Villa                                 | Aston Villa | Tottenham Hotspur | Tottenham Hotspur |
| ------------------------------------------- | --- | --- | ----------------- |
| Aston Villa                                 | \| 22. August 1981 in London (Wembley Stadium) \| \| Ergebnis: 2:2 (1:1) \| \| Zuschauer: 92.500 \| \| Schiedsrichter: Alf Grey \|                                                                | \| 22. August 1981 in London (Wembley Stadium) \| \| Ergebnis: 2:2 (1:1) \| \| Zuschauer: 92.500 \| \| Schiedsrichter: Alf Grey \|                                                            | Tottenham Hotspur |
| Aston Villa                                 | Jimmy Rimmer – Kenny Swain, Colin Gibson, Allan Evans, Ken McNaught – Dennis Mortimer (Andy Blair), Des Bremner, Gordon Cowans, Tony Morley – David Geddis, Peter Withe Cheftrainer: Ron Saunders | Ray Clemence – Chris Hughton, Paul Miller, Graham Roberts, Steve Perryman – Ricky Villa, Ossie Ardiles, Tony Galvin, Glenn Hoddle – Steve Archibald, Mark Falco Cheftrainer: Keith Burkinshaw | Tottenham Hotspur |
| Aston Villa                                 | Peter Withe | Mark Falco | Tottenham Hotspur |
| 22. August 1981 in London (Wembley Stadium) | | |                   |
| Ergebnis: 2:2 (1:1)                         | | |                   |
| Zuschauer: 92.500                           | | |                   |
| Schiedsrichter: Alf Grey                    | | |                   |

 1982 
Die 60. Ausspielung des Wettbewerbs fand zwischen dem Meister der First Division 1981/82, FC Liverpool, und dem Gewinner des FA Cup 1981/82, Tottenham Hotspur, statt.
| FC Liverpool                                | FC Liverpool | Tottenham Hotspur | Tottenham Hotspur |
| ------------------------------------------- | --- | --- | ----------------- |
| FC Liverpool                                | \| 21. August 1982 in London (Wembley Stadium) \| \| Ergebnis: 1:0 (1:0) \| \| Zuschauer: 82.500 \| \| Schiedsrichter: Neville Ashley (Nantwich) \|                                                        | \| 21. August 1982 in London (Wembley Stadium) \| \| Ergebnis: 1:0 (1:0) \| \| Zuschauer: 82.500 \| \| Schiedsrichter: Neville Ashley (Nantwich) \|                                                                     | Tottenham Hotspur |
| FC Liverpool                                | Bruce Grobbelaar – Phil Neal, Mark Lawrenson, Alan Kennedy, Alan Hansen – Phil Thompson, Graeme Souness , Ronnie Whelan, Sammy Lee – Kenny Dalglish (69. David Hodgson), Ian Rush Cheftrainer: Bob Paisley | Ray Clemence – Chris Hughton, Paul Miller, Gary O’Reilly (Steve Perryman), John Lacy – Gary Mabbutt, Tony Galvin, Micky Hazard (Mark Falco), Glenn Hoddle – Steve Archibald, Garth Crooks Cheftrainer: Keith Burkinshaw | Tottenham Hotspur |
| FC Liverpool                                | 1:0 Ian Rush (32.) | | Tottenham Hotspur |
| 21. August 1982 in London (Wembley Stadium) | | |                   |
| Ergebnis: 1:0 (1:0)                         | | |                   |
| Zuschauer: 82.500                           | | |                   |
| Schiedsrichter: Neville Ashley (Nantwich)   | | |                   |

 1983 
Die 61. Ausspielung des Wettbewerbs fand zwischen dem Meister der First Division 1982/83, FC Liverpool, und dem Gewinner des FA Cup 1982/83, Manchester United, statt.
| FC Liverpool                                | FC Liverpool | Manchester United | Manchester United |
| ------------------------------------------- | --- | --- | ----------------- |
| FC Liverpool                                | \| 20. August 1983 in London (Wembley Stadium) \| \| Ergebnis: 0:2 (0:1) \| \| Zuschauer: 92.000 \| \| Schiedsrichter: Alan Robinson (Fareham) \|                                                                                | \| 20. August 1983 in London (Wembley Stadium) \| \| Ergebnis: 0:2 (0:1) \| \| Zuschauer: 92.000 \| \| Schiedsrichter: Alan Robinson (Fareham) \|                                                               | Manchester United |
| FC Liverpool                                | Bruce Grobbelaar – Phil Neal, Alan Kennedy , Alan Hansen, Phil Thompson (61. Craig Johnston) – Michael Robinson (61. David Hodgson), Mark Lawrenson, Graeme Souness, Sammy Lee – Kenny Dalglish, Ian Rush Cheftrainer: Joe Fagan | Gary Bailey – Mike Duxbury, Arthur Albiston, Kevin Moran, Gordon McQueen – Ray Wilkins, Bryan Robson , Arnold Mühren (John Gidman), Arthur Graham – Frank Stapleton, Norman Whiteside Cheftrainer: Ron Atkinson | Manchester United |
| FC Liverpool                                | 0:1 Bryan Robson 0:2 Bryan Robson | | Manchester United |
| 20. August 1983 in London (Wembley Stadium) | | |                   |
| Ergebnis: 0:2 (0:1)                         | | |                   |
| Zuschauer: 92.000                           | | |                   |
| Schiedsrichter: Alan Robinson (Fareham)     | | |                   |

 1984 
Die 62. Ausspielung des Wettbewerbs fand zwischen dem Meister der First Division 1983/84, FC Liverpool, und dem Gewinner des FA Cup 1983/84, FC Everton, statt.
| FC Liverpool                                | FC Liverpool | FC Everton | FC Everton |
| ------------------------------------------- | --- | --- | ---------- |
| FC Liverpool                                | \| 18. August 1984 in London (Wembley Stadium) \| \| Ergebnis: 0:1 (0:0) \| \| Zuschauer: 100.000 \| \| Schiedsrichter: Keith Hackett \|                                                      | \| 18. August 1984 in London (Wembley Stadium) \| \| Ergebnis: 0:1 (0:0) \| \| Zuschauer: 100.000 \| \| Schiedsrichter: Keith Hackett \|                                                               | FC Everton |
| FC Liverpool                                | Bruce Grobbelaar – Phil Neal, Alan Kennedy, Alan Hansen, Mark Lawrenson – Ronnie Whelan, Sammy Lee (53. Paul Walsh), Steve Nicol, John Wark – Kenny Dalglish, Ian Rush Cheftrainer: Joe Fagan | Neville Southall – Gary Stevens, John Bailey, Kevin Ratcliffe, Derek Mountfield – Peter Reid, Trevor Steven, Paul Bracewell, Kevin Richardson – Adrian Heath, Graeme Sharp Cheftrainer: Howard Kendall | FC Everton |
| FC Liverpool                                | 0:1 Bruce Grobbelaar (55., ET) | | FC Everton |
| 18. August 1984 in London (Wembley Stadium) | | |            |
| Ergebnis: 0:1 (0:0)                         | | |            |
| Zuschauer: 100.000                          | | |            |
| Schiedsrichter: Keith Hackett               | | |            |

 1985 
Die 63. Ausspielung des Wettbewerbs fand zwischen dem Meister der First Division 1984/85, FC Everton, und dem Gewinner des FA Cup 1984/85, Manchester United, statt.
| FC Everton                                  | FC Everton | Manchester United | Manchester United |
| ------------------------------------------- | --- | --- | ----------------- |
| FC Everton                                  | \| 10. August 1985 in London (Wembley Stadium) \| \| Ergebnis: 2:0 (1:0) \| \| Zuschauer: 82.000 \| \| Schiedsrichter: Joe Worrall \|                                                                                                 | \| 10. August 1985 in London (Wembley Stadium) \| \| Ergebnis: 2:0 (1:0) \| \| Zuschauer: 82.000 \| \| Schiedsrichter: Joe Worrall \|                                                                     | Manchester United |
| FC Everton                                  | Neville Southall – Gary Stevens, Kevin Ratcliffe, Derek Mountfield, Pat Van Den Hauwe (John Bailey) – Trevor Steven, Paul Bracewell, Peter Reid, Kevin Sheedy – Graeme Sharp, Gary Lineker (Adrian Heath) Cheftrainer: Howard Kendall | Gary Bailey – John Gidman, Arthur Albiston, Paul McGrath, Graeme Hogg – Norman Whiteside, Bryan Robson , Mike Duxbury (Remi Moses), Jesper Olsen – Frank Stapleton, Mark Hughes Cheftrainer: Ron Atkinson | Manchester United |
| FC Everton                                  | 1:0 Trevor Steven 2:0 Adrian Heath | | Manchester United |
| 10. August 1985 in London (Wembley Stadium) | | |                   |
| Ergebnis: 2:0 (1:0)                         | | |                   |
| Zuschauer: 82.000                           | | |                   |
| Schiedsrichter: Joe Worrall                 | | |                   |

 1986 
Die 64. Ausspielung des Wettbewerbs fand zwischen dem Double-Gewinner FC Liverpool, der in der Saison 1985/86 sowohl die Meisterschaft als auch den Pokal gewonnen hatte, und dem Pokalfinalisten FC Everton statt.
| FC Liverpool                                | FC Liverpool | FC Everton | FC Everton |
| ------------------------------------------- | --- | --- | ---------- |
| FC Liverpool                                | \| 16. August 1986 in London (Wembley Stadium) \| \| Ergebnis: 1:1 (0:0) \| \| Zuschauer: 88.231 \| \| Schiedsrichter: Neil Midgley \| | \| 16. August 1986 in London (Wembley Stadium) \| \| Ergebnis: 1:1 (0:0) \| \| Zuschauer: 88.231 \| \| Schiedsrichter: Neil Midgley \|                                                                                    | FC Everton |
| FC Liverpool                                | Bruce Grobbelaar (57. Mike Hooper) – Barry Venison, Jim Beglin, Alan Hansen, Mark Lawrenson – Ronnie Whelan, Steve McMahon, Craig Johnston, Jan Mølby, Kevin MacDonald (65. Kenny Dalglish) – Ian Rush Cheftrainer: Kenny Dalglish ( Schottland) | Bobby Mimms – Alan Harper, Kevin Ratcliffe, Ian Marshall, Paul Power – Trevor Steven, Kevin Langley, Kevin Richardson, Kevin Sheedy (Neil Adams, Paul Wilkinson) – Adrian Heath, Graeme Sharp Cheftrainer: Howard Kendall | FC Everton |
| FC Liverpool                                | 1:1 Ian Rush (87.) | 0:1 Adrian Heath (80.) | FC Everton |
| 16. August 1986 in London (Wembley Stadium) | | |            |
| Ergebnis: 1:1 (0:0)                         | | |            |
| Zuschauer: 88.231                           | | |            |
| Schiedsrichter: Neil Midgley                | | |            |

 1987 
Die 65. Ausspielung des Wettbewerbs fand zwischen dem Meister der First Division 1986/87, FC Everton, und dem Gewinner des FA Cup 1986/87, Coventry City, statt.
| FC Everton                                 | FC Everton | Coventry City | Coventry City |
| ------------------------------------------ | --- | --- | ------------- |
| FC Everton                                 | \| 1. August 1987 in London (Wembley Stadium) \| \| Ergebnis: 1:0 (1:0) \| \| Zuschauer: 88.000 \| \| Schiedsrichter: Ray Lewis \|                                                                | \| 1. August 1987 in London (Wembley Stadium) \| \| Ergebnis: 1:0 (1:0) \| \| Zuschauer: 88.000 \| \| Schiedsrichter: Ray Lewis \|                                                                                            | Coventry City |
| FC Everton                                 | Bobby Mimms – Alan Harper, Kevin Ratcliffe, Dave Watson, Paul Power – Trevor Steven, Peter Reid, Adrian Heath, Kevin Sheedy (Neil Pointon) – Wayne Clarke, Graeme Sharp Cheftrainer: Colin Harvey | Steve Ogrizovic – David Phillips, Brian Kilcline, Trevor Peake, Greg Downs – Dave Bennett, Lloyd McGrath (Steve Sedgley), Micky Gynn (Brian Borrows), Nick Pickering – David Speedie, Keith Houchen Cheftrainer: John Sillett | Coventry City |
| FC Everton                                 | 1:0 Wayne Clarke | | Coventry City |
| 1. August 1987 in London (Wembley Stadium) | | |               |
| Ergebnis: 1:0 (1:0)                        | | |               |
| Zuschauer: 88.000                          | | |               |
| Schiedsrichter: Ray Lewis                  | | |               |

 1988 
Die 66. Ausspielung des Wettbewerbs fand zwischen dem Meister der First Division 1987/88, FC Liverpool, und dem Gewinner des FA Cup 1987/88, FC Wimbledon, statt.
| FC Liverpool                                | FC Liverpool | FC Wimbledon | FC Wimbledon |
| ------------------------------------------- | --- | --- | ------------ |
| FC Liverpool                                | \| 20. August 1988 in London (Wembley Stadium) \| \| Ergebnis: 2:1 (1:1) \| \| Zuschauer: 54.000 \| \| Schiedsrichter: John Martin (Alton) \|                                                                   | \| 20. August 1988 in London (Wembley Stadium) \| \| Ergebnis: 2:1 (1:1) \| \| Zuschauer: 54.000 \| \| Schiedsrichter: John Martin (Alton) \|                                                                            | FC Wimbledon |
| FC Liverpool                                | Bruce Grobbelaar – Barry Venison, Gary Gillespie, Alex Watson, Gary Ablett – John Barnes, Ronnie Whelan, Steve McMahon, Ray Houghton – Peter Beardsley, John Aldridge Cheftrainer: Kenny Dalglish ( Schottland) | Simon Tracey – Terry Phelan, John Scales (Andy Clement), Eric Young, Peter Cawley – Vaughan Ryan, Carlton Fairweather, Lawrie Sanchez, Dennis Wise – Terry Gibson, John Fashanu (Robbie Turner) Cheftrainer: Bobby Gould | FC Wimbledon |
| FC Liverpool                                | 1:1 John Aldridge (23.) 2:1 John Aldridge (69.) | 0:1 John Fashanu (17.) | FC Wimbledon |
| 20. August 1988 in London (Wembley Stadium) | | |              |
| Ergebnis: 2:1 (1:1)                         | | |              |
| Zuschauer: 54.000                           | | |              |
| Schiedsrichter: John Martin (Alton)         | | |              |

 1989 
Die 67. Ausspielung des Wettbewerbs fand zwischen dem Meister der First Division 1988/89, FC Arsenal, und dem Gewinner des FA Cup 1988/89, FC Liverpool, statt.
| FC Arsenal                                  | FC Arsenal | FC Liverpool | FC Liverpool |
| ------------------------------------------- | --- | --- | ------------ |
| FC Arsenal                                  | \| 12. August 1989 in London (Wembley Stadium) \| \| Ergebnis: 0:1 (0:1) \| \| Zuschauer: 63.149 \| \| Schiedsrichter: Allan Gunn \| | \| 12. August 1989 in London (Wembley Stadium) \| \| Ergebnis: 0:1 (0:1) \| \| Zuschauer: 63.149 \| \| Schiedsrichter: Allan Gunn \|                                                                     | FC Liverpool |
| FC Arsenal                                  | John Lukic – Nigel Winterburn, David O’Leary, Gus Caesar (58. Brian Marwood), Tony Adams, Lee Dixon – Paul Merson, Kevin Richardson, Michael Thomas, David Rocastle – Alan Smith (76. Niall Quinn) Cheftrainer: George Graham ( Schottland) | Bruce Grobbelaar – David Burrows, Glenn Hysén, Alan Hansen, Barry Venison – John Barnes, Ronnie Whelan, Steve McMahon, Steve Nicol – Peter Beardsley, Ian Rush Cheftrainer: Kenny Dalglish ( Schottland) | FC Liverpool |
| FC Arsenal                                  | 0:1 Peter Beardsley (32.) | | FC Liverpool |
| 12. August 1989 in London (Wembley Stadium) | | |              |
| Ergebnis: 0:1 (0:1)                         | | |              |
| Zuschauer: 63.149                           | | |              |
| Schiedsrichter: Allan Gunn                  | | |              |

## Jahre 1990 bis 1999
1990 
Die 68. Ausspielung des Wettbewerbs fand zwischen dem Meister der First Division 1989/90, FC Liverpool, und dem Gewinner des FA Cup 1989/90, Manchester United, statt.
| FC Liverpool                                | FC Liverpool | Manchester United | Manchester United | Aufstellung                                      |
| ------------------------------------------- | --- | --- | ----------------- | ------------------------------------------------ |
| FC Liverpool                                | \| 18. August 1990 in London (Wembley Stadium) \| \| Ergebnis: 1:1 (0:1) \| \| Zuschauer: 66.558 \| \| Schiedsrichter: George Courtney \|                                                                                       | \| 18. August 1990 in London (Wembley Stadium) \| \| Ergebnis: 1:1 (0:1) \| \| Zuschauer: 66.558 \| \| Schiedsrichter: George Courtney \|                                                                             | Manchester United | Aufstellung FC Liverpool gegen Manchester United |
| FC Liverpool                                | Bruce Grobbelaar – David Burrows, Glenn Hysén, Gary Ablett, Barry Venison – John Barnes, Ronnie Whelan, Steve McMahon, Ray Houghton – Peter Beardsley (78. Ronny Rosenthal), Ian Rush Cheftrainer: Kenny Dalglish ( Schottland) | Les Sealey – Mal Donaghy, Steve Bruce, Gary Pallister, Denis Irwin – Danny Wallace (25. Mark Robins), Clayton Blackmore, Paul Ince, Mike Phelan – Brian McClair, Mark Hughes Cheftrainer: Alex Ferguson ( Schottland) | Manchester United | Aufstellung FC Liverpool gegen Manchester United |
| FC Liverpool                                | 1:1 John Barnes (51., Elfm.) | 0:1 Clayton Blackmore (44.) | Manchester United | Aufstellung FC Liverpool gegen Manchester United |
| 18. August 1990 in London (Wembley Stadium) | | |                   |                                                  |
| Ergebnis: 1:1 (0:1)                         | | |                   |                                                  |
| Zuschauer: 66.558                           | | |                   |                                                  |
| Schiedsrichter: George Courtney             | | |                   |                                                  |

 1991 
Die 69. Ausspielung des Wettbewerbs fand zwischen dem Meister der First Division 1990/91, FC Arsenal, und dem Gewinner des FA Cup 1990/91, Tottenham Hotspur, statt.
| FC Arsenal                                  | FC Arsenal | Tottenham Hotspur | Tottenham Hotspur |
| ------------------------------------------- | --- | --- | ----------------- |
| FC Arsenal                                  | \| 10. August 1991 in London (Wembley Stadium) \| \| Ergebnis: 0:0 \| \| Zuschauer: 65.483 \| \| Schiedsrichter: Terry Holbrook \| | \| 10. August 1991 in London (Wembley Stadium) \| \| Ergebnis: 0:0 \| \| Zuschauer: 65.483 \| \| Schiedsrichter: Terry Holbrook \|                                                                  | Tottenham Hotspur |
| FC Arsenal                                  | David Seaman – Nigel Winterburn, David O’Leary, Tony Adams, Lee Dixon – David Hillier, David Rocastle (79. Michael Thomas), Paul Davis, Paul Merson – Alan Smith, Kevin Campbell (79. Andrew Cole) Cheftrainer: George Graham ( Schottland) | Erik Thorstvedt – Terry Fenwick, Gary Mabbutt, Pat Van Den Hauwe, Steve Sedgley – David Howells, Paul Stewart, Nayim, Paul Allen, Vinny Samways – Gary Lineker Cheftrainer: Peter Shreeves ( Wales) | Tottenham Hotspur |
| FC Arsenal                                  | David Rocastle | Pat Van Den Hauwe | Tottenham Hotspur |
| 10. August 1991 in London (Wembley Stadium) | | |                   |
| Ergebnis: 0:0                               | | |                   |
| Zuschauer: 65.483                           | | |                   |
| Schiedsrichter: Terry Holbrook              | | |                   |

 1992 
Die 70. Ausspielung des Wettbewerbs fand zwischen dem Meister der First Division 1991/92, Leeds United, und dem Gewinner des FA Cup 1991/92, FC Liverpool, statt.
| Leeds United                               | Leeds United | FC Liverpool | FC Liverpool |
| ------------------------------------------ | --- | --- | ------------ |
| Leeds United                               | \| 8. August 1992 in London (Wembley Stadium) \| \| Ergebnis: 4:3 (2:1) \| \| Zuschauer: 61.291 \| \| Schiedsrichter: David Elleray \|                                                                                         | \| 8. August 1992 in London (Wembley Stadium) \| \| Ergebnis: 4:3 (2:1) \| \| Zuschauer: 61.291 \| \| Schiedsrichter: David Elleray \| | FC Liverpool |
| Leeds United                               | John Lukic – Tony Dorigo, Chris Fairclough, Chris Whyte, Jon Newsome (84. Gordon Strachan) – Gary Speed, David Batty, Gary McAllister, Rod Wallace – Éric Cantona, Lee Chapman (79. Steve Hodge) Cheftrainer: Howard Wilkinson | Bruce Grobbelaar – David Burrows, Mark Wright, Nick Tanner, Mike Marsh (72. Don Hutchison) – Ronny Rosenthal (83. István Kozma), Paul Stewart, Ronnie Whelan, Mark Walters – Dean Saunders, Ian Rush Cheftrainer: Graeme Souness ( Schottland) | FC Liverpool |
| Leeds United                               | 1:0 Éric Cantona (26.) 2:1 Tony Dorigo (43.) 3:2 Éric Cantona (77.) 4:2 Éric Cantona (87.) | 1:1 Ian Rush (34.) 2:2 Dean Saunders (65.) 4:3 Gordon Strachan (89., ET) | FC Liverpool |
| 8. August 1992 in London (Wembley Stadium) | | |              |
| Ergebnis: 4:3 (2:1)                        | | |              |
| Zuschauer: 61.291                          | | |              |
| Schiedsrichter: David Elleray              | | |              |

 1993 
Die 71. Ausspielung des Wettbewerbs fand zwischen dem Meister der Premier League 1992/93, Manchester United, und dem Gewinner des FA Cup 1992/93, FC Arsenal, statt.
| Manchester United                          | Manchester United | FC Arsenal | FC Arsenal | Aufstellung                                    |
| ------------------------------------------ | --- | --- | ---------- | ---------------------------------------------- |
| Manchester United                          | \| 7. August 1993 in London (Wembley Stadium) \| \| Ergebnis: 1:1 (1:1), 5:4 i. E. \| \| Zuschauer: 66.519 \| \| Schiedsrichter: Gerald Ashby \|                                                                           | \| 7. August 1993 in London (Wembley Stadium) \| \| Ergebnis: 1:1 (1:1), 5:4 i. E. \| \| Zuschauer: 66.519 \| \| Schiedsrichter: Gerald Ashby \|                                                                                             | FC Arsenal | Aufstellung Manchester United gegen FC Arsenal |
| Manchester United                          | Peter Schmeichel – Denis Irwin, Steve Bruce , Gary Pallister, Paul Parker – Ryan Giggs (68. Bryan Robson), Paul Ince, Roy Keane, Andrei Kantschelskis – Éric Cantona, Mark Hughes Cheftrainer: Alex Ferguson ( Schottland) | David Seaman – Nigel Winterburn, Andy Linighan, Tony Adams , Lee Dixon (46. Martin Keown) – Anders Limpar (74. Eddie McGoldrick), Paul Davis, Paul Merson, John Jensen – Ian Wright, Kevin Campbell Cheftrainer: George Graham ( Schottland) | FC Arsenal | Aufstellung Manchester United gegen FC Arsenal |
| Manchester United                          | 1:0 Mark Hughes (8.) | 1:1 Ian Wright (40.) | FC Arsenal | Aufstellung Manchester United gegen FC Arsenal |
| Manchester United                          | Elfmeterschießen | | FC Arsenal | Aufstellung Manchester United gegen FC Arsenal |
| Manchester United                          | 1:0 Paul Ince 2:1 Steve Bruce Denis Irwin 3:3 Roy Keane 4:4 Éric Cantona 5:4 Bryan Robson | 1:1 Nigel Winterburn 2:2 John Jensen 2:3 Kevin Campbell 3:4 Paul Merson Ian Wright David Seaman | FC Arsenal | Aufstellung Manchester United gegen FC Arsenal |
| 7. August 1993 in London (Wembley Stadium) | | |            |                                                |
| Ergebnis: 1:1 (1:1), 5:4 i. E.             | | |            |                                                |
| Zuschauer: 66.519                          | | |            |                                                |
| Schiedsrichter: Gerald Ashby               | | |            |                                                |

 1994 
Die 72. Ausspielung des Wettbewerbs fand zwischen dem Double-Gewinner Manchester United, der in der Saison 1993/94 sowohl die Meisterschaft als auch den Pokal gewonnen hatte, und dem Vizemeister Blackburn Rovers statt.
| Manchester United                           | Manchester United | Blackburn Rovers | Blackburn Rovers | Aufstellung                                          |
| ------------------------------------------- | --- | --- | ---------------- | ---------------------------------------------------- |
| Manchester United                           | \| 14. August 1994 in London (Wembley Stadium) \| \| Ergebnis: 2:0 (1:0) \| \| Zuschauer: 60.402 \| \| Schiedsrichter: Philip Don \|                                                                     | \| 14. August 1994 in London (Wembley Stadium) \| \| Ergebnis: 2:0 (1:0) \| \| Zuschauer: 60.402 \| \| Schiedsrichter: Philip Don \|                                                                                  | Blackburn Rovers | Aufstellung Manchester United gegen Blackburn Rovers |
| Manchester United                           | Peter Schmeichel – Lee Sharpe, Steve Bruce , Gary Pallister, David May – Ryan Giggs, Paul Ince, Brian McClair, Andrei Kantschelskis – Éric Cantona, Mark Hughes Cheftrainer: Alex Ferguson ( Schottland) | Tim Flowers – Graeme Le Saux, Tony Gale, Colin Hendry, Henning Berg – Jason Wilcox, Mark Atkins (64. Peter Thorne), Tim Sherwood, Robert Slater – Stuart Ripley, Ian Pearce Cheftrainer: Kenny Dalglish ( Schottland) | Blackburn Rovers | Aufstellung Manchester United gegen Blackburn Rovers |
| Manchester United                           | 1:0 Éric Cantona (22., Elfm.) 2:0 Paul Ince (81.) | | Blackburn Rovers | Aufstellung Manchester United gegen Blackburn Rovers |
| Manchester United                           | Steve Bruce, Lee Sharpe, Ryan Giggs | Colin Hendry, Graeme Le Saux, Tim Sherwood, Jason Wilcox | Blackburn Rovers | Aufstellung Manchester United gegen Blackburn Rovers |
| 14. August 1994 in London (Wembley Stadium) | | |                  |                                                      |
| Ergebnis: 2:0 (1:0)                         | | |                  |                                                      |
| Zuschauer: 60.402                           | | |                  |                                                      |
| Schiedsrichter: Philip Don                  | | |                  |                                                      |

 1995 
Die 73. Ausspielung des Wettbewerbs fand zwischen dem Meister der Premier League 1994/95, Blackburn Rovers, und dem Gewinner des FA Cup 1994/95, FC Everton, statt.
| Blackburn Rovers                            | Blackburn Rovers | FC Everton | FC Everton |
| ------------------------------------------- | --- | --- | ---------- |
| Blackburn Rovers                            | \| 13. August 1995 in London (Wembley Stadium) \| \| Ergebnis: 0:1 (0:0) \| \| Zuschauer: 40.149 \| \| Schiedsrichter: Dermot Gallagher \|                                                                                               | \| 13. August 1995 in London (Wembley Stadium) \| \| Ergebnis: 0:1 (0:0) \| \| Zuschauer: 40.149 \| \| Schiedsrichter: Dermot Gallagher \|                                                                     | FC Everton |
| Blackburn Rovers                            | Tim Flowers – Graeme Le Saux, Chris Sutton, Ian Pearce, Jeff Kenna (31. Mark Atkins) – Kevin Gallacher (80. Nicky Marker), David Batty, Tim Sherwood, Stuart Ripley (68. Lee Makel) – Mike Newell, Alan Shearer Cheftrainer: Ray Harford | Neville Southall – Andy Hinchcliffe, Gary Ablett, David Unsworth, Earl Barrett – Anders Limpar, Joe Parkinson, Barry Horne, Tony Grant (46. Dave Watson) – Vinny Samways – Paul Rideout Cheftrainer: Joe Royle | FC Everton |
| Blackburn Rovers                            | 0:1 Vinny Samways (57.) | | FC Everton |
| 13. August 1995 in London (Wembley Stadium) | | |            |
| Ergebnis: 0:1 (0:0)                         | | |            |
| Zuschauer: 40.149                           | | |            |
| Schiedsrichter: Dermot Gallagher            | | |            |

 1996 
Die 74. Ausspielung des Wettbewerbs fand zwischen dem Double-Gewinner Manchester United, der in der Saison 1995/96 sowohl die Meisterschaft als auch den Pokal gewonnen hatte, und dem Vizemeister Newcastle United statt.
| Manchester United                           | Manchester United | Newcastle United | Newcastle United | Aufstellung                                          |
| ------------------------------------------- | --- | --- | ---------------- | ---------------------------------------------------- |
| Manchester United                           | \| 11. August 1996 in London (Wembley Stadium) \| \| Ergebnis: 4:0 (2:0) \| \| Zuschauer: 73.214 \| \| Schiedsrichter: Paul Durkin \| | \| 11. August 1996 in London (Wembley Stadium) \| \| Ergebnis: 4:0 (2:0) \| \| Zuschauer: 73.214 \| \| Schiedsrichter: Paul Durkin \| | Newcastle United | Aufstellung Manchester United gegen Newcastle United |
| Manchester United                           | Peter Schmeichel – Denis Irwin (46. Gary Neville), David May, Gary Pallister, Phil Neville – Ryan Giggs, Roy Keane, Nicky Butt (41. Karel Poborský), David Beckham – Paul Scholes (65. Jordi Cruyff), Éric Cantona Cheftrainer: Alex Ferguson ( Schottland) | Pavel Srníček – John Beresford, Darren Peacock, Philippe Albert, Steve Watson – David Ginola (77. Keith Gillespie), David Batty, Rob Lee, Peter Beardsley (75. Faustino Asprilla) – Alan Shearer, Les Ferdinand Cheftrainer: Kevin Keegan | Newcastle United | Aufstellung Manchester United gegen Newcastle United |
| Manchester United                           | 1:0 Éric Cantona (24.) 2:0 Nicky Butt (30.) 3:0 David Beckham (85.) 4:0 Roy Keane (87.) | | Newcastle United | Aufstellung Manchester United gegen Newcastle United |
| Manchester United                           | Roy Keane (40.), Éric Cantona (65.) | Philippe Albert (16.) | Newcastle United | Aufstellung Manchester United gegen Newcastle United |
| 11. August 1996 in London (Wembley Stadium) | | |                  |                                                      |
| Ergebnis: 4:0 (2:0)                         | | |                  |                                                      |
| Zuschauer: 73.214                           | | |                  |                                                      |
| Schiedsrichter: Paul Durkin                 | | |                  |                                                      |

 1997 
Die 75. Ausspielung des Wettbewerbs fand zwischen dem Meister der Premier League 1996/97, Manchester United, und dem Gewinner des FA Cup 1996/97, FC Chelsea, statt.
| Manchester United                          | Manchester United | FC Chelsea | FC Chelsea | Aufstellung                                    |
| ------------------------------------------ | --- | --- | ---------- | ---------------------------------------------- |
| Manchester United                          | \| 3. August 1997 in London (Wembley Stadium) \| \| Ergebnis: 1:1 (0:0), 4:2 i. E. \| \| Zuschauer: 73.636 \| \| Schiedsrichter: Peter Jones \|                                                                                                | \| 3. August 1997 in London (Wembley Stadium) \| \| Ergebnis: 1:1 (0:0), 4:2 i. E. \| \| Zuschauer: 73.636 \| \| Schiedsrichter: Peter Jones \| | FC Chelsea | Aufstellung Manchester United gegen FC Chelsea |
| Manchester United                          | Peter Schmeichel – Denis Irwin, Ronny Johnsen, Gary Pallister, Phil Neville – Ryan Giggs (72. David Beckham), Roy Keane , Paul Scholes, Nicky Butt – Andrew Cole, Teddy Sheringham (72. Jordi Cruyff) Cheftrainer: Alex Ferguson ( Schottland) | Ed de Goey – Danny Granville, Frank Lebœuf, Steve Clarke, Frank Sinclair – Gustavo Poyet, Roberto Di Matteo, Dennis Wise , Jody Morris (46. Dan Petrescu) – Gianfranco Zola, Mark Hughes (77. Gianluca Vialli) Cheftrainer: Ruud Gullit ( Niederlande) | FC Chelsea | Aufstellung Manchester United gegen FC Chelsea |
| Manchester United                          | 1:1 Ronny Johnsen (58.) | 0:1 Mark Hughes (52.) | FC Chelsea | Aufstellung Manchester United gegen FC Chelsea |
| Manchester United                          | Elfmeterschießen | | FC Chelsea | Aufstellung Manchester United gegen FC Chelsea |
| Manchester United                          | 1:0 Paul Scholes 2:1 Denis Irwin 3:1 Roy Keane 4:2 Nicky Butt | Frank Sinclair 1:1 Gianfranco Zola Roberto Di Matteo 3:2 Frank Lebœuf | FC Chelsea | Aufstellung Manchester United gegen FC Chelsea |
| Manchester United                          | Teddy Sheringham (43.) | Frank Sinclair (26.), Dennis Wise (30.), Dan Petrescu (90.) | FC Chelsea | Aufstellung Manchester United gegen FC Chelsea |
| 3. August 1997 in London (Wembley Stadium) | | |            |                                                |
| Ergebnis: 1:1 (0:0), 4:2 i. E.             | | |            |                                                |
| Zuschauer: 73.636                          | | |            |                                                |
| Schiedsrichter: Peter Jones                | | |            |                                                |

 1998 
Die 76. Ausspielung des Wettbewerbs fand zwischen dem Double-Gewinner FC Arsenal, der in der Saison 1997/98 sowohl die Meisterschaft als auch den Pokal gewonnen hatte, und dem Vizemeister Manchester United statt.
| FC Arsenal                                 | FC Arsenal | Manchester United | Manchester United | Aufstellung                                    |
| ------------------------------------------ | --- | --- | ----------------- | ---------------------------------------------- |
| FC Arsenal                                 | \| 9. August 1998 in London (Wembley Stadium) \| \| Ergebnis: 3:0 (1:0) \| \| Zuschauer: 67.342 \| \| Schiedsrichter: Graham Poll \| | \| 9. August 1998 in London (Wembley Stadium) \| \| Ergebnis: 3:0 (1:0) \| \| Zuschauer: 67.342 \| \| Schiedsrichter: Graham Poll \| | Manchester United | Aufstellung FC Arsenal gegen Manchester United |
| FC Arsenal                                 | David Seaman – Nigel Winterburn, Martin Keown, Tony Adams (80. Steve Bould), Lee Dixon – Marc Overmars (67. Stephen Hughes), Emmanuel Petit (73. Luís Boa Morte), Patrick Vieira (84. Gilles Grimandi), Ray Parlour – Nicolas Anelka, Dennis Bergkamp (46. Christopher Wreh) Cheftrainer: Arsène Wenger ( Frankreich) | Peter Schmeichel – Denis Irwin, Ronny Johnsen, Jaap Stam, Gary Neville – Ryan Giggs (70. Jordi Cruyff), Roy Keane (76. Henning Berg), Nicky Butt (53. Ole Gunnar Solskjær), David Beckham – Paul Scholes (70. Phil Neville), Andrew Cole (70. Teddy Sheringham) Cheftrainer: Alex Ferguson ( Schottland) | Manchester United | Aufstellung FC Arsenal gegen Manchester United |
| FC Arsenal                                 | 1:0 Marc Overmars (34.) 2:0 Christopher Wreh (57.) 3:0 Nicolas Anelka (72.) | | Manchester United | Aufstellung FC Arsenal gegen Manchester United |
| FC Arsenal                                 | Martin Keown (22.), Lee Dixon (81.) | Gary Neville (3.), Denis Irwin (26.), Phil Neville (79.) | Manchester United | Aufstellung FC Arsenal gegen Manchester United |
| 9. August 1998 in London (Wembley Stadium) | | |                   |                                                |
| Ergebnis: 3:0 (1:0)                        | | |                   |                                                |
| Zuschauer: 67.342                          | | |                   |                                                |
| Schiedsrichter: Graham Poll                | | |                   |                                                |

 1999 
Die 77. Ausspielung des Wettbewerbs fand zwischen dem Triple-Gewinner Manchester United, der in der Saison 1998/99 sowohl die Meisterschaft als auch den Pokal gewonnen hatte, und dem Vizemeister FC Arsenal statt.
| Manchester United                          | Manchester United | FC Arsenal | FC Arsenal | Aufstellung                                    |
| ------------------------------------------ | --- | --- | ---------- | ---------------------------------------------- |
| Manchester United                          | \| 1. August 1999 in London (Wembley Stadium) \| \| Ergebnis: 1:2 (1:0) \| \| Zuschauer: 70.185 \| \| Schiedsrichter: Graham Barber \| | \| 1. August 1999 in London (Wembley Stadium) \| \| Ergebnis: 1:2 (1:0) \| \| Zuschauer: 70.185 \| \| Schiedsrichter: Graham Barber \| | FC Arsenal | Aufstellung Manchester United gegen FC Arsenal |
| Manchester United                          | Mark Bosnich – Denis Irwin, Henning Berg, Jaap Stam (46. David May), Phil Neville – Jordi Cruyff (62. Ole Gunnar Solskjær), Paul Scholes, Nicky Butt (81. Teddy Sheringham), David Beckham – Andrew Cole, Dwight Yorke Cheftrainer: Alex Ferguson ( Schottland) | Alexander Manninger – Nigel Winterburn, Martin Keown, Gilles Grimandi, Lee Dixon – Sylvinho (64. Luís Boa Morte), Emmanuel Petit, Patrick Vieira, Ray Parlour (88. Oleh Luschnyj) – Freddie Ljungberg, Nwankwo Kanu Cheftrainer: Arsène Wenger ( Frankreich) | FC Arsenal | Aufstellung Manchester United gegen FC Arsenal |
| Manchester United                          | 1:0 Dwight Yorke (36.) | 1:1 Nwankwo Kanu (67., Elfm.) 1:2 Ray Parlour (78.) | FC Arsenal | Aufstellung Manchester United gegen FC Arsenal |
| Manchester United                          | David Beckham (21.), Nicky Butt (25.) | Martin Keown (25.), Patrick Vieira (25.) | FC Arsenal | Aufstellung Manchester United gegen FC Arsenal |
| 1. August 1999 in London (Wembley Stadium) | | |            |                                                |
| Ergebnis: 1:2 (1:0)                        | | |            |                                                |
| Zuschauer: 70.185                          | | |            |                                                |
| Schiedsrichter: Graham Barber              | | |            |                                                |

## Jahre 2000 bis 2009
2000 
Die 78. Ausspielung des Wettbewerbs fand zwischen dem Meister der Premier League 1999/2000, Manchester United, und dem Gewinner des FA Cup 1999/2000, FC Chelsea, statt.
| Manchester United                           | Manchester United | FC Chelsea | FC Chelsea | Aufstellung                                    |
| ------------------------------------------- | --- | --- | ---------- | ---------------------------------------------- |
| Manchester United                           | \| 13. August 2000 in London (Wembley Stadium) \| \| Ergebnis: 0:2 (0:1) \| \| Zuschauer: 65.148 \| \| Schiedsrichter: Mike Riley \| | \| 13. August 2000 in London (Wembley Stadium) \| \| Ergebnis: 0:2 (0:1) \| \| Zuschauer: 65.148 \| \| Schiedsrichter: Mike Riley \| | FC Chelsea | Aufstellung Manchester United gegen FC Chelsea |
| Manchester United                           | Fabien Barthez – Denis Irwin, Mikaël Silvestre (19. Jaap Stam), Ronny Johnsen, Gary Neville – Ryan Giggs (78. Quinton Fortune), Paul Scholes, Roy Keane , David Beckham – Ole Gunnar Solskjær (70. Andrew Cole), Teddy Sheringham (70. Dwight Yorke) Cheftrainer: Alex Ferguson ( Schottland) | Ed de Goey – Celestine Babayaro, Frank Lebœuf, Marcel Desailly, Mario Melchiot – Gustavo Poyet (77. Graeme Le Saux), Roberto Di Matteo (70. Jody Morris), Dennis Wise , Mario Stanić – Gianfranco Zola (73. Eiður Guðjohnsen), Jimmy Floyd Hasselbaink Cheftrainer: Gianluca Vialli ( Italien) | FC Chelsea | Aufstellung Manchester United gegen FC Chelsea |
| Manchester United                           | 0:1 Jimmy Floyd Hasselbaink (22.) 0:2 Mario Melchiot (73.) | | FC Chelsea | Aufstellung Manchester United gegen FC Chelsea |
| Manchester United                           | Paul Scholes (81.) | | FC Chelsea | Aufstellung Manchester United gegen FC Chelsea |
| Manchester United                           | Roy Keane (62.) | | FC Chelsea | Aufstellung Manchester United gegen FC Chelsea |
| 13. August 2000 in London (Wembley Stadium) | | |            |                                                |
| Ergebnis: 0:2 (0:1)                         | | |            |                                                |
| Zuschauer: 65.148                           | | |            |                                                |
| Schiedsrichter: Mike Riley                  | | |            |                                                |

 2001 
Die 79. Ausspielung des Wettbewerbs fand zwischen dem Meister der Premier League 2000/01, Manchester United, und dem Gewinner des FA Cup 2000/01, FC Liverpool, statt.
| Manchester United                               | Manchester United | FC Liverpool | FC Liverpool | Aufstellung                                      |
| ----------------------------------------------- | --- | --- | ------------ | ------------------------------------------------ |
| Manchester United                               | \| 12. August 2001 in Cardiff (Millennium Stadium) \| \| Ergebnis: 1:2 (0:2) \| \| Zuschauer: 70.227 \| \| Schiedsrichter: Andy D’Urso \|                                                                                  | \| 12. August 2001 in Cardiff (Millennium Stadium) \| \| Ergebnis: 1:2 (0:2) \| \| Zuschauer: 70.227 \| \| Schiedsrichter: Andy D’Urso \| | FC Liverpool | Aufstellung Manchester United gegen FC Liverpool |
| Manchester United                               | Fabien Barthez – Denis Irwin, Mikaël Silvestre, Jaap Stam, Gary Neville – Ryan Giggs, Nicky Butt (66. Dwight Yorke), Roy Keane, David Beckham – Paul Scholes, Ruud van Nistelrooy Cheftrainer: Alex Ferguson ( Schottland) | Sander Westerveld – John Arne Riise (84. Jamie Carragher), Sami Hyypiä, Stéphane Henchoz, Markus Babbel – Nick Barmby (72. Igor Bišćan), Gary McAllister, Dietmar Hamann, Danny Murphy (72. Patrik Berger) – Emile Heskey, Michael Owen Cheftrainer: Gérard Houllier ( Frankreich) | FC Liverpool | Aufstellung Manchester United gegen FC Liverpool |
| Manchester United                               | 1:2 Ruud van Nistelrooy (51.) | 0:1 Gary McAllister (2., Elfm.) 0:2 Michael Owen (16.) | FC Liverpool | Aufstellung Manchester United gegen FC Liverpool |
| Manchester United                               | Paul Scholes (17.) | Danny Murphy (35.) | FC Liverpool | Aufstellung Manchester United gegen FC Liverpool |
| 12. August 2001 in Cardiff (Millennium Stadium) | | |              |                                                  |
| Ergebnis: 1:2 (0:2)                             | | |              |                                                  |
| Zuschauer: 70.227                               | | |              |                                                  |
| Schiedsrichter: Andy D’Urso                     | | |              |                                                  |

 2002 
Die 80. Ausspielung des Wettbewerbs fand zwischen dem Double-Gewinner FC Arsenal, der in der Saison 2001/02 sowohl die Meisterschaft als auch den Pokal gewonnen hatte, und dem Vizemeister FC Liverpool statt.
| FC Arsenal                                      | FC Arsenal | FC Liverpool | FC Liverpool |
| ----------------------------------------------- | --- | --- | ------------ |
| FC Arsenal                                      | \| 11. August 2002 in Cardiff (Millennium Stadium) \| \| Ergebnis: 1:0 (0:0) \| \| Zuschauer: 67.337 \| \| Schiedsrichter: Alan Wiley \|                                                                                           | \| 11. August 2002 in Cardiff (Millennium Stadium) \| \| Ergebnis: 1:0 (0:0) \| \| Zuschauer: 67.337 \| \| Schiedsrichter: Alan Wiley \| | FC Liverpool |
| FC Arsenal                                      | David Seaman – Ashley Cole, Martin Keown, Sol Campbell, Lauren – Sylvain Wiltord, Edu (46. Gilberto Silva), Patrick Vieira, Ray Parlour – Thierry Henry, Dennis Bergkamp (85. Kolo Touré) Cheftrainer: Arsène Wenger ( Frankreich) | Jerzy Dudek – Djimi Traoré (88. Bruno Cheyrou), Sami Hyypiä, Stéphane Henchoz, Abel Xavier (78. Markus Babbel) – John Arne Riise, Steven Gerrard, Dietmar Hamann (67. Danny Murphy), El Hadji Diouf – Emile Heskey (74. Milan Baroš), Michael Owen (85. Vladimír Šmicer) Cheftrainer: Gérard Houllier ( Frankreich) | FC Liverpool |
| FC Arsenal                                      | 1:0 Gilberto Silva (69.) | | FC Liverpool |
| 11. August 2002 in Cardiff (Millennium Stadium) | | |              |
| Ergebnis: 1:0 (0:0)                             | | |              |
| Zuschauer: 67.337                               | | |              |
| Schiedsrichter: Alan Wiley                      | | |              |

 2003 
Die 81. Ausspielung des Wettbewerbs fand zwischen dem Meister der Premier League 2002/03, Manchester United, und dem Gewinner des FA Cup 2002/03, FC Arsenal, statt.
| Manchester United                               | Manchester United | FC Arsenal | FC Arsenal | Aufstellung                                    |
| ----------------------------------------------- | --- | --- | ---------- | ---------------------------------------------- |
| Manchester United                               | \| 10. August 2003 in Cardiff (Millennium Stadium) \| \| Ergebnis: 1:1 (1:1), 4:3 i. E. \| \| Zuschauer: 59.293 \| \| Schiedsrichter: Steve Bennett \| | \| 10. August 2003 in Cardiff (Millennium Stadium) \| \| Ergebnis: 1:1 (1:1), 4:3 i. E. \| \| Zuschauer: 59.293 \| \| Schiedsrichter: Steve Bennett \| | FC Arsenal | Aufstellung Manchester United gegen FC Arsenal |
| Manchester United                               | Tim Howard – Quinton Fortune (69. John O’Shea), Mikaël Silvestre, Rio Ferdinand, Phil Neville (78. Diego Forlán) – Ryan Giggs, Nicky Butt (61. Éric Djemba-Djemba), Roy Keane , Ole Gunnar Solskjær – Paul Scholes – Ruud van Nistelrooy Cheftrainer: Alex Ferguson ( Schottland) | Jens Lehmann – Ashley Cole, Kolo Touré, Sol Campbell, Lauren – Freddie Ljungberg (65. Giovanni van Bronckhorst), Gilberto Silva (60. Edu), Patrick Vieira , Ray Parlour (45. Sylvain Wiltord) – Thierry Henry (45. Robert Pires), Dennis Bergkamp (60. Francis Jeffers) Cheftrainer: Arsène Wenger ( Frankreich) | FC Arsenal | Aufstellung Manchester United gegen FC Arsenal |
| Manchester United                               | 1:0 Mikaël Silvestre (15.) | 1:1 Thierry Henry (20.) | FC Arsenal | Aufstellung Manchester United gegen FC Arsenal |
| Manchester United                               | Elfmeterschießen | | FC Arsenal | Aufstellung Manchester United gegen FC Arsenal |
| Manchester United                               | 1:0 Paul Scholes 2:1 Rio Ferdinand Ruud van Nistelrooy 3:2 Ole Gunnar Solskjær 4:3 Diego Forlán | 1:1 Edu Giovanni van Bronckhorst 2:2 Sylvain Wiltord 3:3 Lauren Robert Pires | FC Arsenal | Aufstellung Manchester United gegen FC Arsenal |
| Manchester United                               | Phil Neville (1.), Paul Scholes (53.), Quinton Fortune (59.) | Ashley Cole (2.), Patrick Vieira (52.) | FC Arsenal | Aufstellung Manchester United gegen FC Arsenal |
| Manchester United                               | Francis Jeffers (72.) | | FC Arsenal | Aufstellung Manchester United gegen FC Arsenal |
| 10. August 2003 in Cardiff (Millennium Stadium) | | |            |                                                |
| Ergebnis: 1:1 (1:1), 4:3 i. E.                  | | |            |                                                |
| Zuschauer: 59.293                               | | |            |                                                |
| Schiedsrichter: Steve Bennett                   | | |            |                                                |

 2004 
Die 82. Ausspielung des Wettbewerbs fand zwischen dem Meister der Premier League 2003/04, FC Arsenal, und dem Gewinner des FA Cup 2003/04, Manchester United, statt.
| FC Arsenal                                     | FC Arsenal | Manchester United | Manchester United | Aufstellung                                    |
| ---------------------------------------------- | --- | --- | ----------------- | ---------------------------------------------- |
| FC Arsenal                                     | \| 8. August 2004 in Cardiff (Millennium Stadium) \| \| Ergebnis: 3:1 (0:0) \| \| Zuschauer: 63.317 \| \| Schiedsrichter: Mike Dean \| | \| 8. August 2004 in Cardiff (Millennium Stadium) \| \| Ergebnis: 3:1 (0:0) \| \| Zuschauer: 63.317 \| \| Schiedsrichter: Mike Dean \| | Manchester United | Aufstellung FC Arsenal gegen Manchester United |
| FC Arsenal                                     | Jens Lehmann – Ashley Cole, Kolo Touré, Pascal Cygan, Lauren – José Antonio Reyes (79. Justin Hoyte), Gilberto Silva, Cesc Fàbregas (87. Sebastian Svärd), Jermaine Pennant – Thierry Henry (46. Robin van Persie), Dennis Bergkamp (62. Jérémie Aliadière; 69. Gaël Clichy) Cheftrainer: Arsène Wenger ( Frankreich) | Tim Howard – Quinton Fortune (51. Phil Neville), Mikaël Silvestre, John O’Shea (82. Jonathan Spector), Gary Neville – Ryan Giggs (51. Diego Forlán), Éric Djemba-Djemba, Roy Keane (51. Darren Fletcher), David Bellion – Paul Scholes (74. Chris Eagles) – Alan Smith (74. Kieran Richardson) Cheftrainer: Alex Ferguson ( Schottland) | Manchester United | Aufstellung FC Arsenal gegen Manchester United |
| FC Arsenal                                     | 1:0 Gilberto Silva (50.) 2:1 José Antonio Reyes (58.) 3:1 Mikaël Silvestre (79., ET) | 1:1 Alan Smith (55.) | Manchester United | Aufstellung FC Arsenal gegen Manchester United |
| FC Arsenal                                     | Ashley Cole | Phil Neville, Éric Djemba-Djemba | Manchester United | Aufstellung FC Arsenal gegen Manchester United |
| 8. August 2004 in Cardiff (Millennium Stadium) | | |                   |                                                |
| Ergebnis: 3:1 (0:0)                            | | |                   |                                                |
| Zuschauer: 63.317                              | | |                   |                                                |
| Schiedsrichter: Mike Dean                      | | |                   |                                                |

 2005 
Die 83. Ausspielung des Wettbewerbs fand zwischen dem Meister der Premier League 2004/05, FC Chelsea, und dem Gewinner des FA Cup 2004/05, FC Arsenal, statt.
| FC Chelsea                                     | FC Chelsea | FC Arsenal | FC Arsenal |
| ---------------------------------------------- | --- | --- | ---------- |
| FC Chelsea                                     | \| 7. August 2005 in Cardiff (Millennium Stadium) \| \| Ergebnis: 2:1 (1:0) \| \| Zuschauer: 58.014 \| \| Schiedsrichter: Howard Webb \| | \| 7. August 2005 in Cardiff (Millennium Stadium) \| \| Ergebnis: 2:1 (1:0) \| \| Zuschauer: 58.014 \| \| Schiedsrichter: Howard Webb \| | FC Arsenal |
| FC Chelsea                                     | Petr Čech – Asier del Horno, William Gallas, John Terry , Paulo Ferreira – Claude Makélélé, Eiður Guðjohnsen (59. Tiago), Frank Lampard (90. Geremi) – Damien Duff (74. Joe Cole), Didier Drogba (59. Hernán Crespo), Arjen Robben (69. Shaun Wright-Phillips) Cheftrainer: José Mourinho ( Portugal) | Jens Lehmann – Ashley Cole, Kolo Touré, Philippe Senderos (72. Pascal Cygan), Lauren (78. Justin Hoyte) – Robert Pirès (46. Aljaksandr Hleb), Mathieu Flamini (46. Gilberto Silva), Cesc Fàbregas, Freddie Ljungberg (72. José Antonio Reyes) – Thierry Henry, Dennis Bergkamp (46. Robin van Persie) Cheftrainer: Arsène Wenger ( Frankreich) | FC Arsenal |
| FC Chelsea                                     | 1:0 Didier Drogba (8.) 2:0 Didier Drogba (58.) | 2:1 Cesc Fàbregas (64.) | FC Arsenal |
| FC Chelsea                                     | Claude Makélélé (24.), Frank Lampard (82.) | Cesc Fàbregas (24.) | FC Arsenal |
| 7. August 2005 in Cardiff (Millennium Stadium) | | |            |
| Ergebnis: 2:1 (1:0)                            | | |            |
| Zuschauer: 58.014                              | | |            |
| Schiedsrichter: Howard Webb                    | | |            |

 2006 
Die 84. Ausspielung des Wettbewerbs fand zwischen dem Meister der Premier League 2005/06, FC Chelsea, und dem Gewinner des FA Cup 2005/06, FC Liverpool, statt.
| FC Chelsea                                      | FC Chelsea | FC Liverpool | FC Liverpool | Aufstellung                               |
| ----------------------------------------------- | --- | --- | ------------ | ----------------------------------------- |
| FC Chelsea                                      | \| 13. August 2006 in Cardiff (Millennium Stadium) \| \| Ergebnis: 1:2 (1:1) \| \| Zuschauer: 56.275 \| \| Schiedsrichter: Martin Atkinson \| | \| 13. August 2006 in Cardiff (Millennium Stadium) \| \| Ergebnis: 1:2 (1:1) \| \| Zuschauer: 56.275 \| \| Schiedsrichter: Martin Atkinson \| | FC Liverpool | Aufstellung FC Chelsea gegen FC Liverpool |
| FC Chelsea                                      | Carlo Cudicini – Paulo Ferreira (81. John Obi Mikel), Ricardo Carvalho, John Terry , Geremi (53. Wayne Bridge) – Michael Essien, Frank Lampard, Michael Ballack (26. Salomon Kalou) – Arjen Robben (62. Lass), Didier Drogba (71. Shaun Wright-Phillips), Andrij Schewtschenko Cheftrainer: José Mourinho ( Portugal) | Pepe Reina – John Arne Riise, Jamie Carragher , Daniel Agger, Steve Finnan – Mark González (56. Fábio Aurélio), Boudewijn Zenden (60. Steven Gerrard), Mohamed Sissoko, Jermaine Pennant (60. Xabi Alonso) – Luis García (66. Craig Bellamy) – Peter Crouch (89. Florent Sinama-Pongolle) Cheftrainer: Rafael Benítez ( Spanien) | FC Liverpool | Aufstellung FC Chelsea gegen FC Liverpool |
| FC Chelsea                                      | 1:1 Andrij Schewtschenko (44.) | 0:1 John Arne Riise (9.) 1:2 Peter Crouch (80.) | FC Liverpool | Aufstellung FC Chelsea gegen FC Liverpool |
| FC Chelsea                                      | Michael Ballack (7.), Frank Lampard (15.), Lass (68.) | Xabi Alonso (60.) | FC Liverpool | Aufstellung FC Chelsea gegen FC Liverpool |
| 13. August 2006 in Cardiff (Millennium Stadium) | | |              |                                           |
| Ergebnis: 1:2 (1:1)                             | | |              |                                           |
| Zuschauer: 56.275                               | | |              |                                           |
| Schiedsrichter: Martin Atkinson                 | | |              |                                           |

 2007 
Die 85. Ausspielung des Wettbewerbs fand zwischen dem Meister der Premier League 2006/07, Manchester United, und dem Gewinner des FA Cup 2006/07, FC Chelsea, statt.
| Manchester United                          | Manchester United | FC Chelsea | FC Chelsea | Aufstellung                                    |
| ------------------------------------------ | --- | --- | ---------- | ---------------------------------------------- |
| Manchester United                          | \| 5. August 2007 in London (Wembley Stadium) \| \| Ergebnis: 1:1 (1:1), 3:0 i. E. \| \| Zuschauer: 80.731 \| \| Schiedsrichter: Mark Halsey \| | \| 5. August 2007 in London (Wembley Stadium) \| \| Ergebnis: 1:1 (1:1), 3:0 i. E. \| \| Zuschauer: 80.731 \| \| Schiedsrichter: Mark Halsey \| | FC Chelsea | Aufstellung Manchester United gegen FC Chelsea |
| Manchester United                          | Edwin van der Sar – Mikaël Silvestre (68. Nani), Nemanja Vidić, Rio Ferdinand, Wes Brown – Patrice Evra, Michael Carrick, John O’Shea, Cristiano Ronaldo – Ryan Giggs (81. Darren Fletcher) – Wayne Rooney Cheftrainer: Alex Ferguson ( Schottland) | Petr Čech – Ashley Cole (68. Lassana Diarra), Ricardo Carvalho, Tal Ben Haim, Glen Johnson (78. Steve Sidwell) – Michael Essien, John Obi Mikel, Frank Lampard – Florent Malouda (52. Claudio Pizarro), Joe Cole (82. Scott Sinclair), Shaun Wright-Phillips Cheftrainer: José Mourinho ( Portugal) | FC Chelsea | Aufstellung Manchester United gegen FC Chelsea |
| Manchester United                          | 1:0 Ryan Giggs (35.) | 1:1 Florent Malouda (45.) | FC Chelsea | Aufstellung Manchester United gegen FC Chelsea |
| Manchester United                          | Elfmeterschießen | | FC Chelsea | Aufstellung Manchester United gegen FC Chelsea |
| Manchester United                          | 1:0 Rio Ferdinand 2:0 Michael Carrick 3:0 Wayne Rooney | Claudio Pizarro Frank Lampard Shaun Wright-Phillips | FC Chelsea | Aufstellung Manchester United gegen FC Chelsea |
| Manchester United                          | Wayne Rooney (45.+3') | Tal Ben Haim (33.), Ricardo Carvalho (63.), John Obi Mikel (90.+1') | FC Chelsea | Aufstellung Manchester United gegen FC Chelsea |
| 5. August 2007 in London (Wembley Stadium) | | |            |                                                |
| Ergebnis: 1:1 (1:1), 3:0 i. E.             | | |            |                                                |
| Zuschauer: 80.731                          | | |            |                                                |
| Schiedsrichter: Mark Halsey                | | |            |                                                |

 2008 
Die 86. Ausspielung des Wettbewerbs fand zwischen dem Meister der Premier League 2007/08, Manchester United, und dem Gewinner des FA Cup 2007/08, FC Portsmouth, statt.
| Manchester United                           | Manchester United | FC Portsmouth | FC Portsmouth | Aufstellung                                       |
| ------------------------------------------- | --- | --- | ------------- | ------------------------------------------------- |
| Manchester United                           | \| 10. August 2008 in London (Wembley Stadium) \| \| Ergebnis: 0:0, 3:1 i. E. \| \| Zuschauer: 84.808 \| \| Schiedsrichter: Peter Walton \| | \| 10. August 2008 in London (Wembley Stadium) \| \| Ergebnis: 0:0, 3:1 i. E. \| \| Zuschauer: 84.808 \| \| Schiedsrichter: Peter Walton \| | FC Portsmouth | Aufstellung Manchester United gegen FC Portsmouth |
| Manchester United                           | Edwin van der Sar – Patrice Evra, Nemanja Vidić, Rio Ferdinand, Gary Neville (66. Wes Brown) – Nani (79. Fraizer Campbell), Paul Scholes, John O’Shea (66. Michael Carrick), Darren Fletcher – Ryan Giggs – Carlos Tévez Cheftrainer: Alex Ferguson ( Schottland) | David James – Hermann Hreiðarsson (79. Lauren), Sol Campbell , Sylvain Distin, Glen Johnson – Niko Kranjčar (60. John Utaka), Lassana Diarra, Pedro Mendes (75. Arnold Mvuemba), Papa Bouba Diop – Peter Crouch, Jermain Defoe Cheftrainer: Harry Redknapp | FC Portsmouth | Aufstellung Manchester United gegen FC Portsmouth |
| Manchester United                           | Elfmeterschießen | | FC Portsmouth | Aufstellung Manchester United gegen FC Portsmouth |
| Manchester United                           | 1:0 Carlos Tévez 2:1 Ryan Giggs 3:1 Michael Carrick | Lassana Diarra 1:1 Jermain Defoe Arnold Mvuemba Glen Johnson | FC Portsmouth | Aufstellung Manchester United gegen FC Portsmouth |
| Manchester United                           | Nemanja Vidić (45.), Gary Neville (61.) | Sylvain Distin (37.) | FC Portsmouth | Aufstellung Manchester United gegen FC Portsmouth |
| 10. August 2008 in London (Wembley Stadium) | | |               |                                                   |
| Ergebnis: 0:0, 3:1 i. E.                    | | |               |                                                   |
| Zuschauer: 84.808                           | | |               |                                                   |
| Schiedsrichter: Peter Walton                | | |               |                                                   |

 2009 
Die 87. Ausspielung des Wettbewerbs fand zwischen dem Meister der Premier League 2008/09, Manchester United, und dem Gewinner des FA Cup 2008/09, FC Chelsea, statt.
| Manchester United                          | Manchester United | FC Chelsea | FC Chelsea | Aufstellung                                    |
| ------------------------------------------ | --- | --- | ---------- | ---------------------------------------------- |
| Manchester United                          | \| 9. August 2009 in London (Wembley Stadium) \| \| Ergebnis: 2:2 (1:0), 1:4 i. E. \| \| Zuschauer: 85.896 \| \| Schiedsrichter: Chris Foy \| | \| 9. August 2009 in London (Wembley Stadium) \| \| Ergebnis: 2:2 (1:0), 1:4 i. E. \| \| Zuschauer: 85.896 \| \| Schiedsrichter: Chris Foy \| | FC Chelsea | Aufstellung Manchester United gegen FC Chelsea |
| Manchester United                          | Ben Foster – Patrice Evra, Jonny Evans, Rio Ferdinand , John O’Shea (75. Fábio) – Park Ji-sung (75. Ryan Giggs), Michael Carrick, Darren Fletcher (75. Paul Scholes), Nani (63. Antonio Valencia) – Dimitar Berbatow (75. Michael Owen), Wayne Rooney Cheftrainer: Alex Ferguson ( Schottland) | Petr Čech – Ashley Cole, Ricardo Carvalho, John Terry , Branislav Ivanović (46. José Bosingwa) – John Obi Mikel (65. Michael Ballack), Florent Malouda (78. Deco), Michael Essien, Frank Lampard – Nicolas Anelka (84. Salomon Kalou), Didier Drogba Cheftrainer: Carlo Ancelotti ( Italien) | FC Chelsea | Aufstellung Manchester United gegen FC Chelsea |
| Manchester United                          | 1:0 Nani (10.) 2:2 Wayne Rooney (90.+2') | 1:1 Ricardo Carvalho (52.) 1:2 Frank Lampard (70.) | FC Chelsea | Aufstellung Manchester United gegen FC Chelsea |
| Manchester United                          | Elfmeterschießen | | FC Chelsea | Aufstellung Manchester United gegen FC Chelsea |
| Manchester United                          | Ryan Giggs 1:2 Michael Carrick Patrice Evra | 0:1 Frank Lampard 0:2 Michael Ballack 1:3 Didier Drogba 1:4 Salomon Kalou | FC Chelsea | Aufstellung Manchester United gegen FC Chelsea |
| Manchester United                          | Dimitar Berbatow (4.), Patrice Evra (80.), Michael Owen (86.) | Branislav Ivanović (13.) | FC Chelsea | Aufstellung Manchester United gegen FC Chelsea |
| 9. August 2009 in London (Wembley Stadium) | | |            |                                                |
| Ergebnis: 2:2 (1:0), 1:4 i. E.             | | |            |                                                |
| Zuschauer: 85.896                          | | |            |                                                |
| Schiedsrichter: Chris Foy                  | | |            |                                                |

## Jahre 2010 bis 2019
2010 
Die 88. Ausspielung des Wettbewerbs fand zwischen dem Double-Gewinner FC Chelsea, der in der Saison 2009/10 sowohl die Meisterschaft als auch den Pokal gewonnen hatte, und dem Vizemeister Manchester United statt.
| FC Chelsea                                 | FC Chelsea | Manchester United | Manchester United | Aufstellung                                    |
| ------------------------------------------ | --- | --- | ----------------- | ---------------------------------------------- |
| FC Chelsea                                 | \| 8. August 2010 in London (Wembley Stadium) \| \| Ergebnis: 1:3 (0:1) \| \| Zuschauer: 84.623 \| \| Schiedsrichter: Andre Marriner \| | \| 8. August 2010 in London (Wembley Stadium) \| \| Ergebnis: 1:3 (0:1) \| \| Zuschauer: 84.623 \| \| Schiedsrichter: Andre Marriner \| | Manchester United | Aufstellung FC Chelsea gegen Manchester United |
| FC Chelsea                                 | Hilário – Ashley Cole (79. Juri Schirkow), Branislav Ivanović, John Terry , Paulo Ferreira (79. Jeffrey Bruma) – John Obi Mikel (60. Didier Drogba), Michael Essien, Frank Lampard – Florent Malouda (73. Yossi Benayoun), Nicolas Anelka (60. Daniel Sturridge), Salomon Kalou Cheftrainer: Carlo Ancelotti ( Italien) | Edwin van der Sar – Fábio (72. Chris Smalling), Jonny Evans, Nemanja Vidić , John O’Shea – Park Ji-sung (46. Nani), Michael Carrick (79. Darren Fletcher), Paul Scholes (79. Ryan Giggs), Antonio Valencia – Michael Owen (46. Dimitar Berbatow), Wayne Rooney (46. Chicharito) Cheftrainer: Alex Ferguson ( Schottland) | Manchester United | Aufstellung FC Chelsea gegen Manchester United |
| FC Chelsea                                 | 1:2 Salomon Kalou (83.) | 0:1 Antonio Valencia (41.) 0:2 Chicharito (76.) 1:3 Dimitar Berbatow (90.+2') | Manchester United | Aufstellung FC Chelsea gegen Manchester United |
| 8. August 2010 in London (Wembley Stadium) | | |                   |                                                |
| Ergebnis: 1:3 (0:1)                        | | |                   |                                                |
| Zuschauer: 84.623                          | | |                   |                                                |
| Schiedsrichter: Andre Marriner             | | |                   |                                                |

 2011 
Die 89. Ausspielung des Wettbewerbs fand zwischen dem Meister der Premier League 2010/11, Manchester United, und dem Gewinner des FA Cup 2010/11, Manchester City, statt.
| Manchester United                          | Manchester United | Manchester City | Manchester City | Aufstellung                                         |
| ------------------------------------------ | --- | --- | --------------- | --------------------------------------------------- |
| Manchester United                          | \| 7. August 2011 in London (Wembley Stadium) \| \| Ergebnis: 3:2 (0:2) \| \| Zuschauer: 77.169 \| \| Schiedsrichter: Phil Dowd \| | \| 7. August 2011 in London (Wembley Stadium) \| \| Ergebnis: 3:2 (0:2) \| \| Zuschauer: 77.169 \| \| Schiedsrichter: Phil Dowd \| | Manchester City | Aufstellung Manchester United gegen Manchester City |
| Manchester United                          | David de Gea – Patrice Evra (71. Rafael), Rio Ferdinand (46. Phil Jones), Nemanja Vidić (46. Jonny Evans), Chris Smalling – Ashley Young, Michael Carrick (46. Tom Cleverley), Anderson, Nani – Danny Welbeck (89. Dimitar Berbatow), Wayne Rooney Cheftrainer: Alex Ferguson ( Schottland) | Joe Hart – Aleksandar Kolarov (73. Gaël Clichy), Joleon Lescott, Vincent Kompany , Micah Richards – Nigel de Jong, James Milner (67. Adam Johnson), Yaya Touré – Mario Balotelli (59. Gareth Barry), Edin Džeko, David Silva Cheftrainer: Roberto Mancini ( Italien) | Manchester City | Aufstellung Manchester United gegen Manchester City |
| Manchester United                          | 1:2 Chris Smalling (52.) 2:2 Nani (58.) 3:2 Nani (90.+4') | 0:1 Joleon Lescott (38.) 0:2 Edin Džeko (45.+1') | Manchester City | Aufstellung Manchester United gegen Manchester City |
| Manchester United                          | Anderson (19.), Patrice Evra (40.) | Edin Džeko (19.), Micah Richards (22.), Yaya Touré (34.), James Milner (55.), Aleksandar Kolarov (60.) | Manchester City | Aufstellung Manchester United gegen Manchester City |
| 7. August 2011 in London (Wembley Stadium) | | |                 |                                                     |
| Ergebnis: 3:2 (0:2)                        | | |                 |                                                     |
| Zuschauer: 77.169                          | | |                 |                                                     |
| Schiedsrichter: Phil Dowd                  | | |                 |                                                     |

 2012 
Die 90. Ausspielung des Wettbewerbs fand zwischen dem Meister der Premier League 2011/12, Manchester City, und dem Gewinner des FA Cup 2011/12, FC Chelsea, statt.
| Manchester City                            | Manchester City | FC Chelsea | FC Chelsea | Aufstellung                                  |
| ------------------------------------------ | --- | --- | ---------- | -------------------------------------------- |
| Manchester City                            | \| 12. August 2012 in Birmingham (Villa Park) \| \| Ergebnis: 3:2 (0:1) \| \| Zuschauer: 36.394 \| \| Schiedsrichter: Kevin Friend \| | \| 12. August 2012 in Birmingham (Villa Park) \| \| Ergebnis: 3:2 (0:1) \| \| Zuschauer: 36.394 \| \| Schiedsrichter: Kevin Friend \| | FC Chelsea | Aufstellung Manchester City gegen FC Chelsea |
| Manchester City                            | Costel Pantilimon – Stefan Savić (46. Gaël Clichy), Vincent Kompany , Pablo Zabaleta – Aleksandar Kolarov, Nigel de Jong, Samir Nasri (77. David Silva), Yaya Touré, James Milner – Sergio Agüero, Carlos Tévez (89. Edin Džeko) Cheftrainer: Roberto Mancini ( Italien) | Petr Čech – Ashley Cole, John Terry, David Luiz, Branislav Ivanović – Frank Lampard, John Obi Mikel, Juan Mata (75. Daniel Sturridge) – Eden Hazard (72. Ryan Bertrand), Fernando Torres, Ramires Cheftrainer: Roberto Di Matteo ( Italien) | FC Chelsea | Aufstellung Manchester City gegen FC Chelsea |
| Manchester City                            | 1:1 Yaya Touré (53.) 2:1 Carlos Tévez (59.) 3:1 Samir Nasri (65.) | 0:1 Fernando Torres (40.) 3:2 Ryan Bertrand (80.) | FC Chelsea | Aufstellung Manchester City gegen FC Chelsea |
| Manchester City                            | Stefan Savić (11.), Vincent Kompany (49.), Costel Pantilimon (80.) | Ramires (32.), Frank Lampard (45.+1'), John Obi Mikel (45.+1'), Ashley Cole (62.), Ryan Bertrand (80.) | FC Chelsea | Aufstellung Manchester City gegen FC Chelsea |
| Manchester City                            | Branislav Ivanović (42.) | | FC Chelsea | Aufstellung Manchester City gegen FC Chelsea |
| 12. August 2012 in Birmingham (Villa Park) | | |            |                                              |
| Ergebnis: 3:2 (0:1)                        | | |            |                                              |
| Zuschauer: 36.394                          | | |            |                                              |
| Schiedsrichter: Kevin Friend               | | |            |                                              |

 2013 
Die 91. Ausspielung des Wettbewerbs fand zwischen dem Meister der Premier League 2012/13, Manchester United, und dem Gewinner des FA Cup 2012/13, Wigan Athletic, statt.
| Manchester United                          | Manchester United | Wigan Athletic | Wigan Athletic | Aufstellung                                        |
| ------------------------------------------ | --- | --- | -------------- | -------------------------------------------------- |
| Manchester United                          | \| 7. August 2013 in London (Wembley Stadium) \| \| Ergebnis: 2:0 (1:0) \| \| Zuschauer: 80.235 \| \| Schiedsrichter: Mark Clattenburg \| | \| 7. August 2013 in London (Wembley Stadium) \| \| Ergebnis: 2:0 (1:0) \| \| Zuschauer: 80.235 \| \| Schiedsrichter: Mark Clattenburg \| | Wigan Athletic | Aufstellung Manchester United gegen Wigan Athletic |
| Manchester United                          | David de Gea – Patrice Evra, Phil Jones, Nemanja Vidić , Rafael (16. Chris Smalling) – Tom Cleverley, Michael Carrick, Ryan Giggs (67. Anderson) – Danny Welbeck (83. Shinji Kagawa), Robin van Persie (83. Adnan Januzaj), Wilfried Zaha (61. Antonio Valencia) Cheftrainer: David Moyes ( Schottland) | Scott Carson – Stephen Crainey, Leon Barnett, James Perch, Emmerson Boyce – James McCarthy (86. Nouha Dicko), Ben Watson (71. Róger Espinoza), James McArthur (61. Chris McCann) – James McClean (61. Callum McManaman), Grant Holt (61. Marc-Antoine Fortuné), Shaun Maloney (71. Jordi Gómez) Cheftrainer: Owen Coyle ( Irland) | Wigan Athletic | Aufstellung Manchester United gegen Wigan Athletic |
| Manchester United                          | 1:0 Robin van Persie (6.) 2:0 Robin van Persie (59.) | | Wigan Athletic | Aufstellung Manchester United gegen Wigan Athletic |
| Manchester United                          | Tom Cleverley (90.+1') | James McArthur (50.), Roger Espinoza (88.) | Wigan Athletic | Aufstellung Manchester United gegen Wigan Athletic |
| 7. August 2013 in London (Wembley Stadium) | | |                |                                                    |
| Ergebnis: 2:0 (1:0)                        | | |                |                                                    |
| Zuschauer: 80.235                          | | |                |                                                    |
| Schiedsrichter: Mark Clattenburg           | | |                |                                                    |

 2014 
Die 92. Ausspielung des Wettbewerbs fand zwischen dem Meister der Premier League 2013/14, Manchester City, und dem Gewinner des FA Cup 2013/14, FC Arsenal, statt.
| Manchester City                             | Manchester City | FC Arsenal | FC Arsenal | Aufstellung                                  |
| ------------------------------------------- | --- | --- | ---------- | -------------------------------------------- |
| Manchester City                             | \| 10. August 2014 in London (Wembley Stadium) \| \| Ergebnis: 0:3 (0:2) \| \| Zuschauer: 71.523 \| \| Schiedsrichter: Michael Oliver \| | \| 10. August 2014 in London (Wembley Stadium) \| \| Ergebnis: 0:3 (0:2) \| \| Zuschauer: 71.523 \| \| Schiedsrichter: Michael Oliver \| | FC Arsenal | Aufstellung Manchester City gegen FC Arsenal |
| Manchester City                             | Willy Caballero – Aleksandar Kolarov (76. Micah Richards), Matija Nastasić, Dedryck Boyata, Gaël Clichy – Fernando, Yaya Touré (60. Bruno Zuculini), Stevan Jovetić – Samir Nasri (46. David Silva), Edin Džeko (60. James Milner), Jesús Navas (85. Scott Sinclair) Cheftrainer: Manuel Pellegrini ( Chile) | Wojciech Szczęsny – Kieran Gibbs, Calum Chambers, Laurent Koscielny (46. Nacho Monreal), Mathieu Debuchy – Mikel Arteta , Santi Cazorla (70. Tomáš Rosický), Jack Wilshere (68. Mathieu Flamini), Aaron Ramsey (86. Joel Campbell), Alexis Sánchez (46. Alex Oxlade-Chamberlain) – Yaya Sanogo (46. Olivier Giroud) Cheftrainer: Arsène Wenger ( Frankreich) | FC Arsenal | Aufstellung Manchester City gegen FC Arsenal |
| Manchester City                             | 0:1 Santi Cazorla (22.) 0:2 Aaron Ramsey (43.) 0:3 Olivier Giroud (62.) | | FC Arsenal | Aufstellung Manchester City gegen FC Arsenal |
| Manchester City                             | Fernando (51.) | | FC Arsenal | Aufstellung Manchester City gegen FC Arsenal |
| 10. August 2014 in London (Wembley Stadium) | | |            |                                              |
| Ergebnis: 0:3 (0:2)                         | | |            |                                              |
| Zuschauer: 71.523                           | | |            |                                              |
| Schiedsrichter: Michael Oliver              | | |            |                                              |

 2015 
Die 93. Ausspielung des Wettbewerbs fand zwischen dem Meister der Premier League 2014/15, FC Chelsea, und dem Gewinner des FA Cup 2014/15, FC Arsenal, statt.
| FC Chelsea                                 | FC Chelsea | FC Arsenal | FC Arsenal | Aufstellung                             |
| ------------------------------------------ | --- | --- | ---------- | --------------------------------------- |
| FC Chelsea                                 | \| 2. August 2015 in London (Wembley Stadium) \| \| Ergebnis: 0:1 (0:1) \| \| Zuschauer: 85.437 \| \| Schiedsrichter: Anthony Taylor \| \| Spielbericht \| | \| 2. August 2015 in London (Wembley Stadium) \| \| Ergebnis: 0:1 (0:1) \| \| Zuschauer: 85.437 \| \| Schiedsrichter: Anthony Taylor \| \| Spielbericht \| | FC Arsenal | Aufstellung FC Chelsea gegen FC Arsenal |
| FC Chelsea                                 | Thibaut Courtois – Branislav Ivanović, Gary Cahill, John Terry (81. Victor Moses), César Azpilicueta (69. Kurt Zouma) – Nemanja Matić, Cesc Fàbregas – Ramires (54. Oscar), Willian, Eden Hazard – Loïc Rémy (46. Falcao) Cheftrainer: José Mourinho ( Portugal) | Petr Čech – Héctor Bellerín, Per Mertesacker , Laurent Koscielny, Nacho Monreal – Francis Coquelin, Santi Cazorla – Aaron Ramsey, Mesut Özil (81. Kieran Gibbs), Alex Oxlade-Chamberlain (77. Mikel Arteta) – Theo Walcott (65. Olivier Giroud) Cheftrainer: Arsène Wenger ( Frankreich) | FC Arsenal | Aufstellung FC Chelsea gegen FC Arsenal |
| FC Chelsea                                 | 0:1 Alex Oxlade-Chamberlain (24.) | | FC Arsenal | Aufstellung FC Chelsea gegen FC Arsenal |
| FC Chelsea                                 | César Azpilicueta (66.) | Francis Coquelin (68.) | FC Arsenal | Aufstellung FC Chelsea gegen FC Arsenal |
| 2. August 2015 in London (Wembley Stadium) | | |            |                                         |
| Ergebnis: 0:1 (0:1)                        | | |            |                                         |
| Zuschauer: 85.437                          | | |            |                                         |
| Schiedsrichter: Anthony Taylor             | | |            |                                         |
| Spielbericht                               | | |            |                                         |

 2016 
Die 94. Ausspielung des Wettbewerbs fand zwischen dem Meister der Premier League 2015/16, Leicester City, und dem Gewinner des FA Cup 2015/16, Manchester United, statt.
| Leicester City                             | Leicester City | Manchester United | Manchester United | Aufstellung                                        |
| ------------------------------------------ | --- | --- | ----------------- | -------------------------------------------------- |
| Leicester City                             | \| 7. August 2016 in London (Wembley Stadium) \| \| Ergebnis: 1:2 (0:1) \| \| Zuschauer: 85.437 \| \| Schiedsrichter: Craig Pawson \| \| Spielbericht \| | \| 7. August 2016 in London (Wembley Stadium) \| \| Ergebnis: 1:2 (0:1) \| \| Zuschauer: 85.437 \| \| Schiedsrichter: Craig Pawson \| \| Spielbericht \| | Manchester United | Aufstellung Leicester City gegen Manchester United |
| Leicester City                             | Kasper Schmeichel – Danny Simpson (63. Luis Hernández), Robert Huth (89. Leonardo Ulloa), Wes Morgan , Christian Fuchs (80. Jeffrey Schlupp) – Riyad Mahrez, Andy King (62. Nampalys Mendy), Danny Drinkwater, Marc Albrighton (46. Demarai Gray) – Shinji Okazaki (46. Ahmed Musa), Jamie Vardy Cheftrainer: Claudio Ranieri ( Italien) | David de Gea – Antonio Valencia, Eric Bailly, Daley Blind, Luke Shaw (69. Marcos Rojo) – Michael Carrick (61. Ander Herrera), Marouane Fellaini, Wayne Rooney (87. Morgan Schneiderlin) – Jesse Lingard (63. Juan Mata, 90.+3' Henrich Mchitarjan), Zlatan Ibrahimović, Anthony Martial (70. Marcus Rashford) Cheftrainer: José Mourinho ( Portugal) | Manchester United | Aufstellung Leicester City gegen Manchester United |
| Leicester City                             | 1:1 Jamie Vardy (52.) | 0:1 Jesse Lingard (32.) 1:2 Zlatan Ibrahimović (83.) | Manchester United | Aufstellung Leicester City gegen Manchester United |
| Leicester City                             | Danny Simpson (40.), Andy King (55.), Jamie Vardy (75.) | Eric Bailly (71.) | Manchester United | Aufstellung Leicester City gegen Manchester United |
| 7. August 2016 in London (Wembley Stadium) | | |                   |                                                    |
| Ergebnis: 1:2 (0:1)                        | | |                   |                                                    |
| Zuschauer: 85.437                          | | |                   |                                                    |
| Schiedsrichter: Craig Pawson               | | |                   |                                                    |
| Spielbericht                               | | |                   |                                                    |

 2017 
Die 95. Ausspielung des Wettbewerbs fand zwischen dem Meister der Premier League 2016/17, FC Chelsea, und dem Gewinner des FA Cup 2016/17, FC Arsenal, statt.
| FC Chelsea                                                   | FC Chelsea | FC Arsenal | FC Arsenal | Aufstellung                             |
| ------------------------------------------------------------ | --- | --- | ---------- | --------------------------------------- |
| FC Chelsea                                                   | \| 6. August 2017 um 15:00 Uhr MESZ in London (Wembley Stadium) \| \| Ergebnis: 1:1 (0:0), 1:4 i. E. \| \| Zuschauer: 83.325 \| \| Schiedsrichter: Bobby Madley (West Riding) \| \| Spielbericht \|                                                              | \| 6. August 2017 um 15:00 Uhr MESZ in London (Wembley Stadium) \| \| Ergebnis: 1:1 (0:0), 1:4 i. E. \| \| Zuschauer: 83.325 \| \| Schiedsrichter: Bobby Madley (West Riding) \| \| Spielbericht \| | FC Arsenal | Aufstellung FC Chelsea gegen FC Arsenal |
| FC Chelsea                                                   | Thibaut Courtois – César Azpilicueta, David Luiz, Gary Cahill – Victor Moses, Cesc Fàbregas, N’Golo Kanté, Marcos Alonso (79. Antonio Rüdiger) – Willian (82. Charly Musonda), Pedro – Michy Batshuayi (74. Álvaro Morata) Cheftrainer: Antonio Conte ( Italien) | Petr Čech – Rob Holding, Per Mertesacker (33. Sead Kolašinac), Nacho Monreal – Héctor Bellerín, Mohamed Elneny, Granit Xhaka, Alex Oxlade-Chamberlain – Alex Iwobi (66. Theo Walcott), Danny Welbeck (87. Reiss Nelson) – Alexandre Lacazette (66. Olivier Giroud) Cheftrainer: Arsène Wenger ( Frankreich) | FC Arsenal | Aufstellung FC Chelsea gegen FC Arsenal |
| FC Chelsea                                                   | 1:0 Victor Moses (46.) | 1:1 Sead Kolašinac (82.) | FC Arsenal | Aufstellung FC Chelsea gegen FC Arsenal |
| FC Chelsea                                                   | Elfmeterschießen | | FC Arsenal | Aufstellung FC Chelsea gegen FC Arsenal |
| FC Chelsea                                                   | 1:0 Gary Cahill Thibaut Courtois Álvaro Morata | 1:1 Theo Walcott 1:2 Nacho Monreal 1:3 Alex Oxlade-Chamberlain 1:4 Olivier Giroud | FC Arsenal | Aufstellung FC Chelsea gegen FC Arsenal |
| FC Chelsea                                                   | César Azpilicueta (13.), Marcos Alonso (35.), Willian (37.) | Héctor Bellerín (15.) | FC Arsenal | Aufstellung FC Chelsea gegen FC Arsenal |
| FC Chelsea                                                   | Pedro (80.) | | FC Arsenal | Aufstellung FC Chelsea gegen FC Arsenal |
| 6. August 2017 um 15:00 Uhr MESZ in London (Wembley Stadium) | | |            |                                         |
| Ergebnis: 1:1 (0:0), 1:4 i. E.                               | | |            |                                         |
| Zuschauer: 83.325                                            | | |            |                                         |
| Schiedsrichter: Bobby Madley (West Riding)                   | | |            |                                         |
| Spielbericht                                                 | | |            |                                         |

 2018 
Die 96. Ausspielung des Wettbewerbs fand zwischen dem Meister der Premier League 2017/18, Manchester City, und dem Gewinner des FA Cup 2017/18, FC Chelsea, statt.
| Manchester City                            | Manchester City | FC Chelsea | FC Chelsea | Aufstellung                                  |
| ------------------------------------------ | --- | --- | ---------- | -------------------------------------------- |
| Manchester City                            | \| 5. August 2018 in London (Wembley Stadium) \| \| Ergebnis: 2:0 (1:0) \| \| Zuschauer: 72.724 \| \| Schiedsrichter: Jon Moss (West Yorkshire) \| \| Spielbericht \| | \| 5. August 2018 in London (Wembley Stadium) \| \| Ergebnis: 2:0 (1:0) \| \| Zuschauer: 72.724 \| \| Schiedsrichter: Jon Moss (West Yorkshire) \| \| Spielbericht \| | FC Chelsea | Aufstellung Manchester City gegen FC Chelsea |
| Manchester City                            | Claudio Bravo – Kyle Walker, John Stones (90.+4' Claudio Gomes), Aymeric Laporte (87. Nicolás Otamendi), Benjamin Mendy – Bernardo Silva, Fernandinho , Phil Foden (75. Brahim Díaz) – Riyad Mahrez (68. Gabriel Jesus), Sergio Agüero (80. Vincent Kompany), Leroy Sané (46. İlkay Gündoğan) Cheftrainer: Pep Guardiola ( Spanien) | Willy Caballero – César Azpilicueta , Antonio Rüdiger, David Luiz, Marcos Alonso – Cesc Fàbregas (60. Danny Drinkwater), Jorginho, Ross Barkley – Pedro (79. Victor Moses), Álvaro Morata (69. Tammy Abraham), Callum Hudson-Odoi (60. Willian) Cheftrainer: Maurizio Sarri ( Italien) | FC Chelsea | Aufstellung Manchester City gegen FC Chelsea |
| Manchester City                            | 1:0 Sergio Agüero (13.) 2:0 Sergio Agüero (58.) | | FC Chelsea | Aufstellung Manchester City gegen FC Chelsea |
| 5. August 2018 in London (Wembley Stadium) | | |            |                                              |
| Ergebnis: 2:0 (1:0)                        | | |            |                                              |
| Zuschauer: 72.724                          | | |            |                                              |
| Schiedsrichter: Jon Moss (West Yorkshire)  | | |            |                                              |
| Spielbericht                               | | |            |                                              |

 2019 
Die 97. Ausspielung des Wettbewerbs fand zwischen dem Triple-Gewinner Manchester City, der in der Saison 2018/19 sowohl die Meisterschaft als auch den Pokal und Ligapokal gewann, und dem Vizemeister FC Liverpool statt.
| Manchester City                            | Manchester City | FC Liverpool | FC Liverpool | Aufstellung                                    |
| ------------------------------------------ | --- | --- | ------------ | ---------------------------------------------- |
| Manchester City                            | \| 4. August 2019 in London (Wembley Stadium) \| \| Ergebnis: 1:1 (1:0), 5:4 i. E. \| \| Zuschauer: 77.565 \| \| Schiedsrichter: Martin Atkinson \| \| Spielbericht \|                                                                                                | \| 4. August 2019 in London (Wembley Stadium) \| \| Ergebnis: 1:1 (1:0), 5:4 i. E. \| \| Zuschauer: 77.565 \| \| Schiedsrichter: Martin Atkinson \| \| Spielbericht \| | FC Liverpool | Aufstellung Manchester City gegen FC Liverpool |
| Manchester City                            | Claudio Bravo – Kyle Walker, John Stones, Nicolás Otamendi, Oleksandr Sintschenko – Kevin De Bruyne (89. Phil Foden), Rodri, David Silva (61. İlkay Gündoğan) – Bernardo Silva, Raheem Sterling, Leroy Sané (13. Gabriel Jesus) Cheftrainer: Pep Guardiola ( Spanien) | Alisson – Trent Alexander-Arnold (67. Joel Matip), Joe Gomez, Virgil van Dijk, Andrew Robertson – Jordan Henderson (79. Adam Lallana), Fabinho (67. Naby Keïta), Georginio Wijnaldum – Mohamed Salah, Roberto Firmino (79. Xherdan Shaqiri), Divock Origi (79. Alex Oxlade-Chamberlain) Cheftrainer: Jürgen Klopp ( Deutschland) | FC Liverpool | Aufstellung Manchester City gegen FC Liverpool |
| Manchester City                            | 1:0 Raheem Sterling (12.) | 1:1 Joel Matip (77.) | FC Liverpool | Aufstellung Manchester City gegen FC Liverpool |
| Manchester City                            | Elfmeterschießen | | FC Liverpool | Aufstellung Manchester City gegen FC Liverpool |
| Manchester City                            | 1:1 İlkay Gündoğan 2:1 Bernardo Silva 3:2 Phil Foden 4:3 Oleksandr Sintschenko 5:4 Gabriel Jesus | 0:1 Xherdan Shaqiri Georginio Wijnaldum 2:2 Adam Lallana 3:3 Alex Oxlade-Chamberlain 4:4 Mohamed Salah | FC Liverpool | Aufstellung Manchester City gegen FC Liverpool |
| Manchester City                            | Kevin De Bruyne (33.) | | FC Liverpool | Aufstellung Manchester City gegen FC Liverpool |
| Manchester City                            | Spieler des Spiels: Kevin De Bruyne (Manchester City) | | FC Liverpool | Aufstellung Manchester City gegen FC Liverpool |
| 4. August 2019 in London (Wembley Stadium) | | |              |                                                |
| Ergebnis: 1:1 (1:0), 5:4 i. E.             | | |              |                                                |
| Zuschauer: 77.565                          | | |              |                                                |
| Schiedsrichter: Martin Atkinson            | | |              |                                                |
| Spielbericht                               | | |              |                                                |

## Jahre 2020 bis 2029
2020
Die 98. Ausspielung des Wettbewerbs fand zwischen dem Meister der Premier League 2019/20, dem FC Liverpool, und dem Gewinner des FA-Cups 2019/20, dem FC Arsenal, statt.
| FC Liverpool                                                 | FC Liverpool | FC Arsenal | FC Arsenal | Aufstellung                               |
| ------------------------------------------------------------ | --- | --- | ---------- | ----------------------------------------- |
| FC Liverpool                                                 | \| 29. August 2020 um 16:30 Uhr BST in London (Wembley Stadium) \| \| Ergebnis: 1:1 (0:1), 4:5 i. E. \| \| Zuschauer: Unter Ausschluss der Öffentlichkeit \| \| Schiedsrichter: Andre Marriner (Birmingham) \| \| Spielbericht \|                                                         | \| 29. August 2020 um 16:30 Uhr BST in London (Wembley Stadium) \| \| Ergebnis: 1:1 (0:1), 4:5 i. E. \| \| Zuschauer: Unter Ausschluss der Öffentlichkeit \| \| Schiedsrichter: Andre Marriner (Birmingham) \| \| Spielbericht \|                                                                               | FC Arsenal | Aufstellung FC Liverpool gegen FC Arsenal |
| FC Liverpool                                                 | Alisson – Neco Williams (59. Takumi Minamino), Joe Gomez, Virgil van Dijk, Andrew Robertson – James Milner (59. Naby Keïta), Fabinho, Georginio Wijnaldum (90+2. Rhian Brewster) – Mohamed Salah, Roberto Firmino (83. Curtis Jones), Sadio Mané Cheftrainer: Jürgen Klopp ( Deutschland) | Emiliano Martínez – Kieran Tierney (83. Sead Kolašinac), David Luiz, Rob Holding – Ainsley Maitland-Niles, Granit Xhaka, Mohamed Elneny, Héctor Bellerín (58. Cédric Soares) – Pierre-Emerick Aubameyang , Eddie Nketiah (82. Reiss Nelson), Bukayo Saka (82. Joe Willock) Cheftrainer: Mikel Arteta ( Spanien) | FC Arsenal | Aufstellung FC Liverpool gegen FC Arsenal |
| FC Liverpool                                                 | 1:1 Takumi Minamino (73.) | 0:1 Pierre-Emerick Aubameyang (12.) | FC Arsenal | Aufstellung FC Liverpool gegen FC Arsenal |
| FC Liverpool                                                 | Elfmeterschießen | | FC Arsenal | Aufstellung FC Liverpool gegen FC Arsenal |
| FC Liverpool                                                 | 1:0 Mohamed Salah 2:1 Fabinho Rhian Brewster 3:3 Takumi Minamino 4:4 Curtis Jones | 1:1 Reiss Nelson 2:2 Ainsley Maitland-Niles 2:3 Cédric Soares 3:4 David Luiz 4:5 Pierre-Emerick Aubameyang | FC Arsenal | Aufstellung FC Liverpool gegen FC Arsenal |
| FC Liverpool                                                 | Milner (57.) | | FC Arsenal | Aufstellung FC Liverpool gegen FC Arsenal |
| FC Liverpool                                                 | Spieler des Spiels: David Luiz (FC Arsenal) | | FC Arsenal | Aufstellung FC Liverpool gegen FC Arsenal |
| 29. August 2020 um 16:30 Uhr BST in London (Wembley Stadium) | | |            |                                           |
| Ergebnis: 1:1 (0:1), 4:5 i. E.                               | | |            |                                           |
| Zuschauer: Unter Ausschluss der Öffentlichkeit               | | |            |                                           |
| Schiedsrichter: Andre Marriner (Birmingham)                  | | |            |                                           |
| Spielbericht                                                 | | |            |                                           |

 2021
Die 99. Ausspielung des Wettbewerbs fand zwischen dem Meister der Premier League 2020/21, Manchester City, und dem Gewinner des FA-Cups 2020/21, Leicester City, statt.
| Manchester City                                             | Manchester City | Leicester City | Leicester City | Aufstellung                                      |
| ----------------------------------------------------------- | --- | --- | -------------- | ------------------------------------------------ |
| Manchester City                                             | \| 7. August 2021 um 17:15 Uhr BST in London (Wembley Stadium) \| \| Ergebnis: 0:1 (0:0) \| \| Zuschauer: 45.602 \| \| Schiedsrichter: Paul Tierney (Lancashire) \| \| Spielbericht \|                                                                                   | \| 7. August 2021 um 17:15 Uhr BST in London (Wembley Stadium) \| \| Ergebnis: 0:1 (0:0) \| \| Zuschauer: 45.602 \| \| Schiedsrichter: Paul Tierney (Lancashire) \| \| Spielbericht \| | Leicester City | Aufstellung Manchester City gegen Leicester City |
| Manchester City                                             | Zack Steffen – João Cancelo, Rúben Dias, Nathan Aké, Benjamin Mendy – Cole Palmer (74. Bernardo Silva), Fernandinho , İlkay Gündoğan (65. Rodri) – Riyad Mahrez, Ferrán Torres (74. Ben Knight), Samuel Edozie (65. Jack Grealish) Cheftrainer: Pep Guardiola ( Spanien) | Kasper Schmeichel – Ricardo Pereira, Daniel Amartey, Çağlar Söyüncü, Ryan Bertrand (78. Luke Thomas) – Youri Tielemans (72. Boubakary Soumaré), Wilfred Ndidi – Ayoze Pérez (71. Marc Albrighton), James Maddison (71. Kiernan Dewsbury-Hall), Harvey Barnes (79. Kelechi Iheanacho) – Jamie Vardy (71. Patson Daka) Cheftrainer: Brendan Rodgers ( Nordirland) | Leicester City | Aufstellung Manchester City gegen Leicester City |
| Manchester City                                             | 0:1 Kelechi Iheanacho (89., Foulelfmeter) | | Leicester City | Aufstellung Manchester City gegen Leicester City |
| Manchester City                                             | Dias (87.), Fernandinho (88.) | Bertrand (50.) | Leicester City | Aufstellung Manchester City gegen Leicester City |
| Manchester City                                             | Spieler des Spiels: Kelechi Iheanacho (Leicester City) | | Leicester City | Aufstellung Manchester City gegen Leicester City |
| 7. August 2021 um 17:15 Uhr BST in London (Wembley Stadium) | | |                |                                                  |
| Ergebnis: 0:1 (0:0)                                         | | |                |                                                  |
| Zuschauer: 45.602                                           | | |                |                                                  |
| Schiedsrichter: Paul Tierney (Lancashire)                   | | |                |                                                  |
| Spielbericht                                                | | |                |                                                  |

 2022 
Die 100. Ausspielung des Wettbewerbs fand zwischen dem Meister der Premier League 2021/22, Manchester City, und dem Gewinner des FA-Cups 2021/22, FC Liverpool, statt.
| Manchester City                                                  | Manchester City | FC Liverpool | FC Liverpool | Aufstellung                                    |
| ---------------------------------------------------------------- | --- | --- | ------------ | ---------------------------------------------- |
| Manchester City                                                  | \| 30. Juli 2022 um 17:00 Uhr BST in Leicester (King Power Stadium) \| \| Ergebnis: 1:3 (0:1) \| \| Zuschauer: 28.545 \| \| Schiedsrichter: Craig Pawson (Sheffield & Hallamshire) \| \| Spielbericht \|                                             | \| 30. Juli 2022 um 17:00 Uhr BST in Leicester (King Power Stadium) \| \| Ergebnis: 1:3 (0:1) \| \| Zuschauer: 28.545 \| \| Schiedsrichter: Craig Pawson (Sheffield & Hallamshire) \| \| Spielbericht \|                                                                                                  | FC Liverpool | Aufstellung Manchester City gegen FC Liverpool |
| Manchester City                                                  | Ederson – Kyle Walker, Rúben Dias , Nathan Aké, João Cancelo – Kevin De Bruyne (74. İlkay Gündoğan), Rodri, Bernardo Silva – Riyad Mahrez (58. Phil Foden), Erling Haaland, Jack Grealish (58. Julián Álvarez) Cheftrainer: Pep Guardiola ( Spanien) | Adrián – Trent Alexander-Arnold (74. James Milner), Joël Matip, Virgil van Dijk, Andrew Robertson – Jordan Henderson (74. Harvey Elliott), Fabinho, Thiago (85. Naby Keïta) – Mohamed Salah (90.+5' Curtis Jones), Roberto Firmino (59. Darwin Núñez), Luis Díaz Cheftrainer: Jürgen Klopp ( Deutschland) | FC Liverpool | Aufstellung Manchester City gegen FC Liverpool |
| Manchester City                                                  | 1:1 Julián Álvarez (70.) | 0:1 Trent Alexander-Arnold (21.) 1:2 Mohamed Salah (83., Handelfmeter) 1:3 Darwin Núñez (90.+4') | FC Liverpool | Aufstellung Manchester City gegen FC Liverpool |
| Manchester City                                                  | Rúben Dias (83.) | Darwin Núñez (90.+5') | FC Liverpool | Aufstellung Manchester City gegen FC Liverpool |
| Manchester City                                                  | Spieler des Spiels: Darwin Núñez (FC Liverpool) | | FC Liverpool | Aufstellung Manchester City gegen FC Liverpool |
| 30. Juli 2022 um 17:00 Uhr BST in Leicester (King Power Stadium) | | |              |                                                |
| Ergebnis: 1:3 (0:1)                                              | | |              |                                                |
| Zuschauer: 28.545                                                | | |              |                                                |
| Schiedsrichter: Craig Pawson (Sheffield & Hallamshire)           | | |              |                                                |
| Spielbericht                                                     | | |              |                                                |

 2023 
Die 101. Ausspielung des Wettbewerbs fand zwischen dem Triple-Gewinner Manchester City, der in der Saison 2022/23 sowohl die Meisterschaft als auch den Pokal gewann, und dem Vizemeister FC Arsenal statt.
| Manchester City                                             | Manchester City | FC Arsenal | FC Arsenal | Aufstellung                                  |
| ----------------------------------------------------------- | --- | --- | ---------- | -------------------------------------------- |
| Manchester City                                             | \| 6. August 2023 um 16:00 Uhr BST in London (Wembley Stadium) \| \| Ergebnis: 1:1 (0:0), 1:4 i. E. \| \| Zuschauer: 81.145 \| \| Schiedsrichter: Stuart Attwell (Birmingham) \| \| Spielbericht \|                                                         | \| 6. August 2023 um 16:00 Uhr BST in London (Wembley Stadium) \| \| Ergebnis: 1:1 (0:0), 1:4 i. E. \| \| Zuschauer: 81.145 \| \| Schiedsrichter: Stuart Attwell (Birmingham) \| \| Spielbericht \| | FC Arsenal | Aufstellung Manchester City gegen FC Arsenal |
| Manchester City                                             | Stefan Ortega – Kyle Walker , John Stones, Rúben Dias, Manuel Akanji – Rodri, Mateo Kovačić (64. Cole Palmer) – Bernardo Silva, Julián Álvarez, Jack Grealish (58. Phil Foden) – Erling Haaland (64. Kevin De Bruyne) Cheftrainer: Pep Guardiola ( Spanien) | Aaron Ramsdale – Ben White, William Saliba, Gabriel Magalhães (87. Emile Smith Rowe), Jurriën Timber (76. Kieran Tierney) – Declan Rice (81. Eddie Nketiah), Thomas Partey – Bukayo Saka, Martin Ødegaard , Gabriel Martinelli (75. Leandro Trossard) – Kai Havertz (87. Fábio Vieira) Cheftrainer: Mikel Arteta ( Spanien) | FC Arsenal | Aufstellung Manchester City gegen FC Arsenal |
| Manchester City                                             | 1:0 Cole Palmer (77.) | 1:1 Leandro Trossard (90.+11') | FC Arsenal | Aufstellung Manchester City gegen FC Arsenal |
| Manchester City                                             | Elfmeterschießen | | FC Arsenal | Aufstellung Manchester City gegen FC Arsenal |
| Manchester City                                             | Kevin De Bruyne 1:2 Bernardo Silva Rodri | 0:1 Martin Ødegaard 0:2 Leandro Trossard 1:3 Bukayo Saka 1:4 Fábio Vieira | FC Arsenal | Aufstellung Manchester City gegen FC Arsenal |
| Manchester City                                             | Julián Álvarez (31.) | Thomas Partey (8.), Mikel Arteta (17.), Kai Havertz (27.), Gabriel Magalhães (66.) | FC Arsenal | Aufstellung Manchester City gegen FC Arsenal |
| Manchester City                                             | Spieler des Spiels: Leandro Trossard (FC Arsenal) | | FC Arsenal | Aufstellung Manchester City gegen FC Arsenal |
| 6. August 2023 um 16:00 Uhr BST in London (Wembley Stadium) | | |            |                                              |
| Ergebnis: 1:1 (0:0), 1:4 i. E.                              | | |            |                                              |
| Zuschauer: 81.145                                           | | |            |                                              |
| Schiedsrichter: Stuart Attwell (Birmingham)                 | | |            |                                              |
| Spielbericht                                                | | |            |                                              |

 2024 
Die 102. Ausspielung des Wettbewerbs fand zwischen dem Meister der Premier League 2023/24, Manchester City, und dem Gewinner des FA-Cups 2023/24, Manchester United, statt.
| Manchester City                                              | Manchester City | Manchester United | Manchester United | Aufstellung                                         |
| ------------------------------------------------------------ | --- | --- | ----------------- | --------------------------------------------------- |
| Manchester City                                              | \| 10. August 2024 um 15:00 Uhr BST in London (Wembley Stadium) \| \| Ergebnis: 1:1 (0:0), 7:6 i. E. \| \| Zuschauer: 78.146 \| \| Schiedsrichter: Jarred Gillett (Liverpool) 1 \| \| Spielbericht \|                                                                                       | \| 10. August 2024 um 15:00 Uhr BST in London (Wembley Stadium) \| \| Ergebnis: 1:1 (0:0), 7:6 i. E. \| \| Zuschauer: 78.146 \| \| Schiedsrichter: Jarred Gillett (Liverpool) 1 \| \| Spielbericht \| | Manchester United | Aufstellung Manchester City gegen Manchester United |
| Manchester City                                              | Ederson – Rico Lewis, Rúben Dias , Manuel Akanji, Joško Gvardiol (90. Nathan Aké) – Mateo Kovačić, Nico O’Reilly (63. Matheus Nunes), James McAtee (80. Bernardo Silva) – Oscar Bobb (90. Kevin De Bruyne), Erling Haaland, Jérémy Doku (63. Savinho) Cheftrainer: Pep Guardiola ( Spanien) | André Onana – Lisandro Martínez, Jonny Evans, Harry Maguire (58. Facundo Pellistri), Diogo Dalot – Kobbie Mainoo (59. Toby Collyer), Casemiro, Bruno Fernandes – Marcus Rashford (83. Jadon Sancho), Mason Mount (58. Scott McTominay), Amad Traoré (59. Alejandro Garnacho) Cheftrainer: Erik ten Hag ( Niederlande) | Manchester United | Aufstellung Manchester City gegen Manchester United |
| Manchester City                                              | 1:1 Silva (89.) | 0:1 Garnacho (82.) | Manchester United | Aufstellung Manchester City gegen Manchester United |
| Manchester City                                              | Elfmeterschießen | | Manchester United | Aufstellung Manchester City gegen Manchester United |
| Manchester City                                              | Silva 1:2 De Bruyne 2:3 Haaland 3:3 Savinho 4:4 Ederson 5:5 Nunes 6:6 Dias 7:6 Akanji | 0:1 Fernandes 0:2 Dalot 1:3 Garnacho Sancho 3:4 Casemiro 4:5 McTominay 5:6 Martínez Evans | Manchester United | Aufstellung Manchester City gegen Manchester United |
| Manchester City                                              | Nunes (68.), Silva (85.) | | Manchester United | Aufstellung Manchester City gegen Manchester United |
| Manchester City                                              | Spieler des Spiels: Oscar Bobb (Manchester City) | | Manchester United | Aufstellung Manchester City gegen Manchester United |
| 10. August 2024 um 15:00 Uhr BST in London (Wembley Stadium) | | |                   |                                                     |
| Ergebnis: 1:1 (0:0), 7:6 i. E.                               | | |                   |                                                     |
| Zuschauer: 78.146                                            | | |                   |                                                     |
| Schiedsrichter: Jarred Gillett (Liverpool) 1                 | | |                   |                                                     |
| Spielbericht                                                 | | |                   |                                                     |

 2025
Die 103. Ausspielung des Wettbewerbs findet zwischen dem Meister der Premier League 2024/25, dem FC Liverpool, und dem Gewinner des FA-Cups 2024/25, Crystal Palace, statt.
| FC Liverpool                                                 | FC Liverpool | Crystal Palace | Crystal Palace | Aufstellung                                   |
| ------------------------------------------------------------ | --- | --- | -------------- | --------------------------------------------- |
| FC Liverpool                                                 | \| 10. August 2025 um 15:00 Uhr BST in London (Wembley Stadium) \| \| Ergebnis: 2:2 (2:1), 2:3 i. E. \| \| Zuschauer: 82.645 \| \| Schiedsrichter: Chris Kavanagh (Manchester) \| \| Spielbericht \| | \| 10. August 2025 um 15:00 Uhr BST in London (Wembley Stadium) \| \| Ergebnis: 2:2 (2:1), 2:3 i. E. \| \| Zuschauer: 82.645 \| \| Schiedsrichter: Chris Kavanagh (Manchester) \| \| Spielbericht \|                                                                                                 | Crystal Palace | Aufstellung FC Liverpool gegen Crystal Palace |
| FC Liverpool                                                 | Alisson Becker – Jeremie Frimpong, Virgil van Dijk , Ibrahima Konaté, Milos Kerkez (84. Andrew Robertson) – Curtis Jones (71. Wataru Endō), Dominik Szoboszlai – Mohamed Salah, Florian Wirtz (84. Harvey Elliott), Cody Gakpo – Hugo Ekitike (71. Alexis Mac Allister) Cheftrainer: Arne Slot ( Niederlande) | Dean Henderson – Chris Richards, Maxence Lacroix, Marc Guéhi (94. Justin Devenny) – Daniel Muñoz, Adam Wharton (85. Jefferson Lerma), Daichi Kamada (29. Will Hughes), Tyrick Mitchell (79. Borna Sosa) – Ismaïla Sarr, Jean-Philippe Mateta, Eberechi Eze Cheftrainer: Oliver Glasner ( Österreich) | Crystal Palace | Aufstellung FC Liverpool gegen Crystal Palace |
| FC Liverpool                                                 | 1:0 Ekitike (4.) 2:1 Frimpong (21.) | 1:1 Mateta (17., Foulelfmeter) 2:2 Sarr (77.) | Crystal Palace | Aufstellung FC Liverpool gegen Crystal Palace |
| FC Liverpool                                                 | Elfmeterschießen | | Crystal Palace | Aufstellung FC Liverpool gegen Crystal Palace |
| FC Liverpool                                                 | Salah Mac Allister 1:1 Gakpo Elliott 2:2 Szoboszlai | 0:1 Mateta Eze 1:2 Sarr Sosa 2:3 Devenny | Crystal Palace | Aufstellung FC Liverpool gegen Crystal Palace |
| FC Liverpool                                                 | Konaté (43.), Wirtz (44.), Salah (87.) | | Crystal Palace | Aufstellung FC Liverpool gegen Crystal Palace |
| FC Liverpool                                                 | Spieler des Spiels: Dean Henderson (Crystal Palace) | | Crystal Palace | Aufstellung FC Liverpool gegen Crystal Palace |
| 10. August 2025 um 15:00 Uhr BST in London (Wembley Stadium) | | |                |                                               |
| Ergebnis: 2:2 (2:1), 2:3 i. E.                               | | |                |                                               |
| Zuschauer: 82.645                                            | | |                |                                               |
| Schiedsrichter: Chris Kavanagh (Manchester)                  | | |                |                                               |
| Spielbericht                                                 | | |                |                                               |